# Appareil photographique historique
Cet article présente les appareils photographiques historiques qui ont marqué l'histoire. Les appareils photographiques y sont présentés dans l'ordre chronologique.
Les appareils présentés dans cet article ont eu une influence sur l'histoire de la photographie, représentent une évolution marquante de la pratique photographique, ont eu un succès commercial marquant ou des perfectionnements techniques majeurs. Certains appareils qui furent échecs commerciaux, sont également présentés ici, car ils sont des icônes recherchées par les collectionneurs et figurant dans la plupart des ouvrages consacrés aux appareils anciens.
Le critère retenu pour sélectionner ces appareils est la présence d'une description dans au moins trois ouvrages de référence consacrés à l'histoire de la photographie et écrits par des auteurs différents. Quelques exceptions à ce critère ont été faites, pour des appareils plus récents (après les années 1950), et sont justifiées sur la page de discussion de l'article.

## Nicéphore Niepce

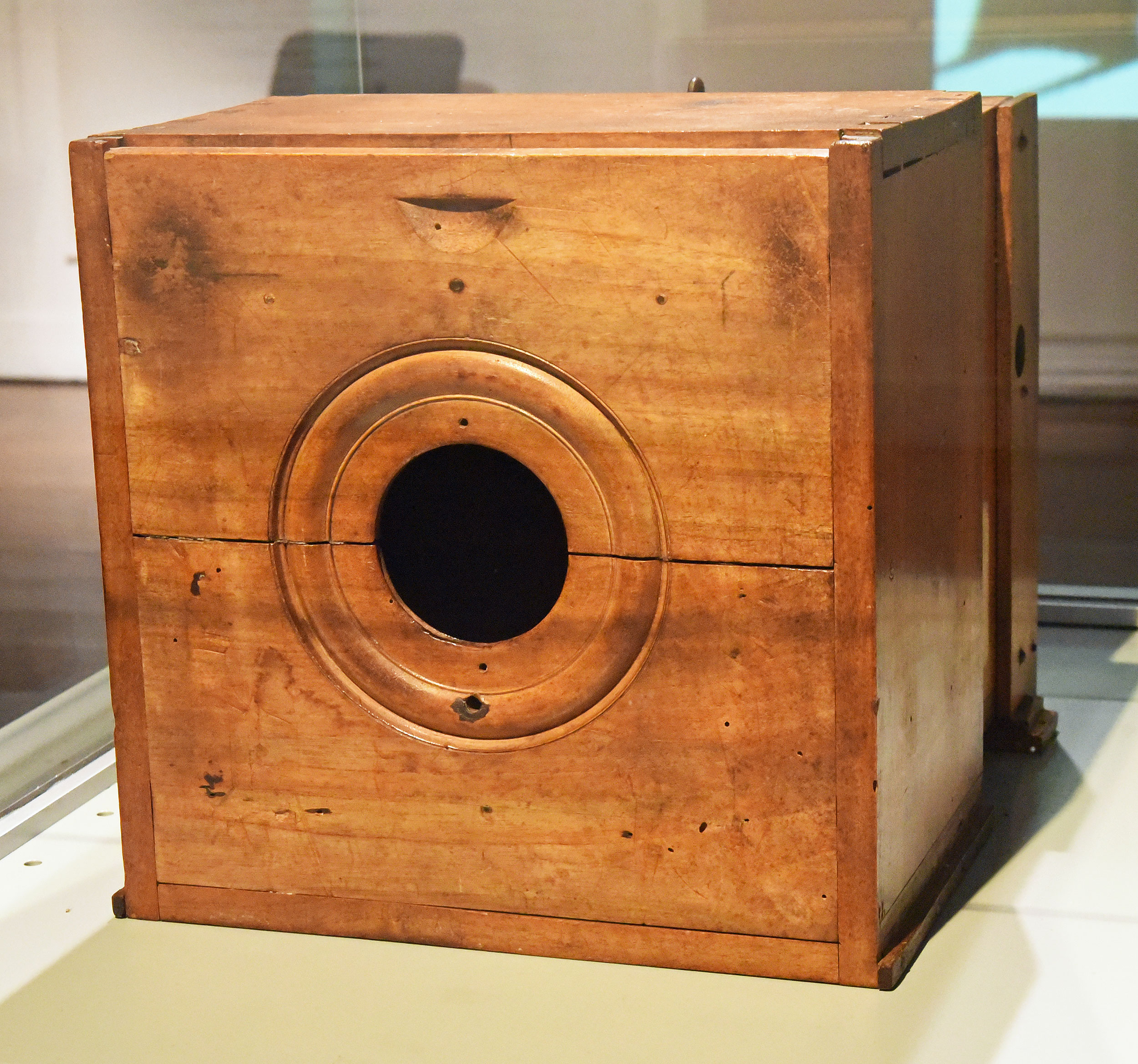
Chambre photographique de Nicéphore Niepce

1827. La première photographie connue, le Point de vue du Gras a été prise par Nicéphore Niepce en 1827 à l'aide de cette chambre en bois conservée au musée Nicéphore Niepce de Chalon-sur-Saône. Il s'agit d'une "chambre à tiroir" ou la mise au point s'effectue grâce à une boite ouverte vers l'avant coulissant dans la boite principale qui, elle, est ouverte vers l'arrière. Ce mode de fonctionnement sera utilisé jusqu'à ce que l'utilisation de soufflets se généralise. L'objectif a été égaré ,,.

## Daguerre

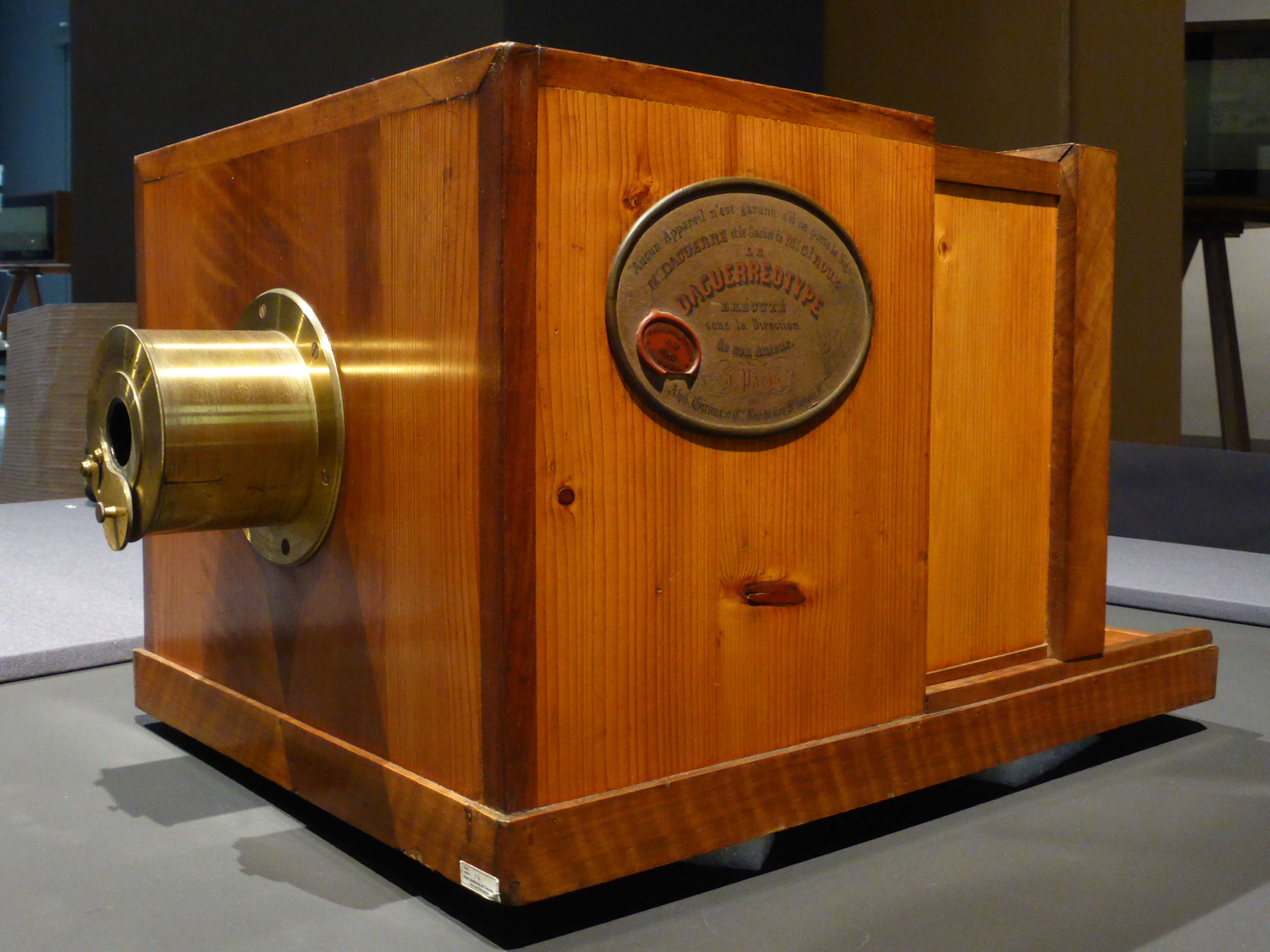
Chambre pour daguerréotypie de 1839 conservée à l'Académie royale des sciences et des arts de Barcelone

1839. Nicéphore Niepce et Louis Daguerre travaillent ensemble à la naissance du Daguerréotype. Daguerre profitant de la lassitude de son associé vieillissant parvient à gommer presque toute trace de lui et le nouveau procédé ne sera associé qu'à son nom. L’État français accorde néanmoins, outre une rente annuelle de 6000 francs à Daguerre une rente de 4000 francs à Isidore, le fils de Niepce en paiement de l'achat par la France du procédé qui est placé dans le domaine public et librement utilisable. La maison Giroud (le beau-frère de Daguerre) de Paris sera chargée de la production en série de chambres à tiroir en bois,,,.

## Alexander S. Wolcott

Principe de l'appareil d'Alexander S. Wolcott.

En 1839, les daguerréotypes faisaient fureur en Europe. Mais l'optique peu développée et les produits chimiques à moindre effet rendaient les temps de poses très longs (une vingtaine de minutes). C'est pourquoi chacun s'évertuait à améliorer ses propres appareils. C'est ainsi qu'en 1840, Alexander S. Wolcott (pl) confectionna lui-même son appareil, très évolué pour l'époque et qui remplaçait les lentilles de l'objectif par un grand miroir concave qui donnait une image très lumineuse,,.

### Fonctionnement
Une image du sujet est visible sur une plaque (A), par l'interstice (B) creusé à même la chambre, grâce à un miroir concave (C), poli, qui concentrait les rayons. Une fois l'image correctement cadrée, l'opérateur remplaçait l'écran par une plaque sensible à la lumière, pendant environ 90 secondes. La photo était prise.
Le principe du miroir remplaçant les lentilles a été réutilisé pour les Objectifs catadioptriques.

## Voigtlander chambre en laiton

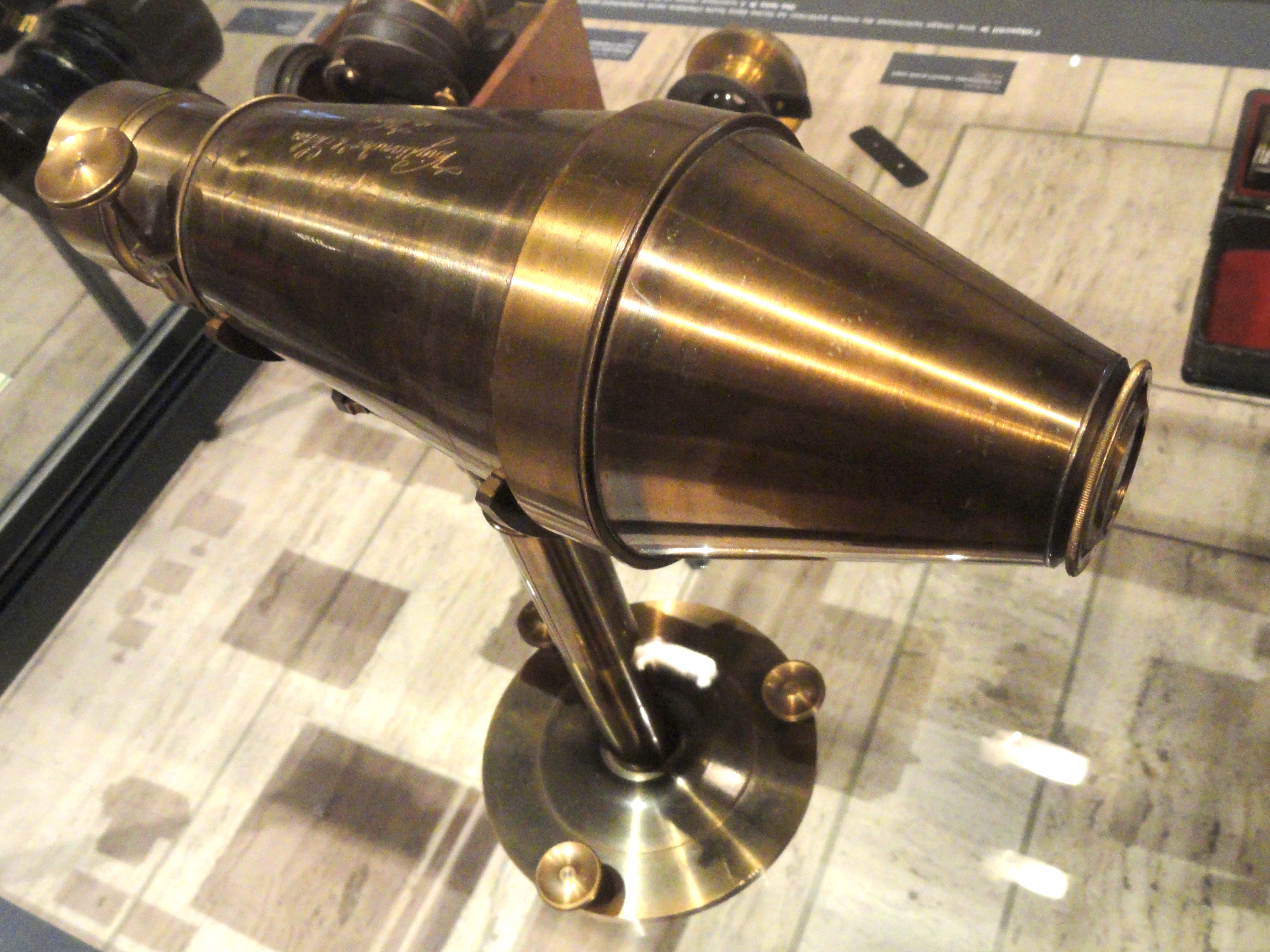
Chambre en laiton Voigtlander avec objectif Petzval, réplique produite en 1940 - Musée Nicéphore Niépce

1841. La maison Voigtlander de Vienne produit en série cette chambre en laiton donnant une image circulaire de 9 cm de diamètre. Elle utilise un objectif calculé par Joseph Petzval de 149 mm de longueur focale et ouvert à 1/3.7 ce qui en faisait l'objectif le plus lumineux jamais produit. Cette luminosité permettait des poses de seulement 90 à 120 secondes au lieu des vingt à trente minutes auparavant nécessaires. Il produisait des images daguerréotypes de 80 mm de diamètre. Malgré un prix de 120 Florins (soit le prix d'un cheval) il en sera produit six cents exemplaires.
Une série de répliques sera produite en 1940 pour le centième anniversaire de cet appareil,,.

## Fox Talbot

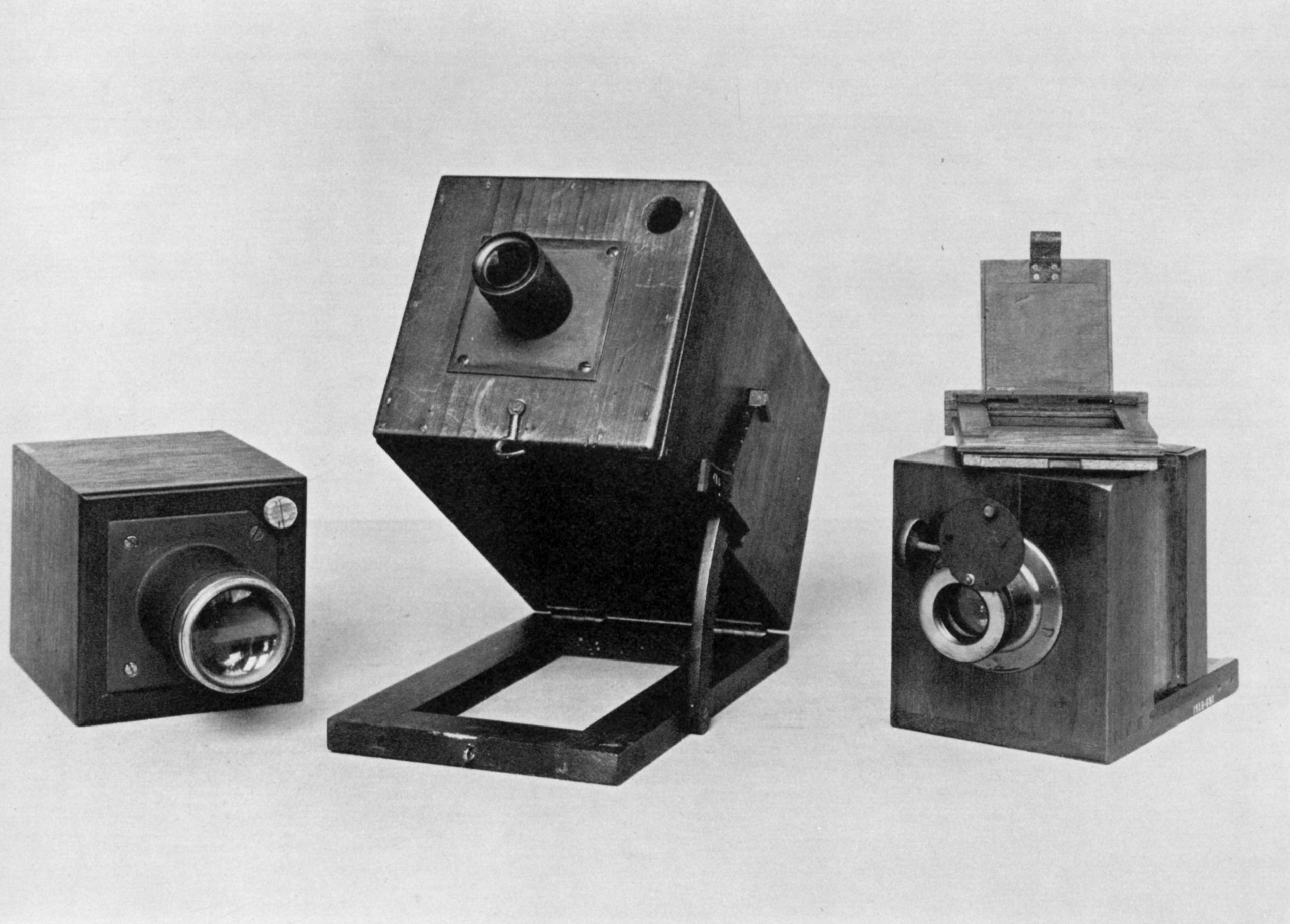
Appareils utilisés par William Henry Fox Talbot

1841. Le daguerréotype étant un procédé compliqué à mettre en œuvre et ne donnant qu'un seul exemplaire, William Henry Fox Talbot s'orienta différemment. Il comprit qu'en utilisant une chambre noire trop grande, la lumière se dissipait. Il eut donc l'idée d'utiliser une chambre noire réduite ; ainsi, la lumière était concentrée en un point. De plus, en utilisant des objectifs de courte focale, la luminosité était conservée. Ces petits appareils sont connus sous le nom de "souricières".
Il est surtout connu comme l'inventeur du système négatif/positif qui permet de multiplier les tirages d'une même photographie,,.

## Eugène Disdéri

Cartes de visite de Disderi représentant monsieur Merlen

1854. Grâce à la photographie, se faire « tirer le portrait » devenait plus abordable. Cependant, les plus modestes ne pouvaient toujours pas se le permettre. Eugène Disdéri inventa un nouvel appareil photographique pouvant prendre jusqu'à douze photographies sur une seule plaque de verre, réduisant ainsi leur prix. Ce genre d'appareil possédait un bouton de mise au point par objectif et certains utilisaient des focales différentes, variant ainsi la prise de vue. Ces petites images, collées sur un support cartonné, sont connues sous le nom de « cartes de visite ».

En 1859, Napoléon III, s'arrêta dans la boutique de Disdéri pour s'y faire « tirer le portrait ». Il n'est pas certain que la venue de l'Empereur en soit la cause mais les « cartes de visites » connurent une vogue soudaine. L'engouement fut tel que nombre de studios ouvrirent et se mirent à pratiquer cette technique. Disdéri fut reconnu photographe officiel de la Cour et devint riche. Il gaspilla sa fortune et mourut ruiné le 14 octobre 1889,.

## Dubroni

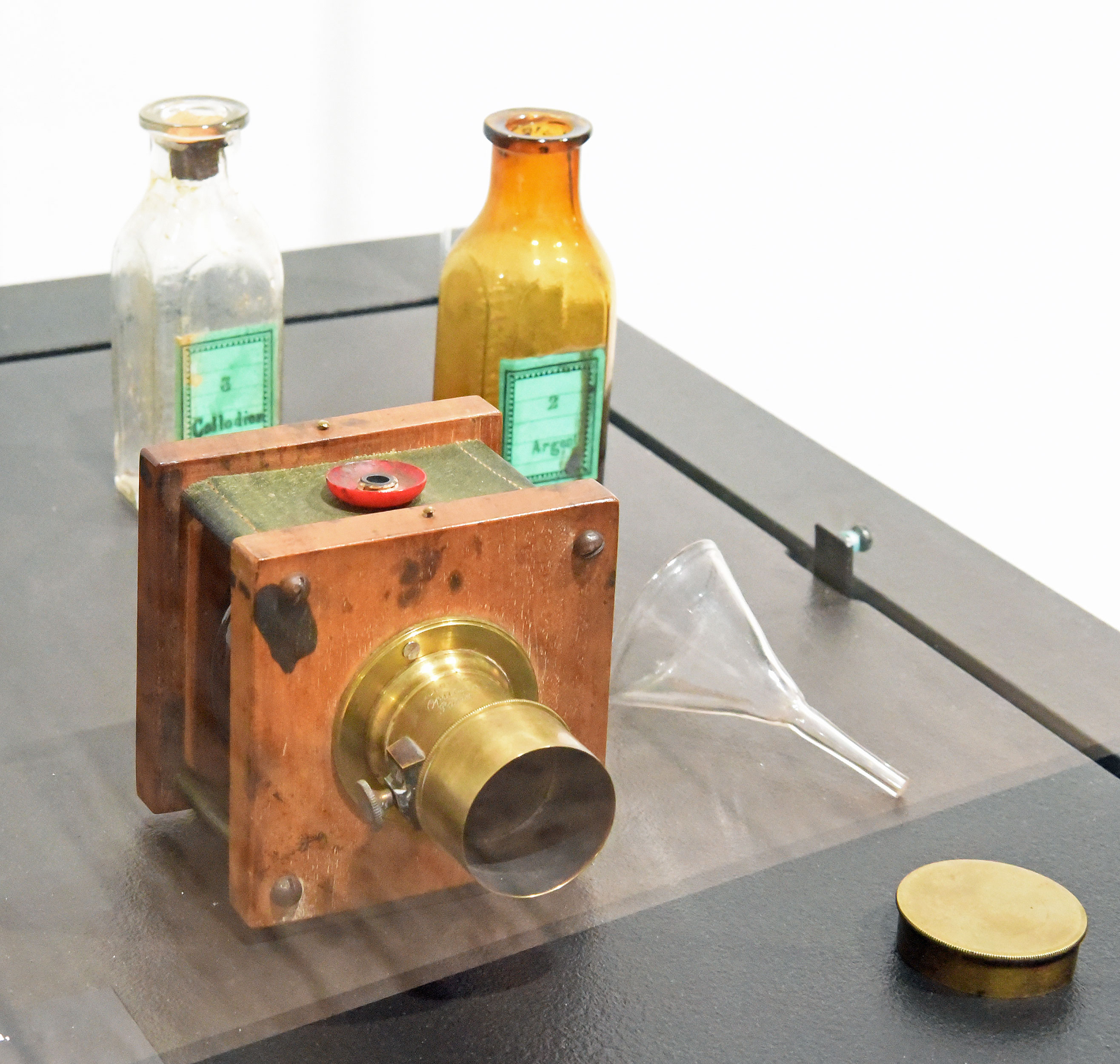
Le Dubroni "de poche" avec une partie des accessoires

1864. Le procédé au Collodion humide s'il permettait des prises de vues avec des temps de pose brefs avait l'inconvénient de devoir être préparé au dernier moment pour être utilisé encore humide. Cette contingence imposait au photographe de se déplacer avec une chambre noire portative dans laquelle il préparait son émulsion et l'étalait sur sa plaque. Jules Bourdin invente des appareils/laboratoires ou la plaque destinée à recevoir l'image venait fermer une cuve en céramique ou en verre teinté intégrée à une chambre en bois. Les différents produits, de l'émulsion au vernis de protection étaient introduits successivement par un entonnoir et étalés sur la plaque par balancement de la chambre. Ensuite, le superflu était retiré grâce à une pipette. L'appareil et l'ensemble des accessoires et produits étaient livrés dans un coffret en bois, .
Dubroni est l’anagramme de Bourdin car le père de l'inventeur trouvait que la photographie était un sujet trop futile pour autoriser son fils à y associer son nom,,,,.

## Chambre de voyage

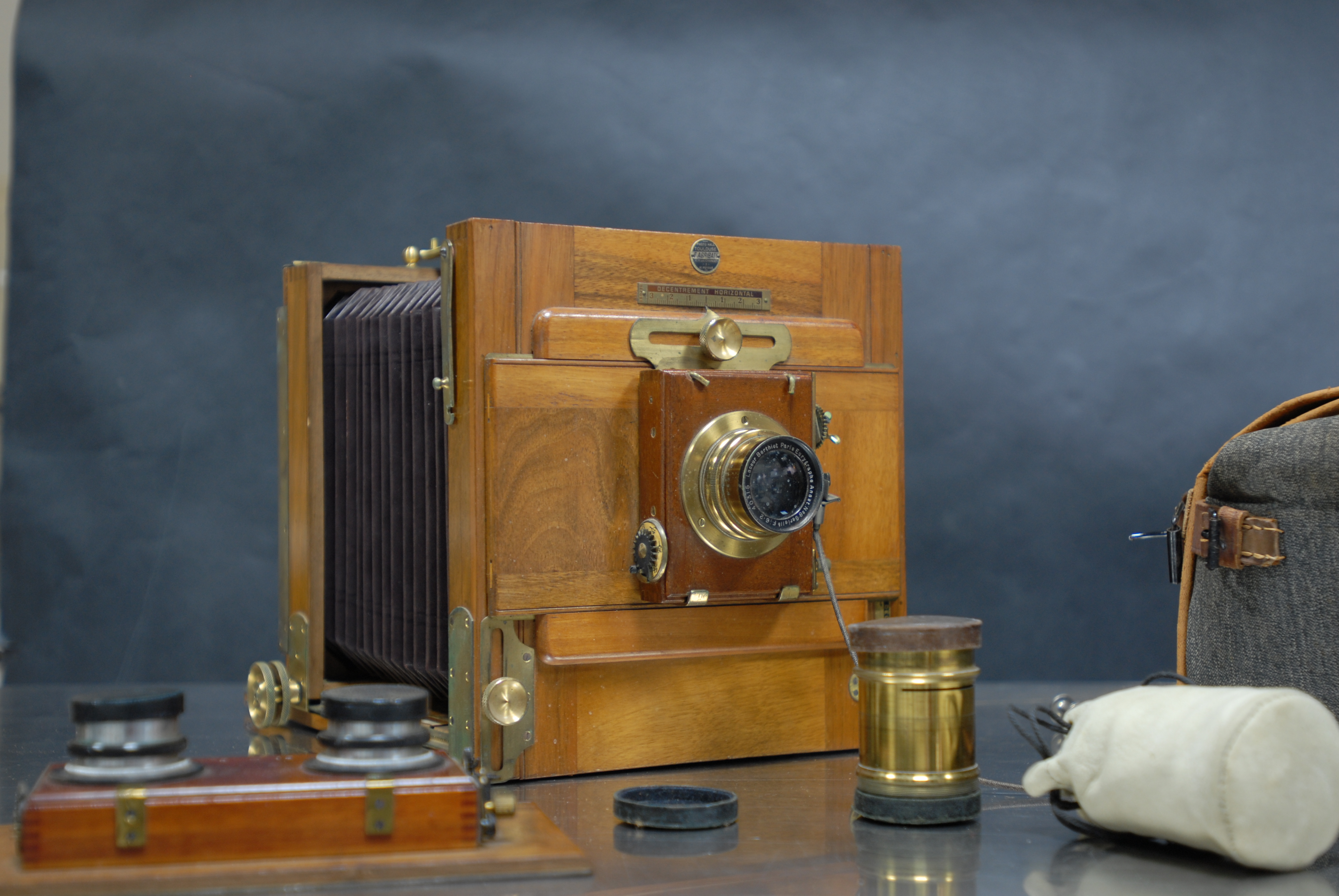
Chambre photographique de voyage

1870 - 1900. Ce type de chambre dite "de voyage" a été décliné par de nombreux fabricants. Le bloc portant le dépoli ou la plaque sensible vient se plaquer contre le support de l'obturateur et de l'objectif en enfermant le soufflet dans le logement ainsi formé. La coulisse inférieure se rabat et se verrouille en constituant un bloc compact,.

## Le box Kodak n°1

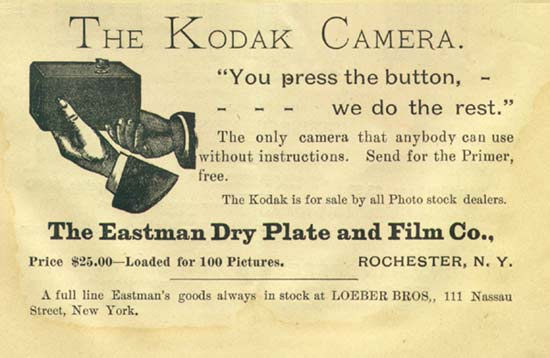
You press the button, we do the rest (Kodak)

En 1888, le premier box commercialisé par Eastman permettait de faire 100 vues rondes de 65 mm de diamètre sur un négatif papier. La simplicité de l'appareil avait bien une influence néfaste sur la qualité des images mais la simplicité d'emploi compensait ces problèmes (pas de mise au point, objectif trop peu lumineux pour obtenir un résultat correct autrement qu'en plein soleil). Un carnet était fourni pour noter les informations au sujet des prises de vues. L'appareil était renvoyé à Eastman qui développait le négatif, tirait les images et rechargeait l'appareil pour un prix de 10$. D'où le slogan "Pressez le bouton, nous ferons le reste". C'est aussi pour cet appareil qu'Eastman crée la marque Kodak, nom facile à retenir et à prononcer dans toutes les langues,,,,.

## Conti Photosphére

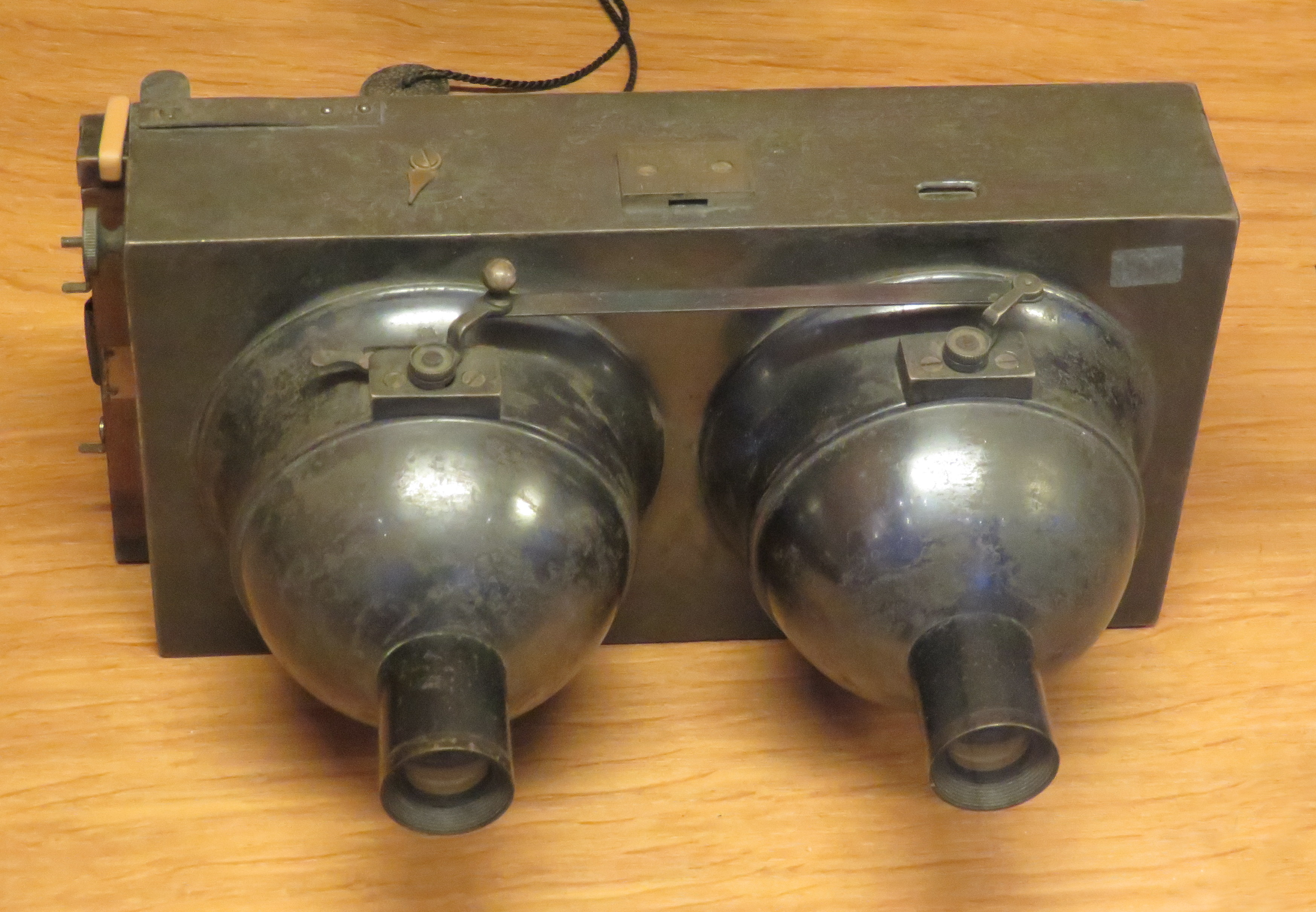
Version stéréoscopique de Photosphère

1888. Napoléon Conti brevète son appareil le 4 novembre 1888. Il sera construit par la Compagnie Française de Photographie en quatre formats : 8 x 8, 9 x 12, 9 x 18 et 13 x 18 cm. Son obturateur semi sphérique donne cinq vitesses et la pose. Il démasque la surface sensible à l'armement et il faut boucher l'objectif avant d'armer. Il utilise soit un châssis-magasin pour plusieurs plaques soit des châssis pour deux plaques recto-verso. Fabriqué initialement en laiton argenté et noirci il y aura quelques exemplaires en aluminium. Il a existé en version stéréoscopique. ,,,,.

## Darier Escopette

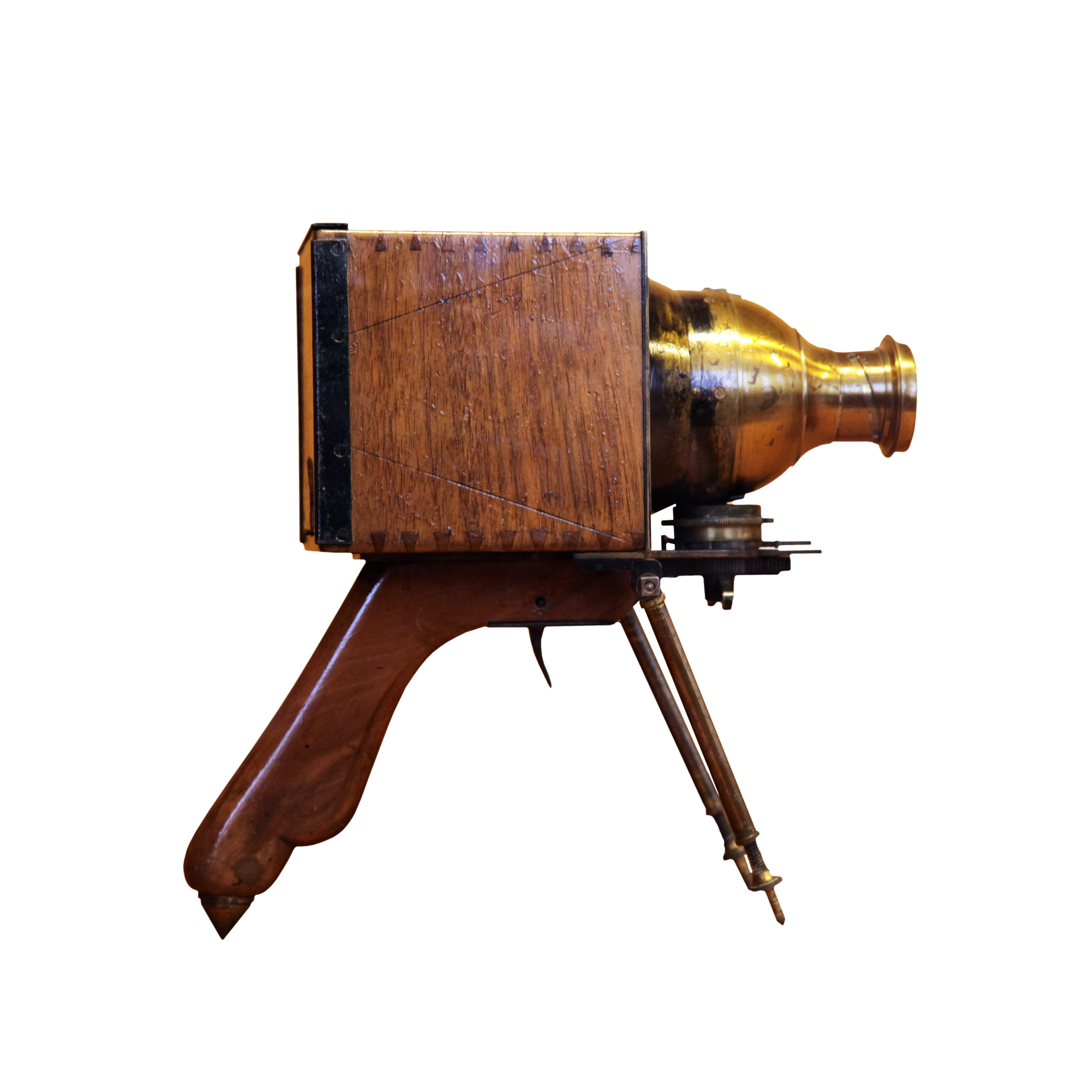
Escopette

1888. L'Escopette de Darier est l'un des premiers appareils à utiliser le film souple Kodak,,,.

## Kodak Folding Pocket n°1

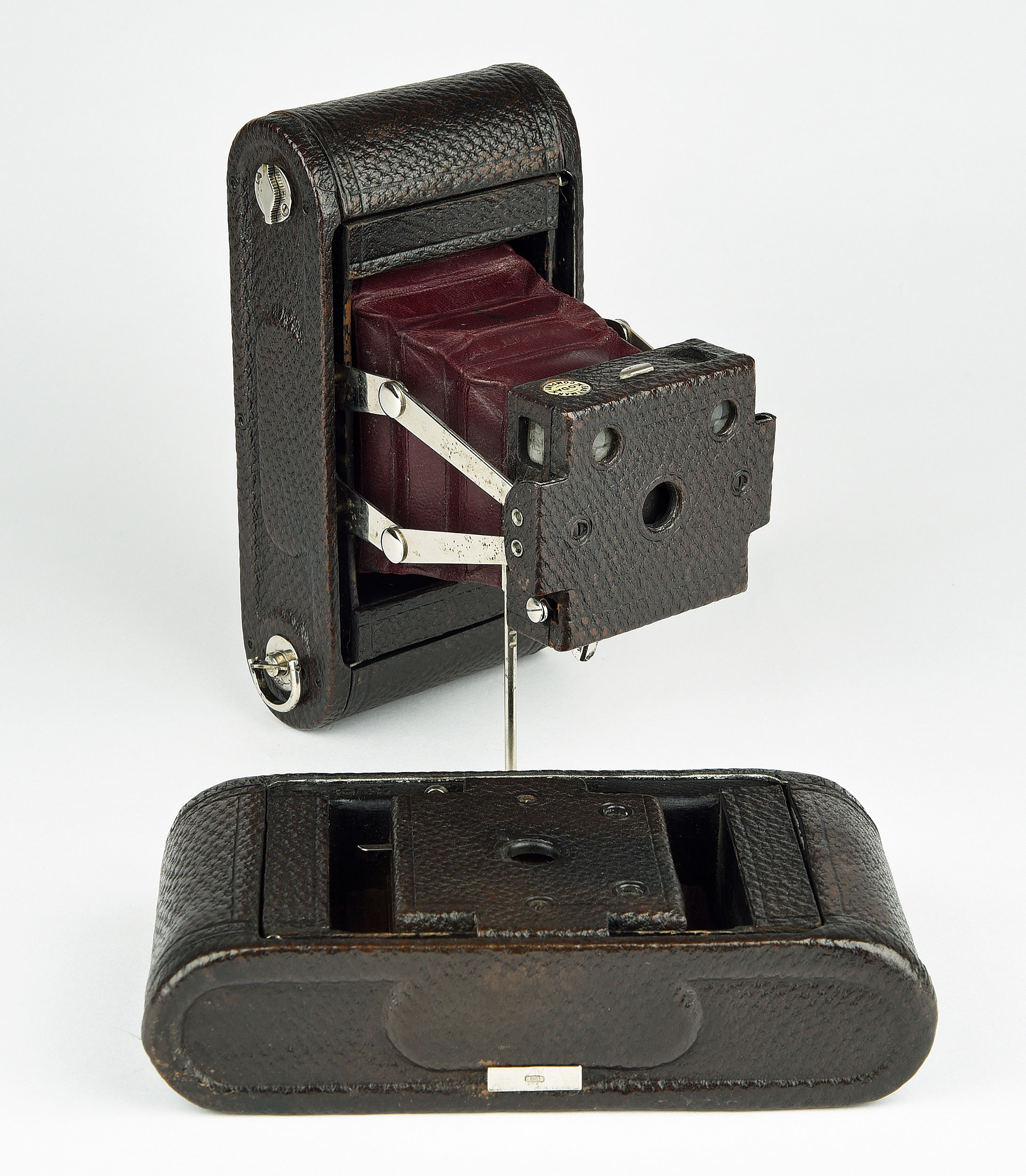
Appareils photo Kodak Folding Pocket N°1

1897. Kodak lance une famille d'appareils pliants utilisant des films en bobine qui connaitra un grand succès. La première version est du type "pliant à tendeurs" avec le support d'objectif maintenu en place par quatre compas. Il évoluera en 1905 avec le "Pocket automatic" qui, bien que conservant les quatre compas, sera muni d'un abattant relié au porte objectif par deux biellettes qui permettent le déploiement automatique du soufflet lors de l'ouverture de l'abattant,,,,.

## Japy Le Pascal

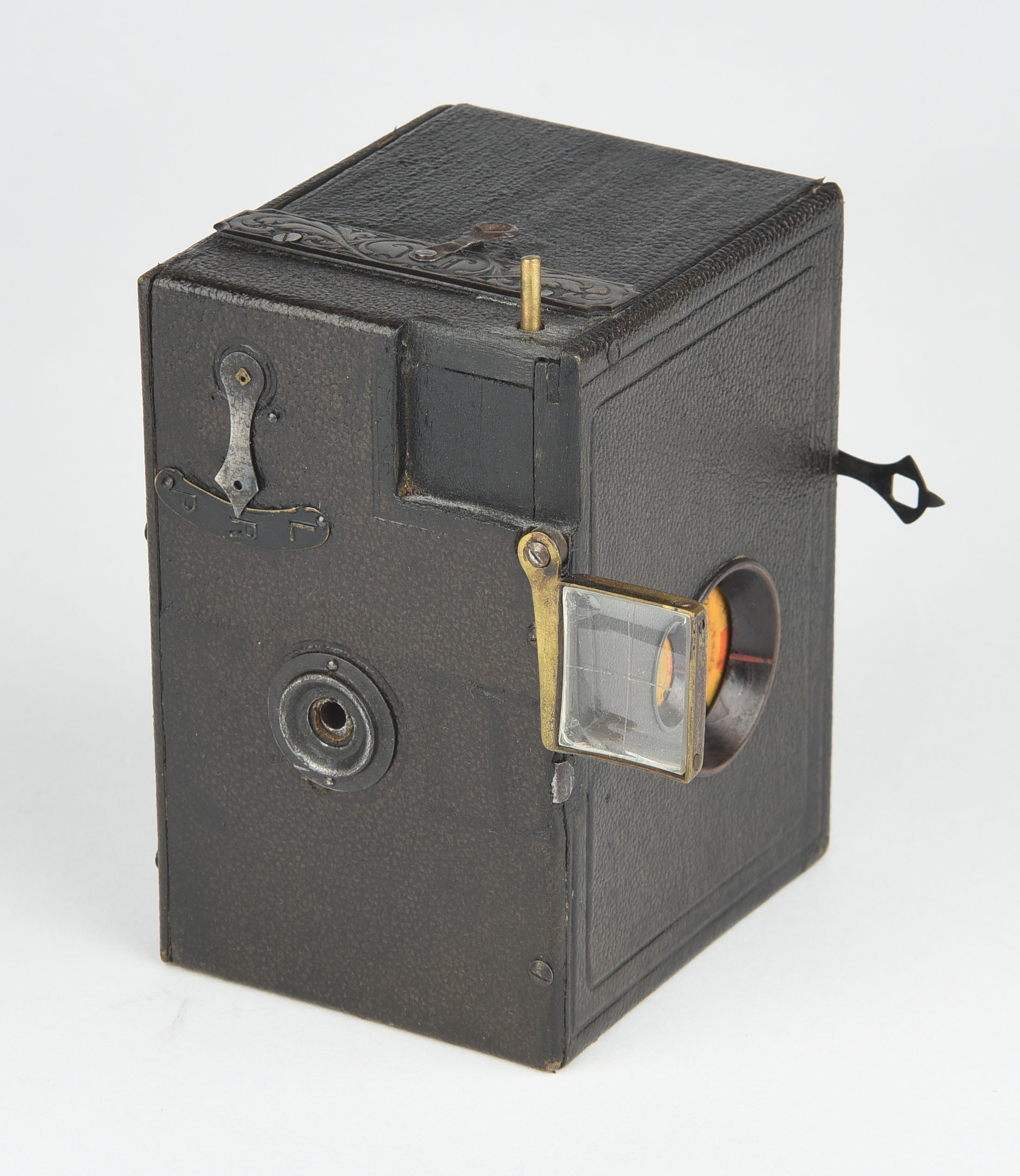
Appareil photo Japy le Pascal

1898. Alors que la pellicule en est à ses balbutiements, Sylvestre Pascal a l'idée d'un appareil motorisé ou un moteur à ressort se charge d'avancer le film et d'armer l'obturateur. Après avoir déposé un brevet Suisse le 15 décembre 1898 il le fera fabriquer par la maison Japy de Beaucourt. La finition médiocre avec, en particulier un gainage en papier de piètre qualité, la difficulté de se procurer le film spécial et un réseau de distribution peu efficace (les horlogers bijoutiers qui connaissaient Japy mais rien à la photographie) ne permettront pas au modèle de s'imposer face à la concurrence des box Kodak certes plus chers et moins perfectionnés mais soutenus par un réseau déjà important de revendeurs aptes à assister les clients,,,,,.

## Kodak Brownie

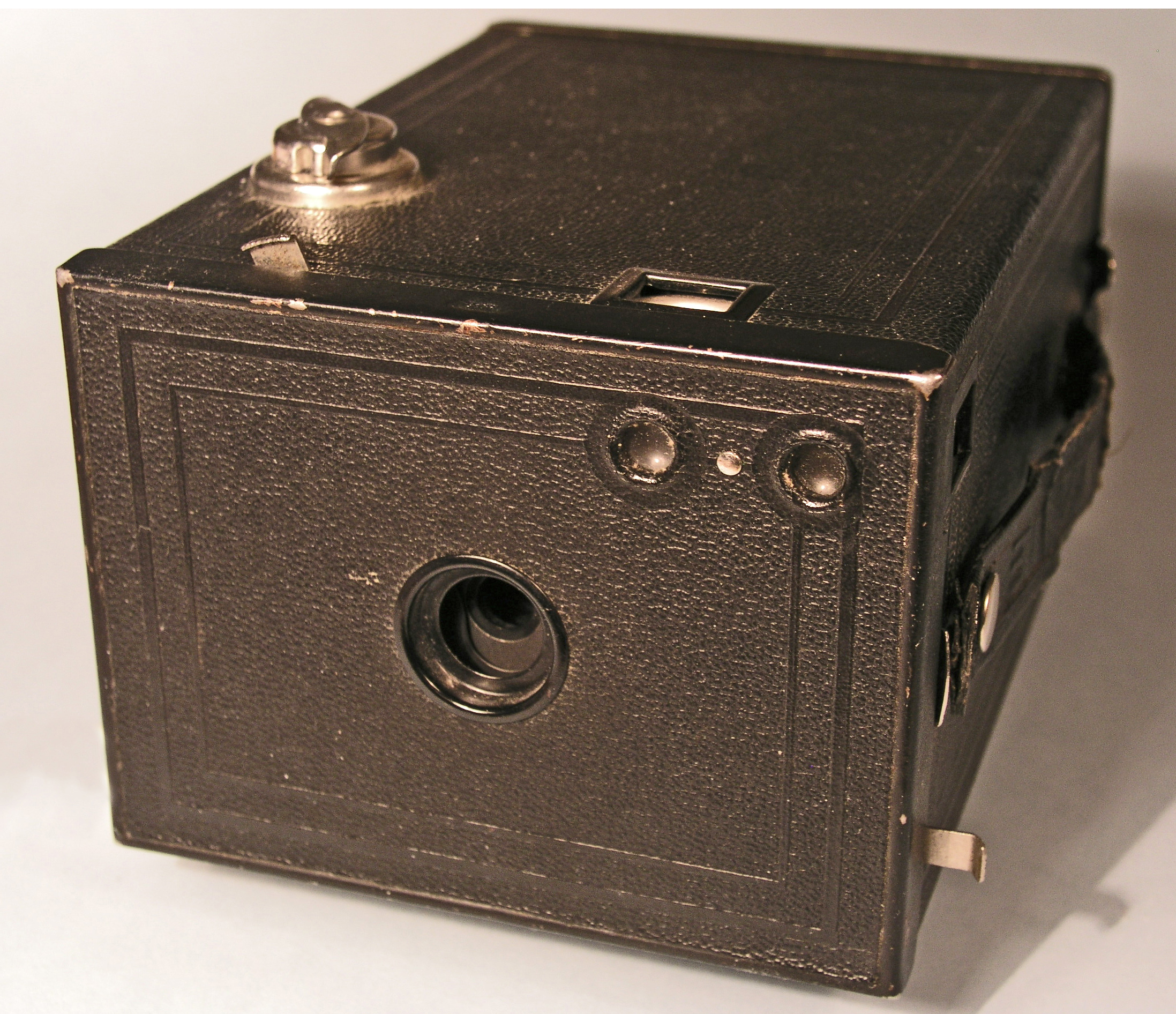
Brownie No 2.

1900. Brownie fut le nom d'une longue série d'appareils photo populaires produits par Eastman Kodak. Le Brownie popularisa le concept de la photographie bon marché et de la prise de vue instantanée. Le premier Brownie apparait en février 1900 : c'était un modèle très simple avec un simple ménisque comme objectif, au format 6 x 6 cm. Il était vendu au prix de 10 dollars,,,,.

## Le Mammouth

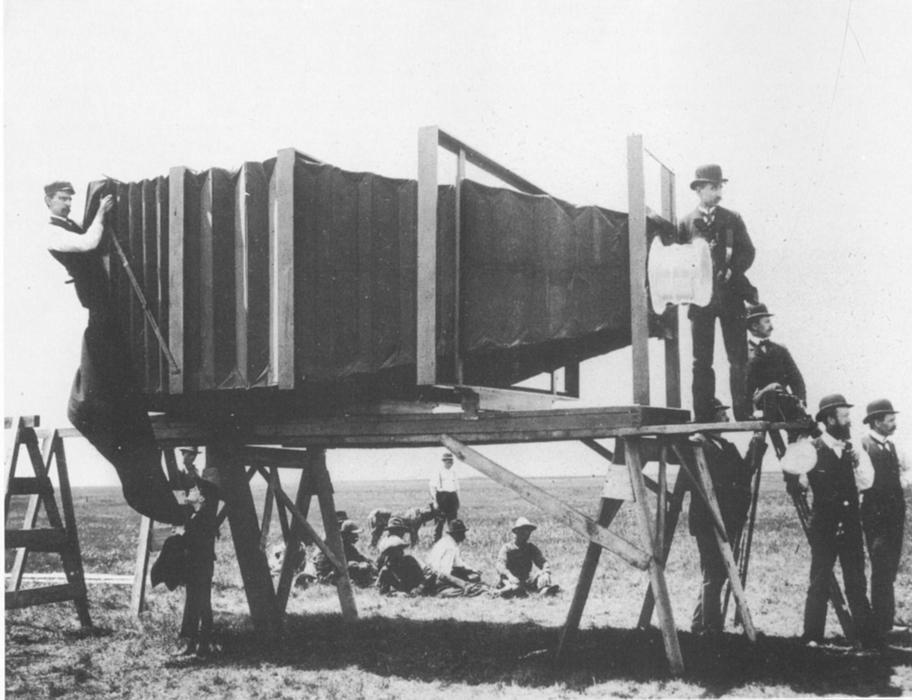
Le Mammouth conçu par George Raymond Lawrence en 1901.

1900. Le Mammouth (en anglais : The Mammoth), plus gros appareil photographique jamais construit. Il pèse 410 kg et sa plaque de verre 225 kg, pour environ 3 m2 de surface. Soit un poids total de 635 kg.

Construit à Chicago pour une société ferroviaire, il mesure quatre mètres de long et il faut jusqu'à quinze personnes pour le charger dans son fourgon,. Il reçoit le Grand Prix mondial en 1900 lors de l'Exposition universelle de Paris.

## Jumelle Sigriste
1900. Le peintre suisse Jean Guido Siegrist voulait utiliser un appareil rapide pour étudier les attitudes des chevaux qu'il peignait. Faute de trouver un appareil existant assez rapide il construit son propre appareil avec un obturateur plan-focal dont la gamme de vitesse s'étend de 1/40 à 1/10000. On obtient les différentes vitesses en réglant la largeur de fente et la tension des ressorts (et donc la vitesse de défilement),,,.
La célèbre photographie de Marcel Renault prise juste avant sa mort lors de la course Paris-Madrid de 1903 a été, selon Michel Auer, prise avec une jumelle Sigriste. La déformation des roues est due à l'obturateur plan focal défilant de haut en bas (l'image sur la plaque est inversée et les roues sont en haut sur la plaque). Si l'exposition est brève, il faut quand même un certain temps pour que la fente entre les deux rouleaux balaye toute la hauteur de la plaque et le déplacement de la voiture est suffisant pour que la déformation soit nettement perceptible.

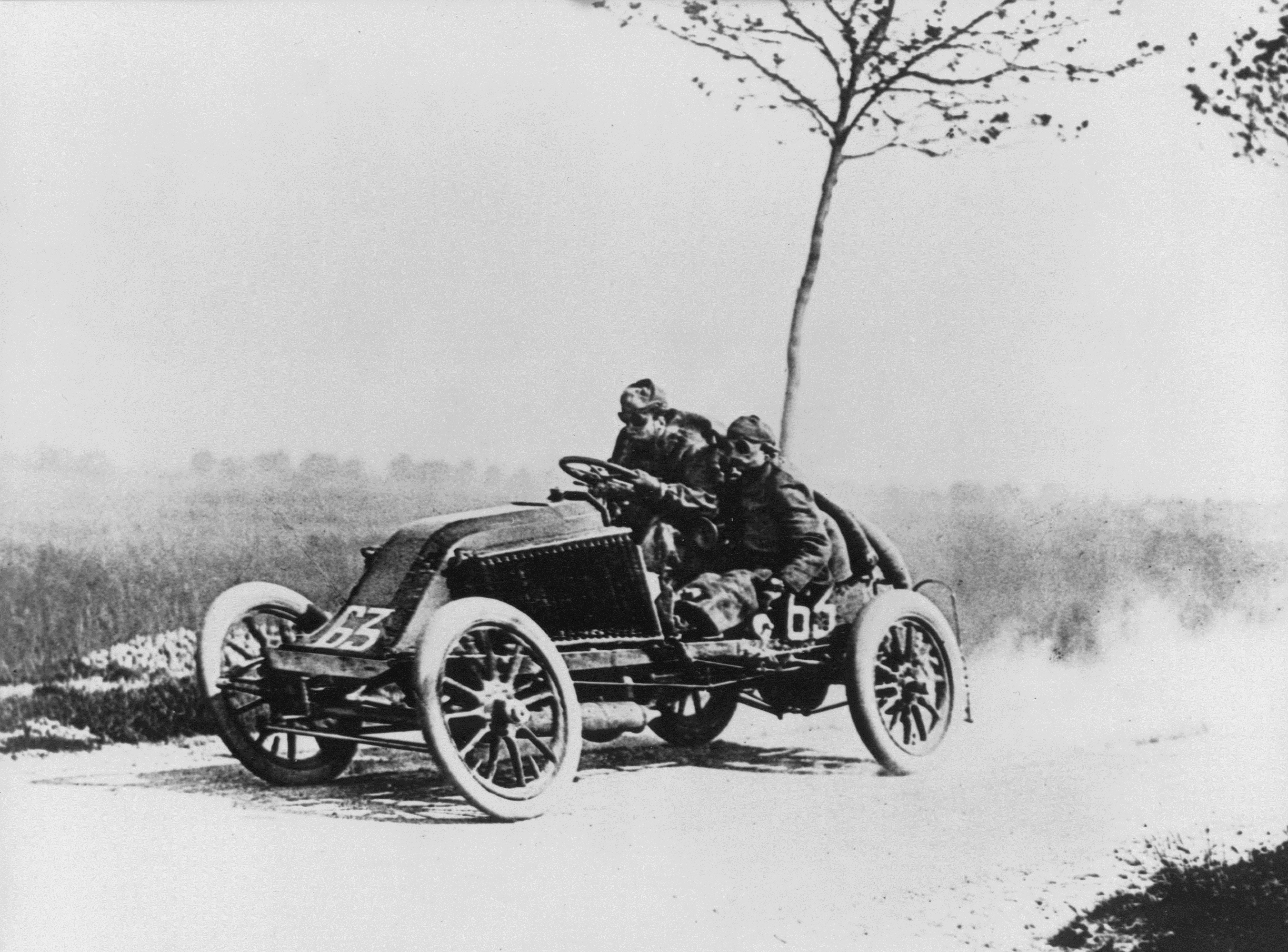
Marcel Renault 1903

## Lumière Périphote

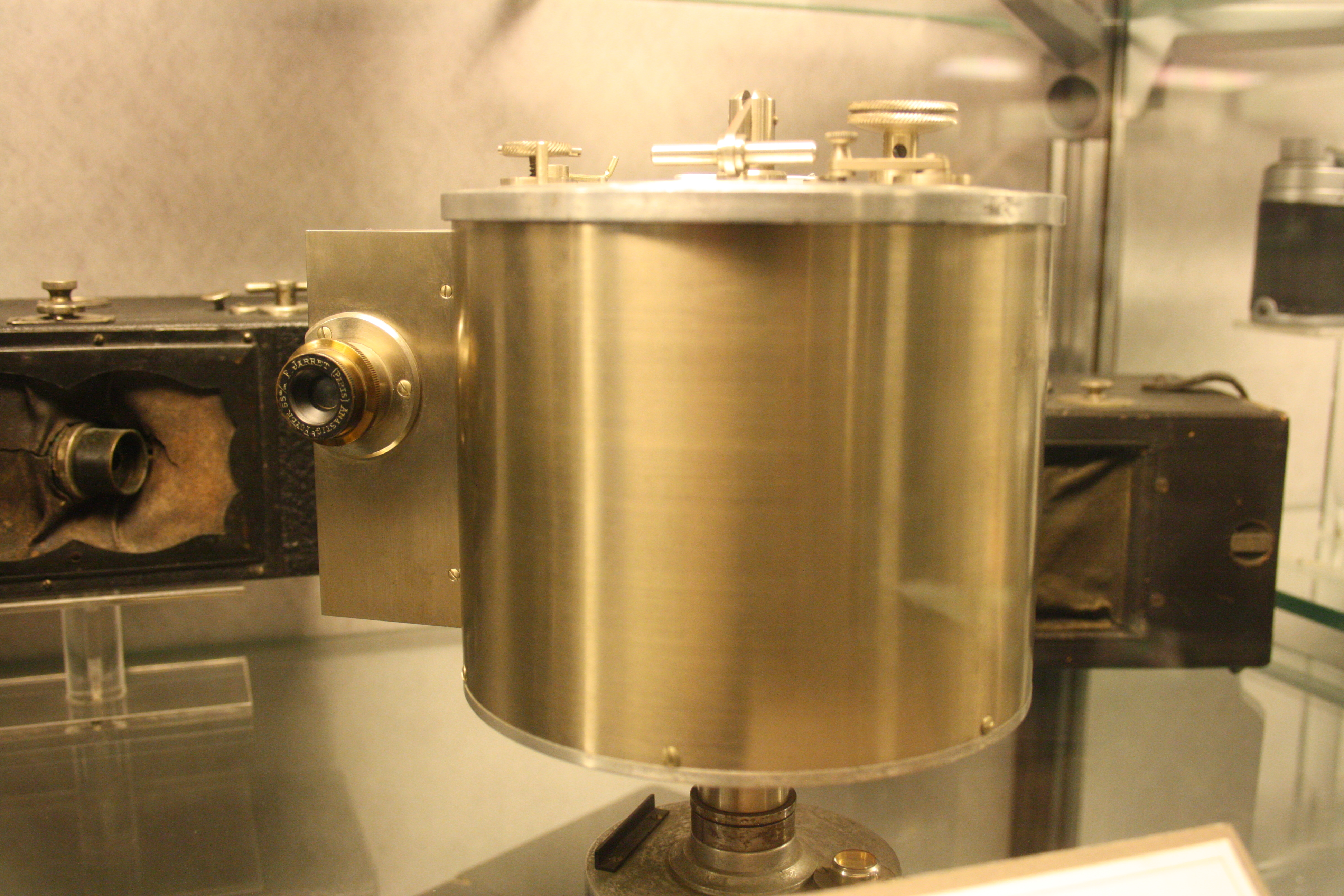
Périphote Musée français de la photographie de Bièvres

1901. Fabriqué par Lumière cet appareil fait un tour complet autour de son support pour faire une photo couvrant 360° sur un négatif de 7 x 38 cm,.

## Kodak Vest Pocket

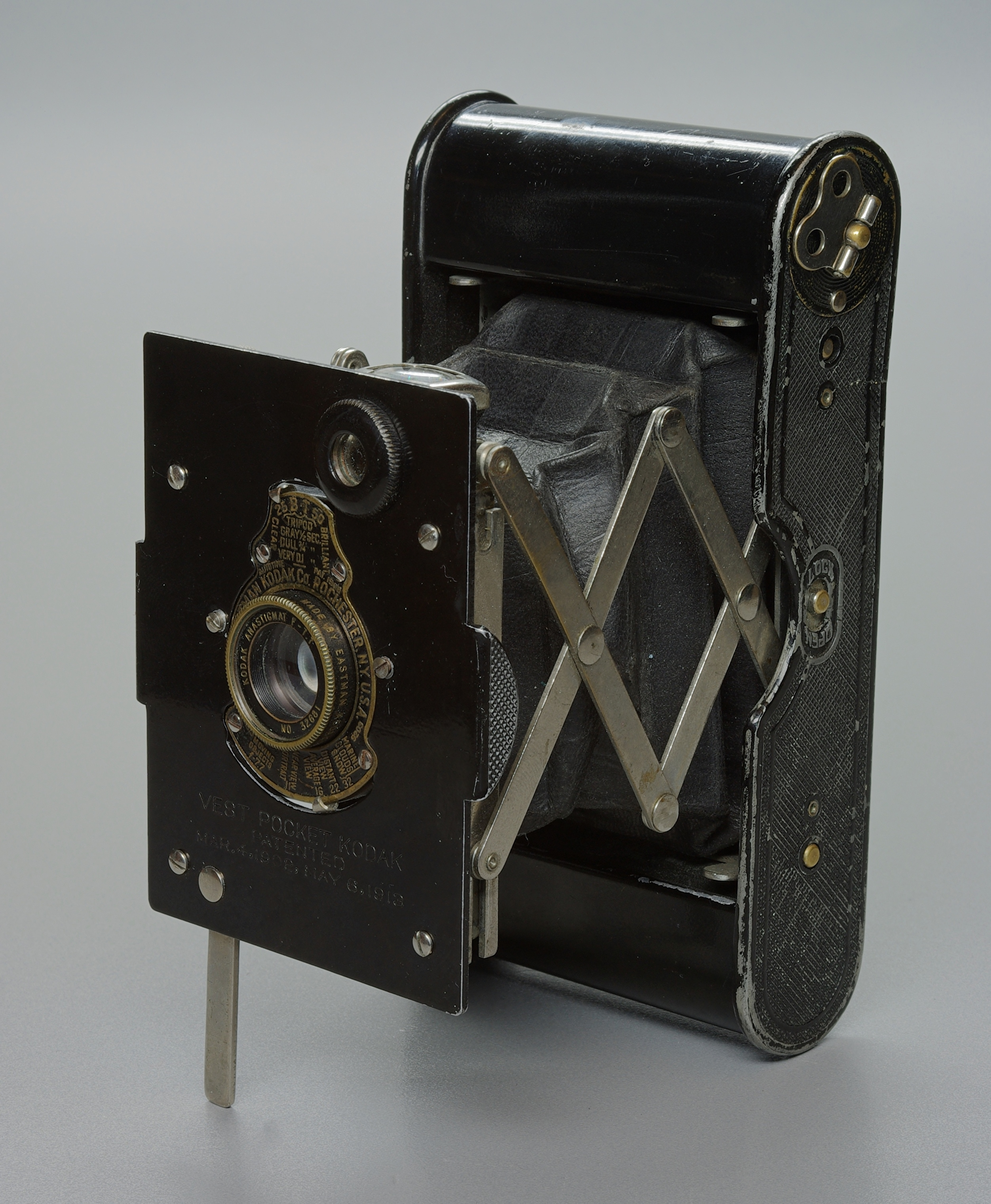
Kodak Vest Pocket

1913. Eastman Kodak aura un grand succès avec ce petit appareil pliant faisant des images de 6 x 4.5 cm sur des rouleaux 127. Sorti juste avant la grande guerre, il sera baptisé « Kodak des soldats » par la publicité. Il s'en vendra près de deux millions ,,,,.

## Leitz Leica

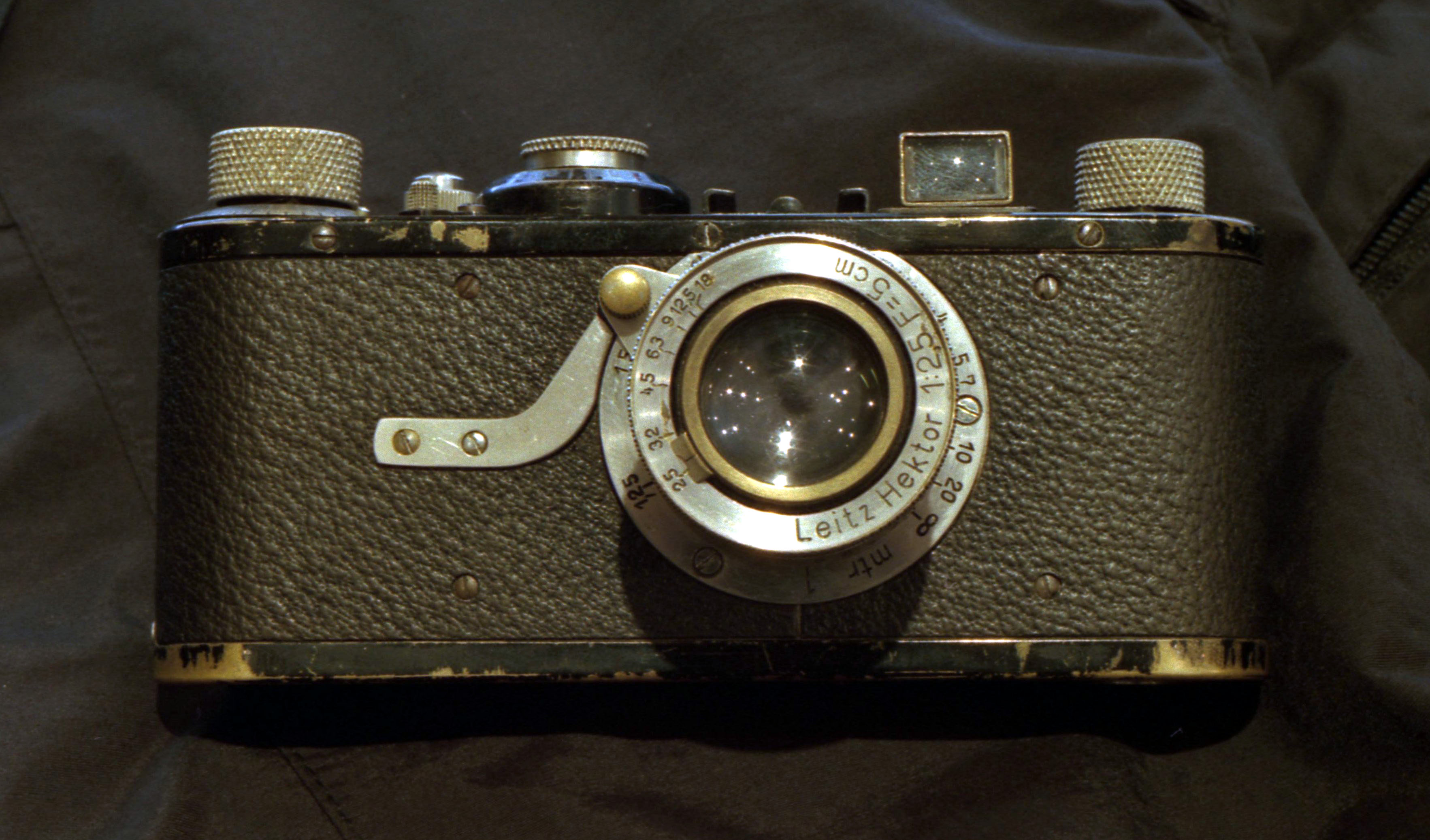
Leica I (1925)

À partir de 1914, Oskar Barnack met au point d'abord pour son propre usage puis pour Leitz un appareil utilisant le film 35 mm, jusqu'alors utilisé uniquement par le cinéma. Son appareil initial connu maintenant sous le nom de Ur Leica sera commercialisé à partir de 1925 sous le nom de Leica. À partir du Leica II, l'appareil reçoit un télémètre couplé qui, avec les objectifs interchangeables et l'obturateur plan-focal, en fait un appareil de référence qui sera copié plus de trois cents fois ,,,,,,.

## Erneman Ermanox

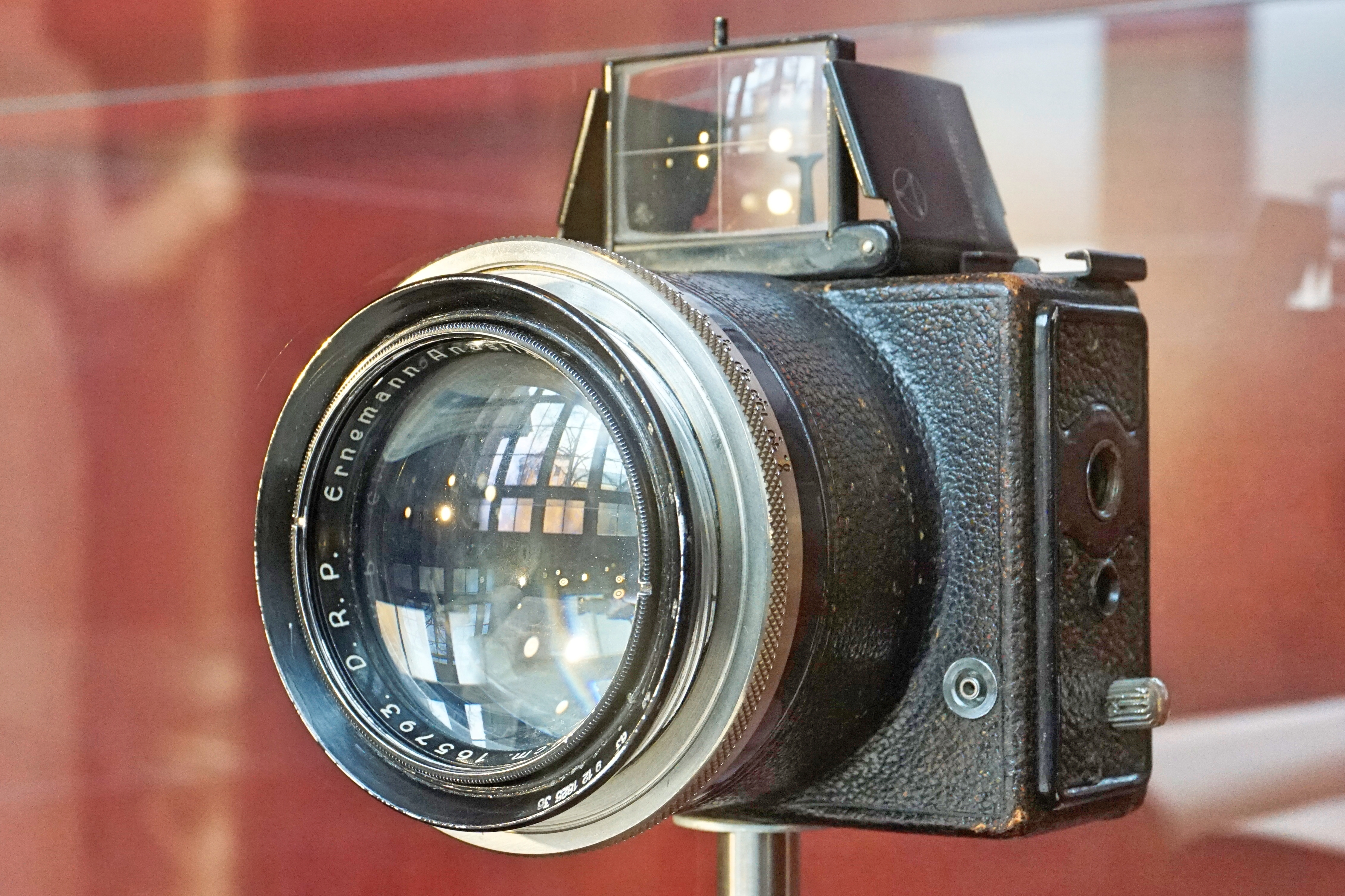
Ernemann - Ermanox de 1925

1924. C'est l'appareil avec l'objectif le plus lumineux de l'époque. Avec son objectif ouvert à 1:2 il permet à Erich Salomon d'être surnommé "le roi des indiscrets" pour ses reportages au cœur des institutions diplomatiques,,,.

## Rolleiflex

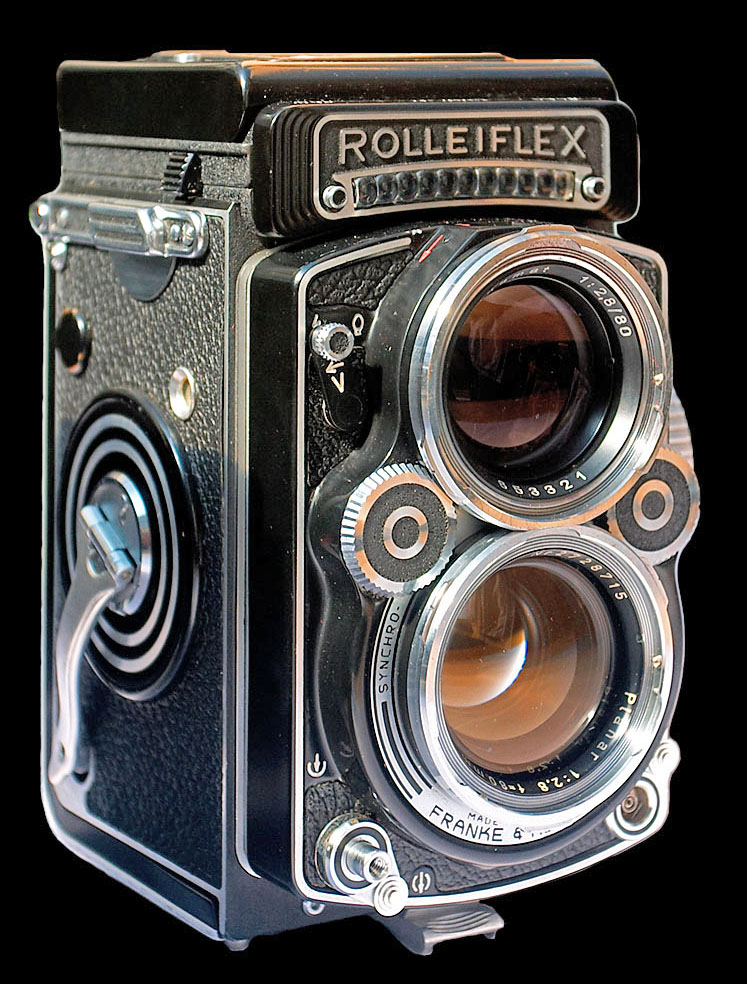
Le Rolleiflex, un appareil emblématique.

En 1929 nait le Rolleiflex, appareil de moyen format (6 x 6 cm) bi-objectif de la marque allemande Rollei. Les deux objectifs, solidaires, servent, l'un à la mise au point et à la visée, l'autre à la prise de vue. D'un emploi discret, ce fut pendant de nombreuses années l'appareil photo des reporters couvrant les manifestations publiques (sportives, politiques, culturelles, mondaines ou autres),,,,,,.

## Zeiss Ikon Kolibri

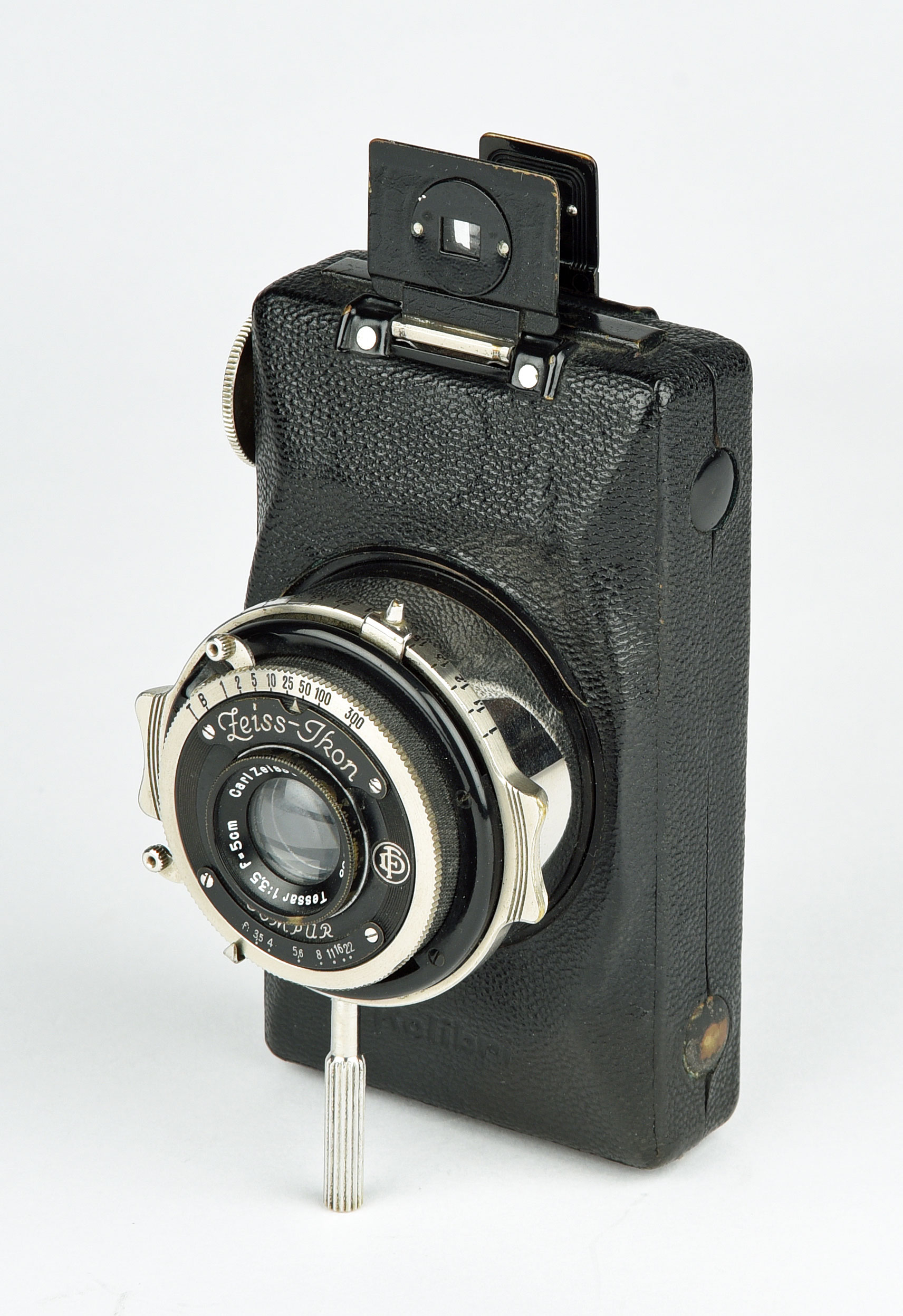
Appareil photo Zeiss Ikon Kolibri

1930. La réponse la plus facile au succès naissant du 24 x 36 est le "demi-format" sur rouleau 127. La présence de deux fenêtres rouges sur le dos permet d'obtenir deux vues de 3 x 4 centimètres au lieu d'une vue de 6.5 x 4 cm,,.

## Agfa Karat

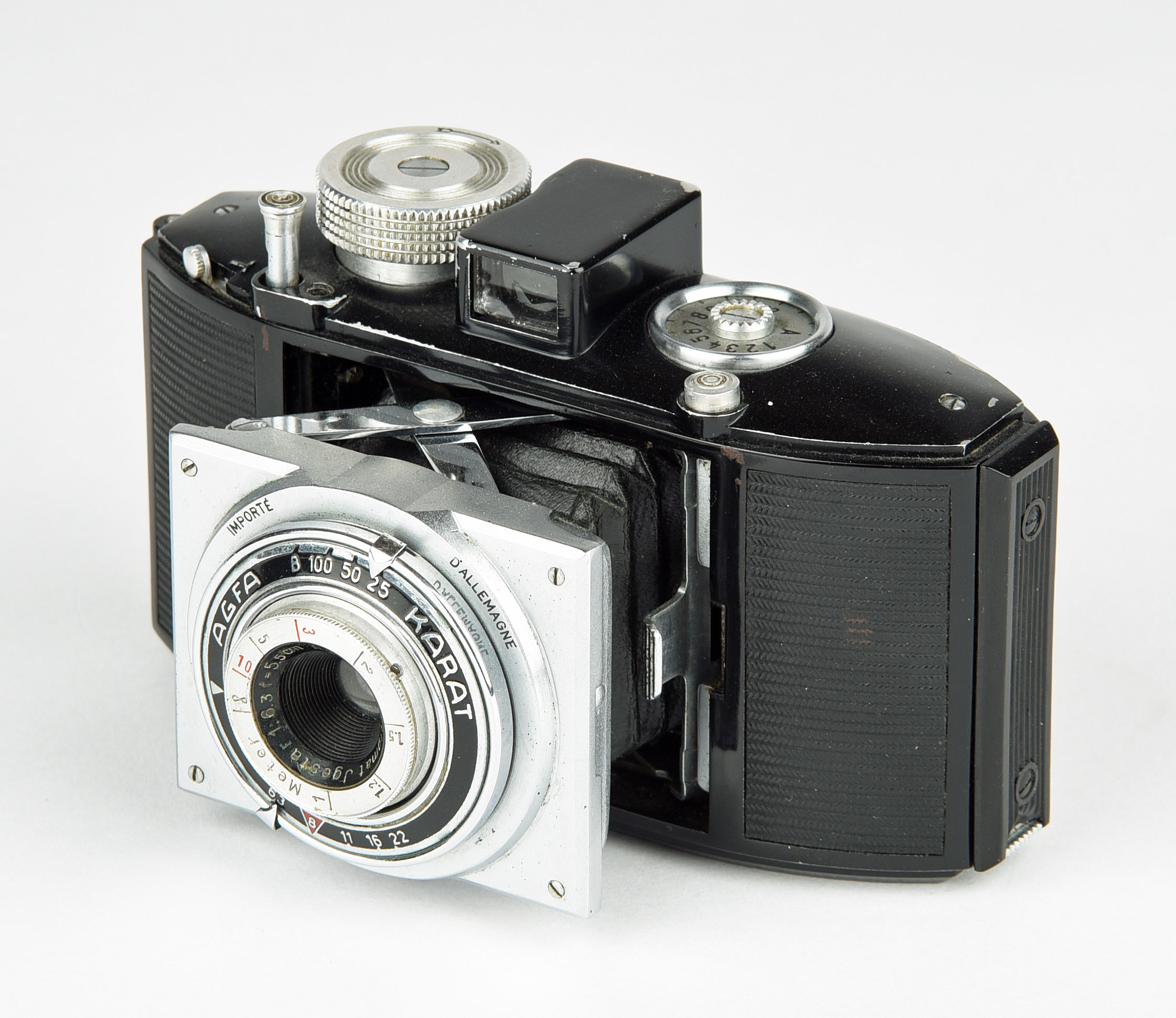
Appareil photo Agfa Karat

1930. Agfa lance son 24 x 36 mais avec un système à deux cartouches sans rembobinage. Un système de griffe pousse le film d'une cartouche vers une seconde ce qui supprime l'obligation de rembobiner et simplifie l'appareil,. Agfa relancera le concept en 1964 avec les chargeurs "Rapid" identiques hormis l'ajout d'une languette transmettant l'indication de la sensibilité au boitier.

## Agfa Box 34

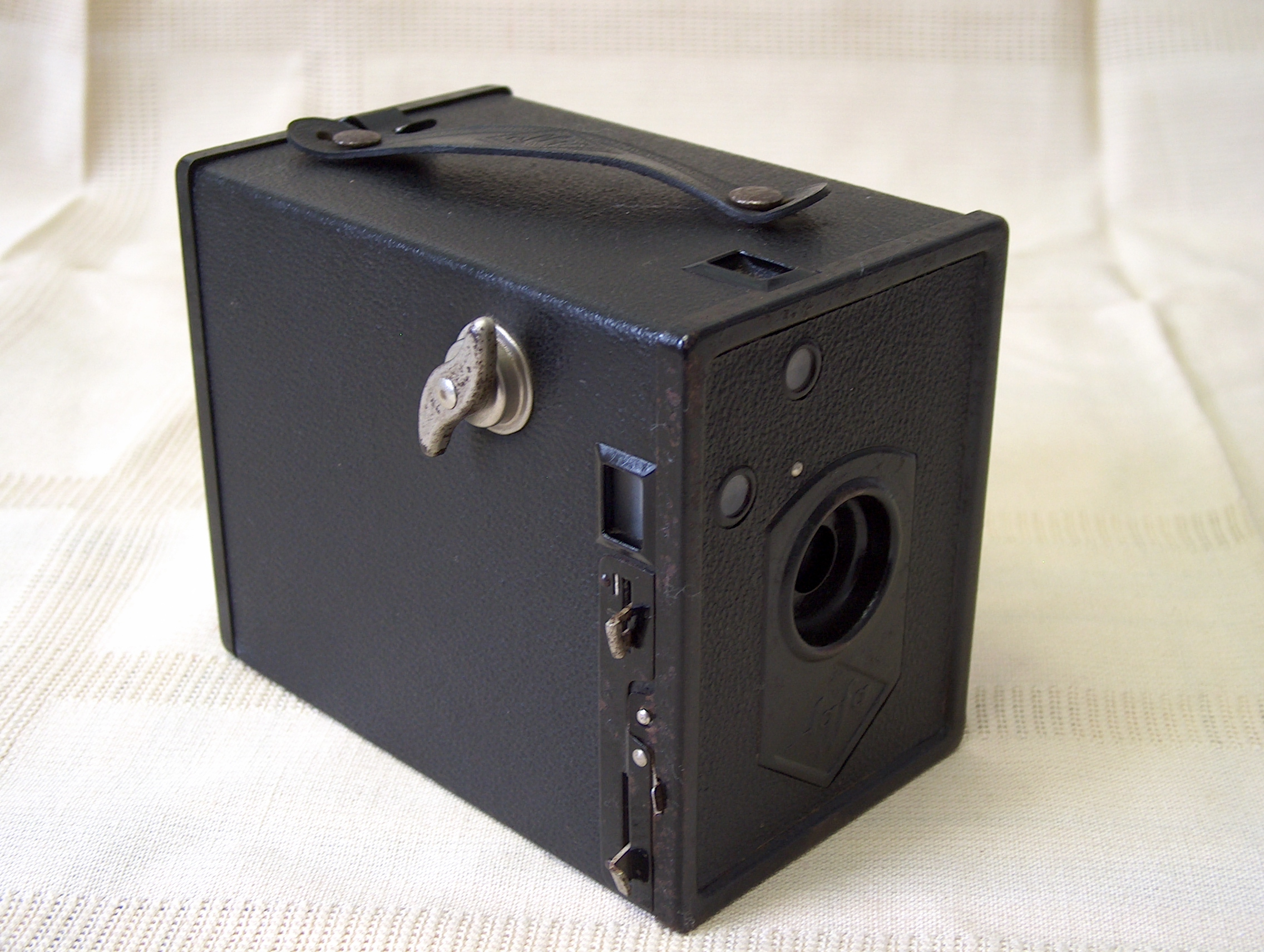
Agfa Box

1932. Pour une opération promotionnelle Agfa met en vente un box pour 4 Reichmarks à condition qu'ils soient réglés avec 4 billets portant les lettres A, G, F et A. C'est un immense succès et il faudra engager 800 ouvriers pour fabriquer les plus d'un million d'appareils vendus.

En France, ce sera contre 4 billets de 10 Francs portant aussi les lettres A, G, F, A qu'il sera vendu ,.

## Minifex

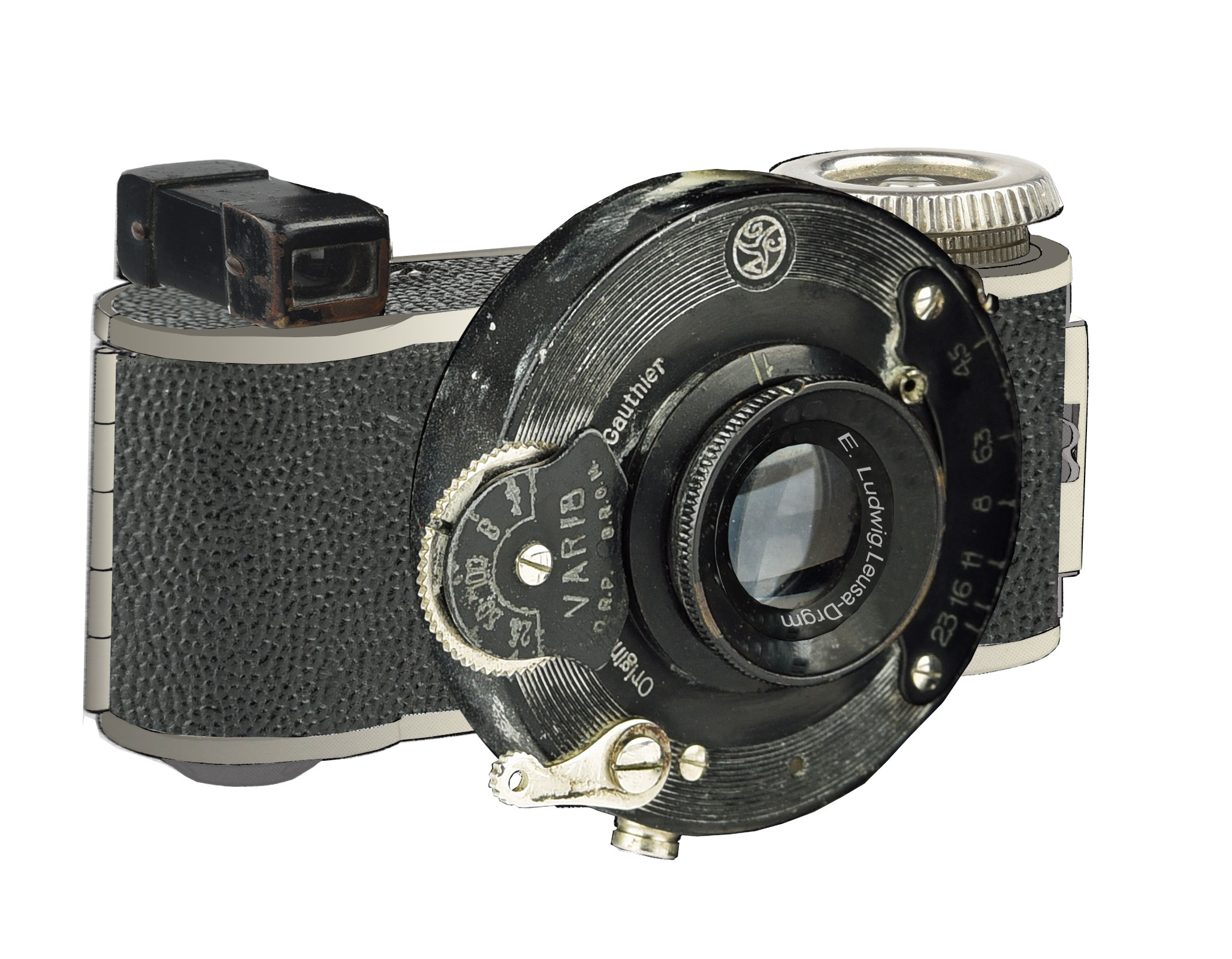
Montage Photoshop d'éléments de diverses provenances pour reconstituer un Minifex approchant mais pas 100 % exact

1932. Conçu par Fritz Kaftanski c'est un appareil miniature donnant des images de 13 x 18 mm sur une pellicule de 16 mm. Comme pour le Lumière Eljy, le petit boitier faisait paraitre l'obturateur immense ,,.

## Zeiss Ikon Contax

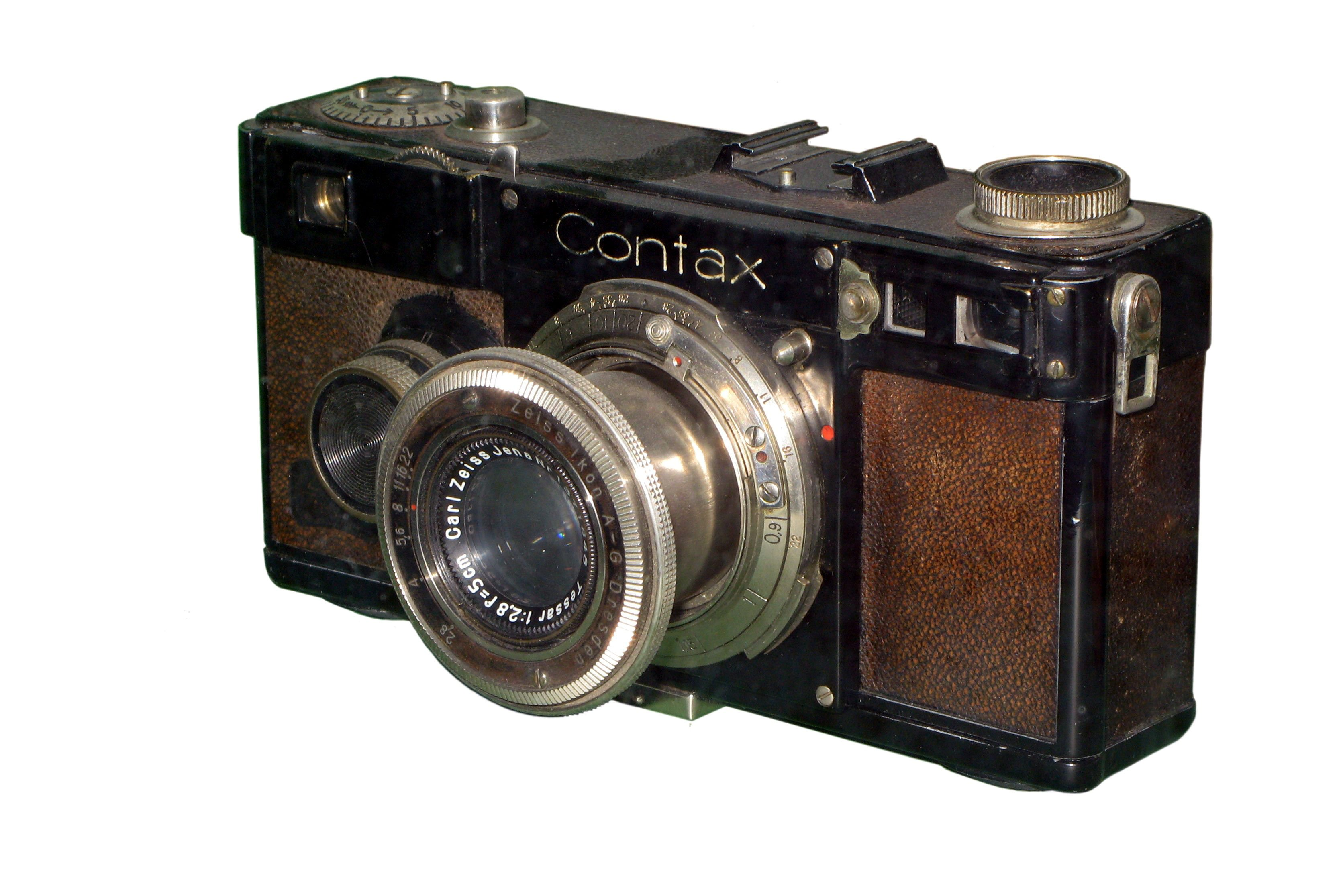
Contax I 1932-1936

1932. La réplique de Zeiss Ikon au Leica. Le montage de l'objectif se fait par une baïonnette et le rideau en toile à défilement horizontal est remplacé par un rideau métallique à défilement vertical. Après guerre, les outillages seront transportés en URSS et la production reprendra sous le nom de Kiev,,,,.

## Robot

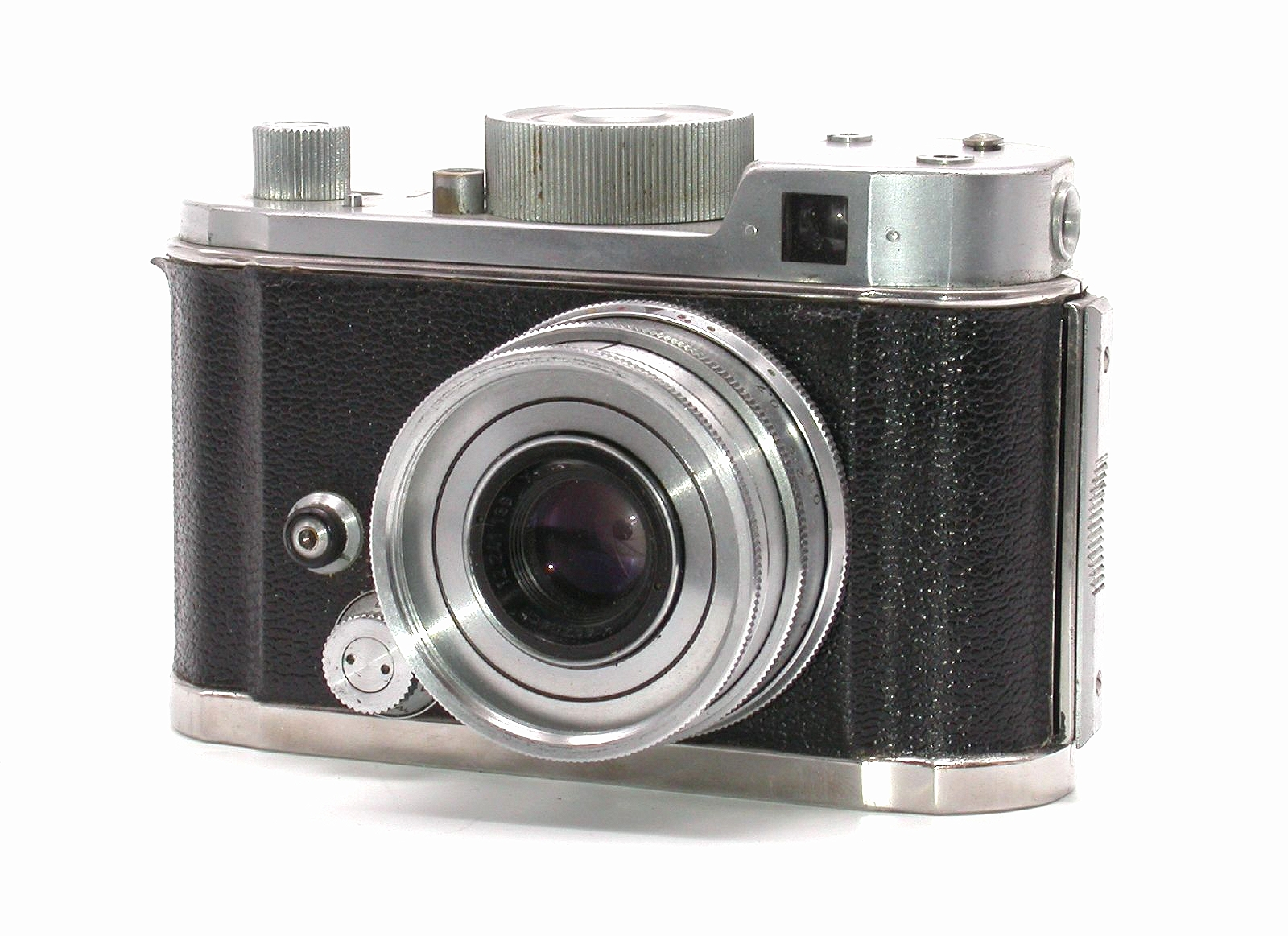
Robot

1934. Appareil faisant des vues 24 x 24 sur un film 35 mm en cartouches spéciales. Sa principale particularité est son moteur à ressort (comme le Pascal de 1898) lui permettant d'impressionner les 24 vues d'un film en 6 secondes. Il aura une longue descendance pour des utilisations variées, sur les avions militaires ou pour immortaliser les conducteurs en excès de vitesse par exemple,,,,,.

## Kodak Retina Type 117

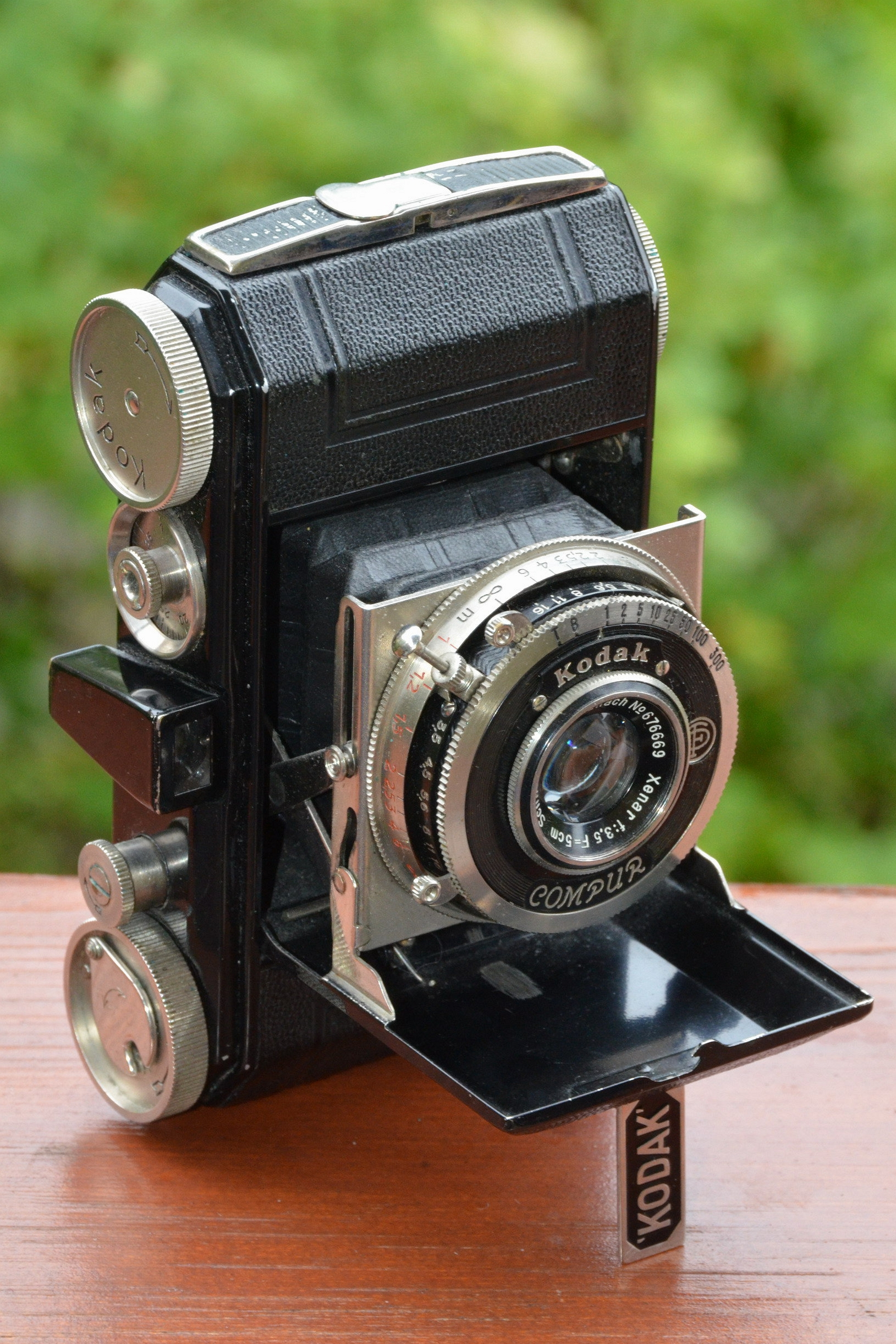
Kodak Retina (Type 117)

1934. Kodak pressentant le succès du "petit format" comme on appelait le 24 x 36 à l'époque et qui vient de racheter la société Nagel charge August Nagel de créer un 24 x 36 moins cher que les Leica et Contax. Le premier Retina (le type 117) sera vendu 75 Marks quand le Leica I (le plus simple) coûte 230 Marks. Ce sera un succès qui s'étendra sur 35 ans à travers de nombreuses variantes vendues à plus de trois millions d'exemplaires (sans parler de la gamme Retinette moins chère encore),,,.
Pour ajouter à ce succès commercial, alors que les Leica et Contax utilisent des cartouches à recharger par l'utilisateur et non compatibles entre elles, Kodak invente pour le Retina la cartouche 135 compatible avec les Leica et Contax qu'il se fera un plaisir de vendre aux utilisateurs des appareils concurrents ravis d'échapper à la corvée du bobinage de film cinéma,.

## Kodak Baby Brownie

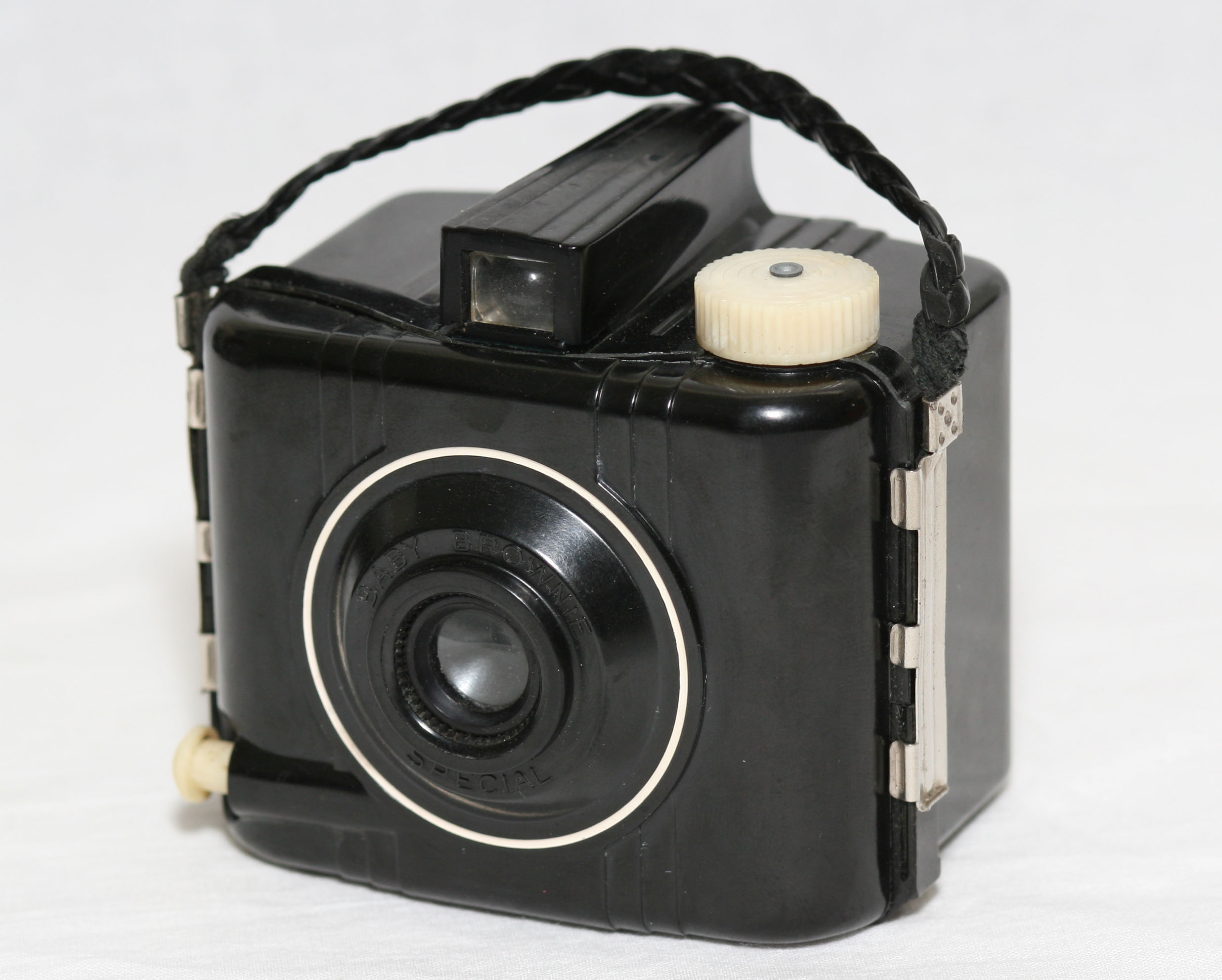
Kodak Baby Brownie Special

1934. Peut-être le plus ancien appareil moulé en matière synthétique. Il s'agit de Galalithe issue de la caséine du lait. Cette matière permet de réaliser un appareil très léger et très abordable puisqu'il était vendu 1$. Le prix s'explique aussi par la grande simplicité de l'appareil qui ne comporte qu'un objectif et un obturateur sommaires,,.

## Graflex

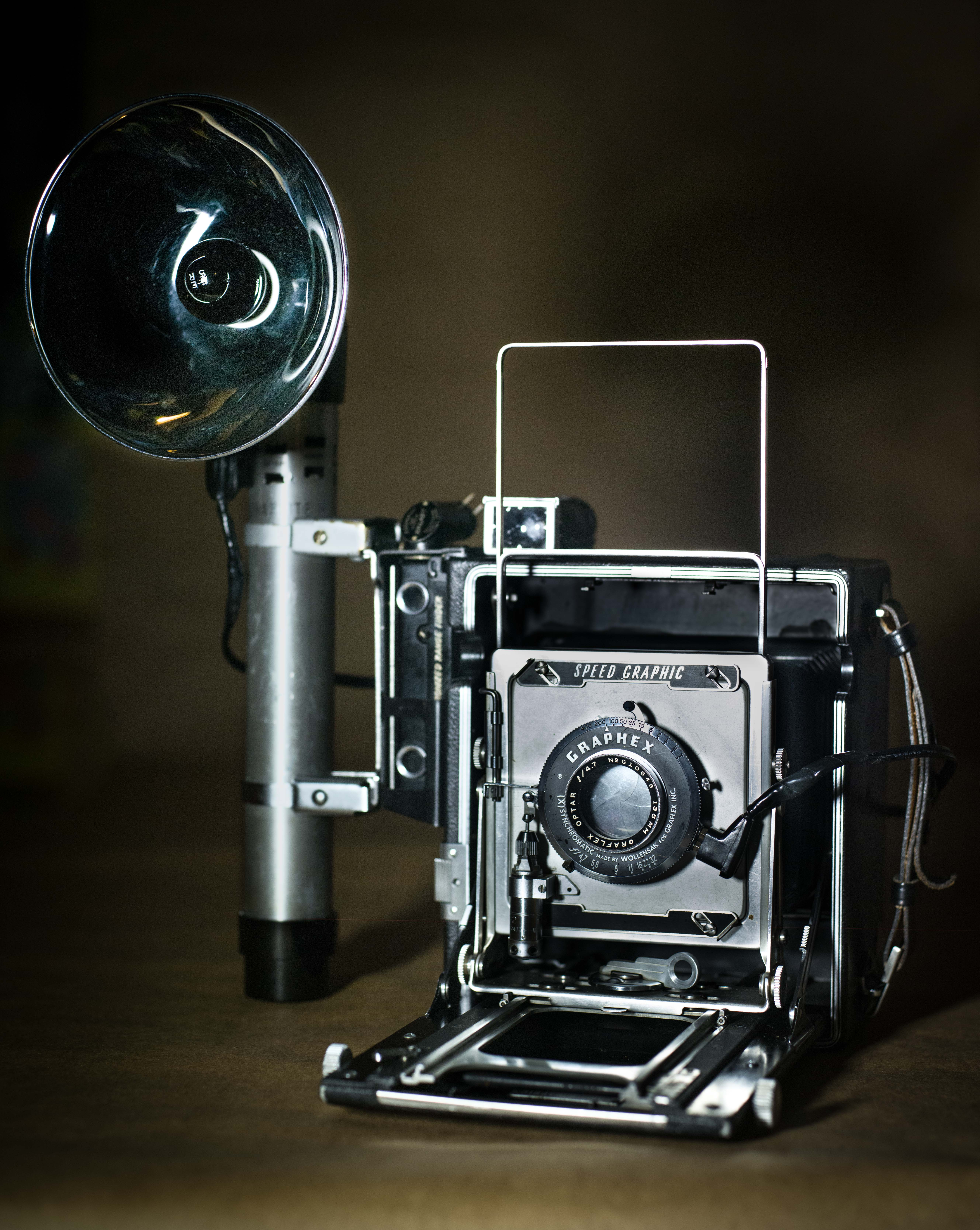
Graflex Speed Graphic with GE 5R infrared flashbulb

1935. Cette chambre munie d'un télémètre couplé sera l'appareil type des reporters américains comme Weegee jusqu'aux années 1950,,,,.

## Ihagee Kine Exakta

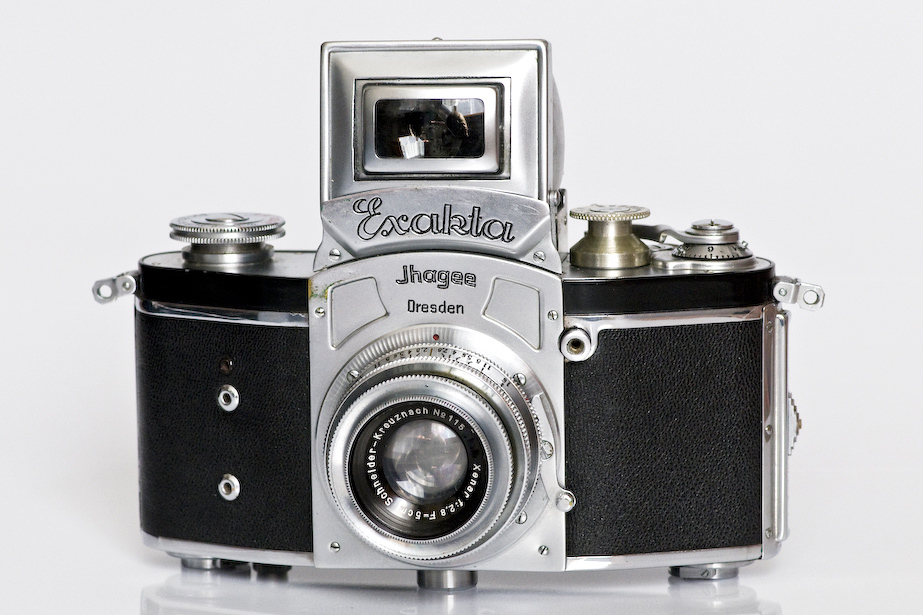
Kine Exakta

1936. Il est donné pour être le premier reflex 35 mm dont il fixe à peu près l'ensemble de la configuration à l'exception notable de l'armement confié à la main gauche quand l'immense majorité de ses successeurs aura l'armement sous le pouce droit. Ihagee avait sorti en 1933 un Exakta reflex 4 x 6.5. Il y a débat entre les tenants du "Kine Exakta" et ceux de l'appareil russe "Sport" en tant que premier reflex 35 mm. Sans entrer dans les détails de date le Sport était d'une forme jamais reprise, moins perfectionné et n'a pas débouché sur une production suivie,,,,.

## Lomo Sport (Cnopm)

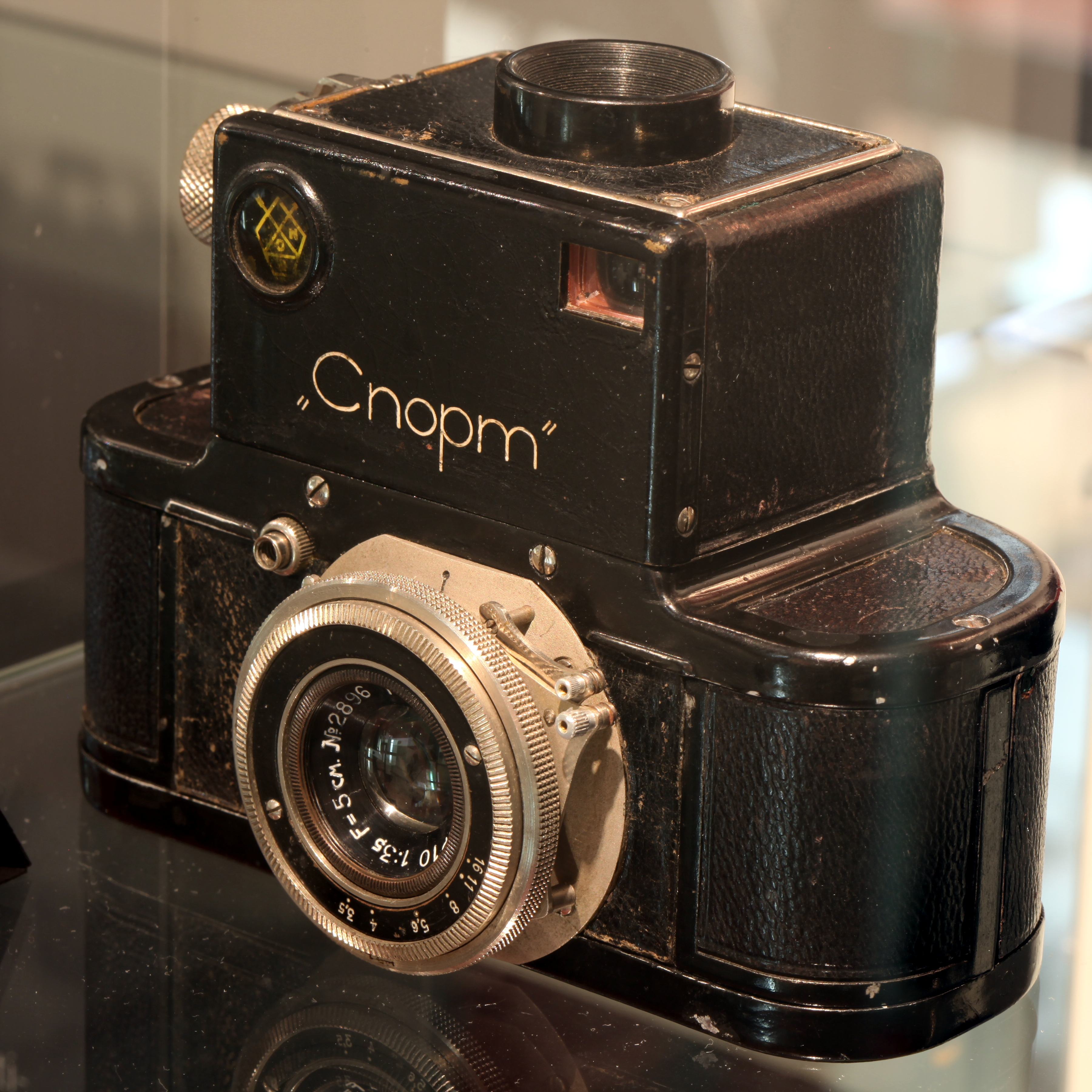
Cnopm ("Sport" en caractères latins)

1936. L'autre prétendant au titre de premier reflex 35 mm. Les diverses annonces dans la presse russe laissent penser que sa sortie est postérieure à celle du Kiné Exakta,,,.

## LeCoultre Compass

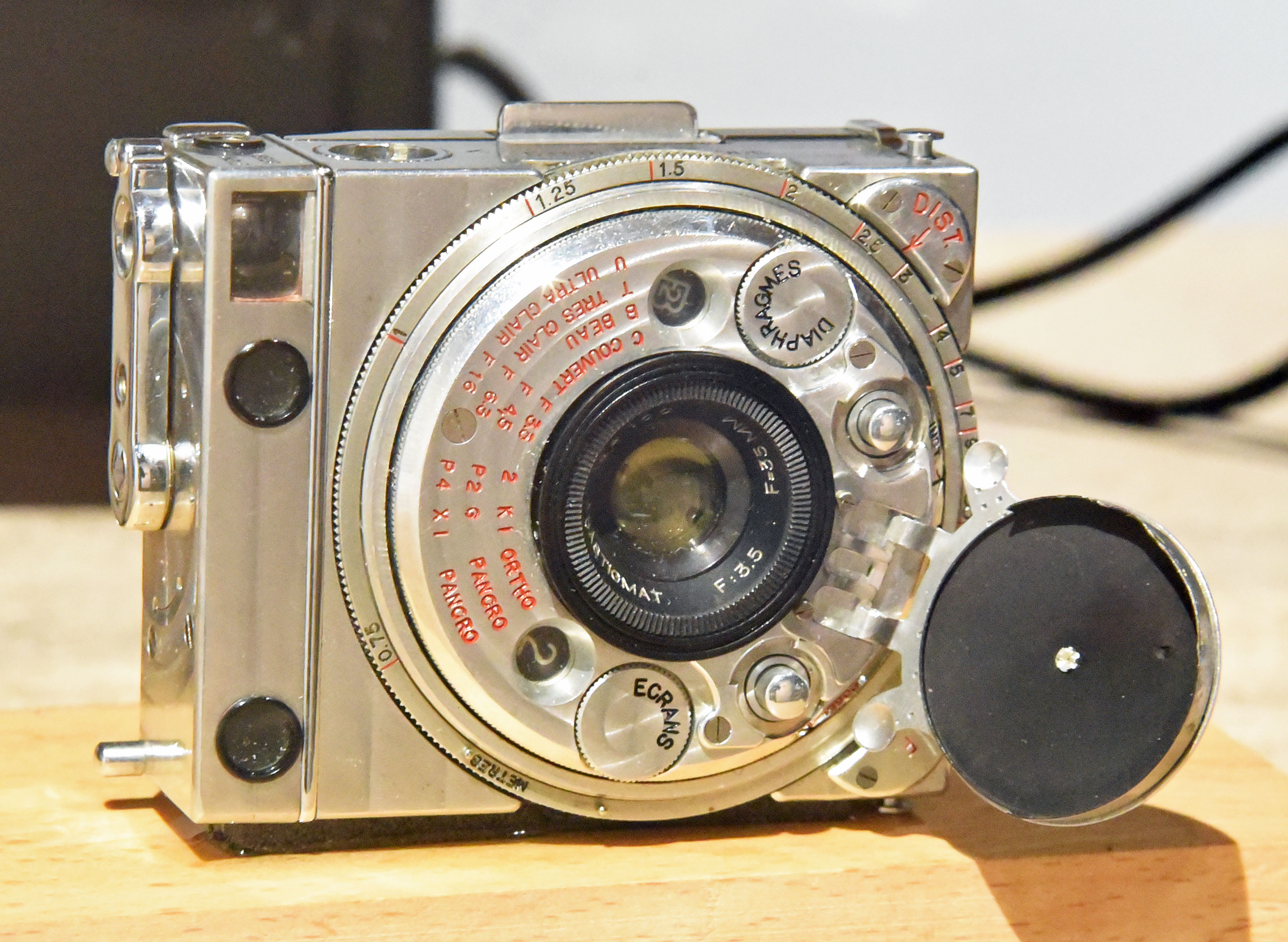
Le Compass, télémétrique étudié par Noel Pemberton Billing et fabriqué par LeCoultre

1937. Le Compass, imaginé par Noel Pemberton-Billing et étudié et fabriqué par LeCoultre est commercialisé. Il a été voulu comme l'appareil le plus perfectionné possible dans le plus petit encombrement possible. La publicité d'époque le représente à côté d'un paquet de cigarettes dont il a l'encombrement. Il confie la fabrication à la maison Lecoultre du Sentier dans le canton de Vaud,,,,.

## Minox

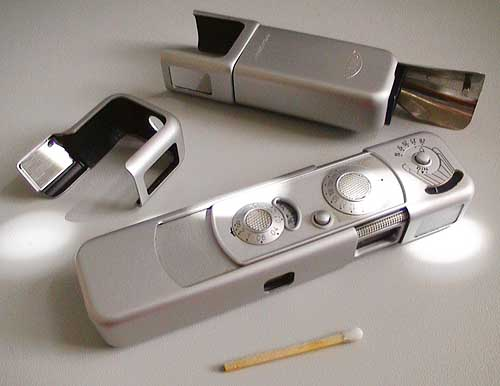
Minox B avec viseur d'angle et porte-flash.

1937. Conçu par l'ingénieur Walter Zapp dans les années 1930 pour l'entreprise lettone VEF, le Minox est un produit destiné au marché de luxe. Ses qualités : très petite taille, robustesse, excellente qualité d'image, font qu'il est adopté par les services de renseignements des Alliés et de l'Axe pendant la Seconde Guerre mondiale. Durant la Guerre froide, différents modèles sont en service dans les deux camps. Le cinéma s'empare rapidement du Minox et l'utilise régulièrement dans les films d'espionnage, ce qui le rend populaire auprès du grand public.

Le film, d'une largeur de 9,2 millimètres, est enfermé dans une cassette pouvant contenir 50 vues, réduite actuellement à 36 ou 15 vues. L'image fait 8 x 11 millimètres. Il y a eu de nombreux modèles. Le plus populaire fut le Minox B produit à 384 327 exemplaires entre 1958 et 1972,,,,,.

## Lumière Eljy

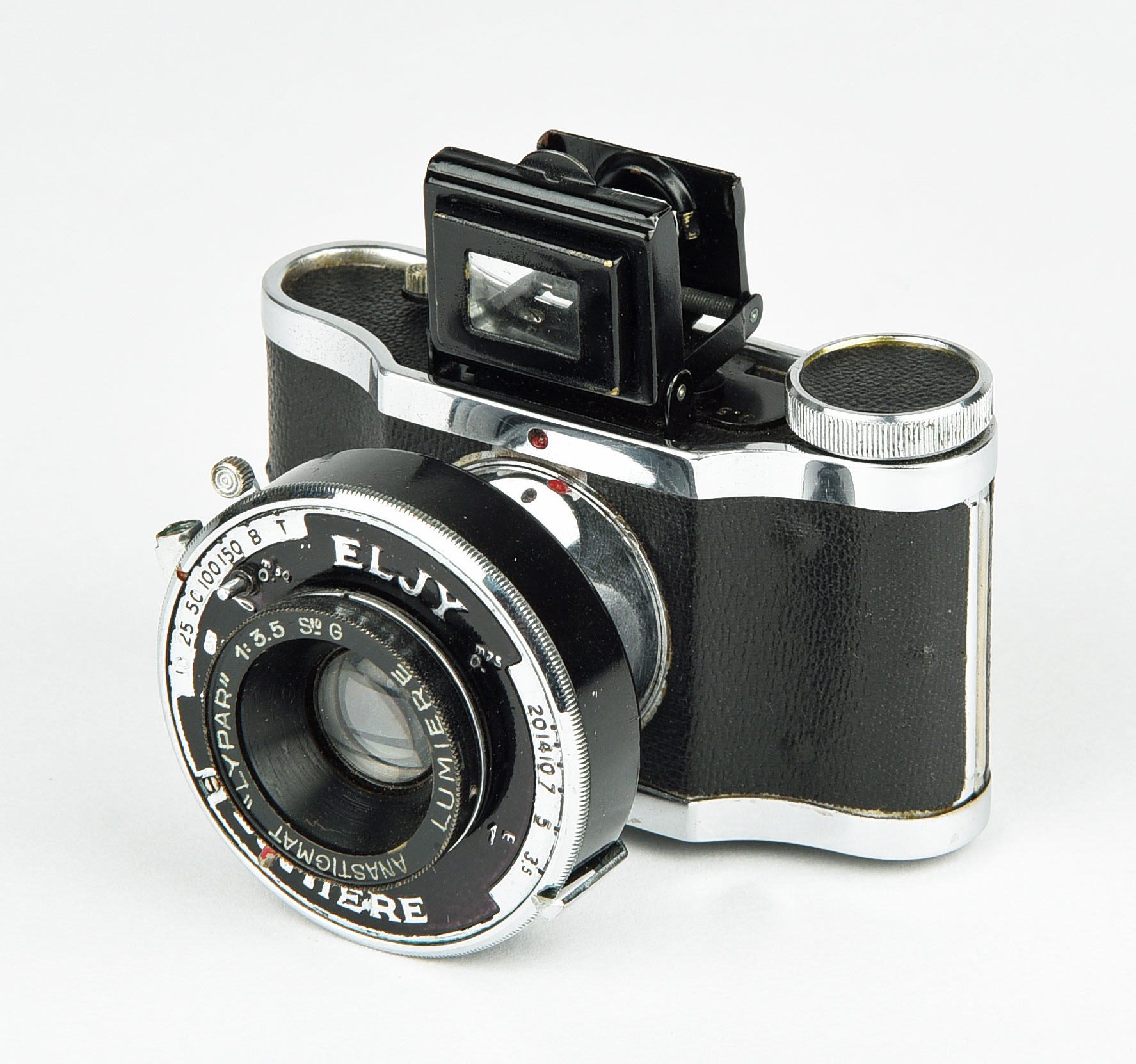
Appareil photo Lumière Eljy

1937. La maison Lumière lance un appareil minuscule faisant des images 24 x 36 mais sur un film en bobine spécial de huit vues fabriqué par la société Lumière Jougla dont les initiales ont donné le nom de l'appareil,,,.

## Kodak Super Six-20

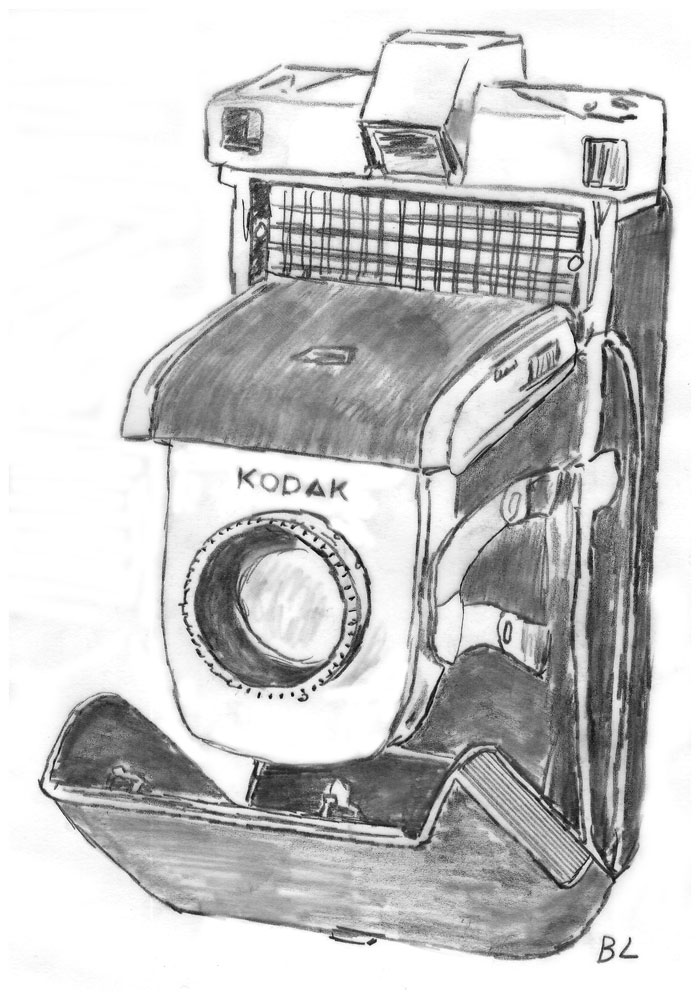
Appareil photo Kodak Super six-20

1938. Ce 6 x 9 sur rouleau 620, outre une apparence inhabituelle, propose un télémètre couplé et le premier automatisme d'exposition jamais produit,.

## Argus C3

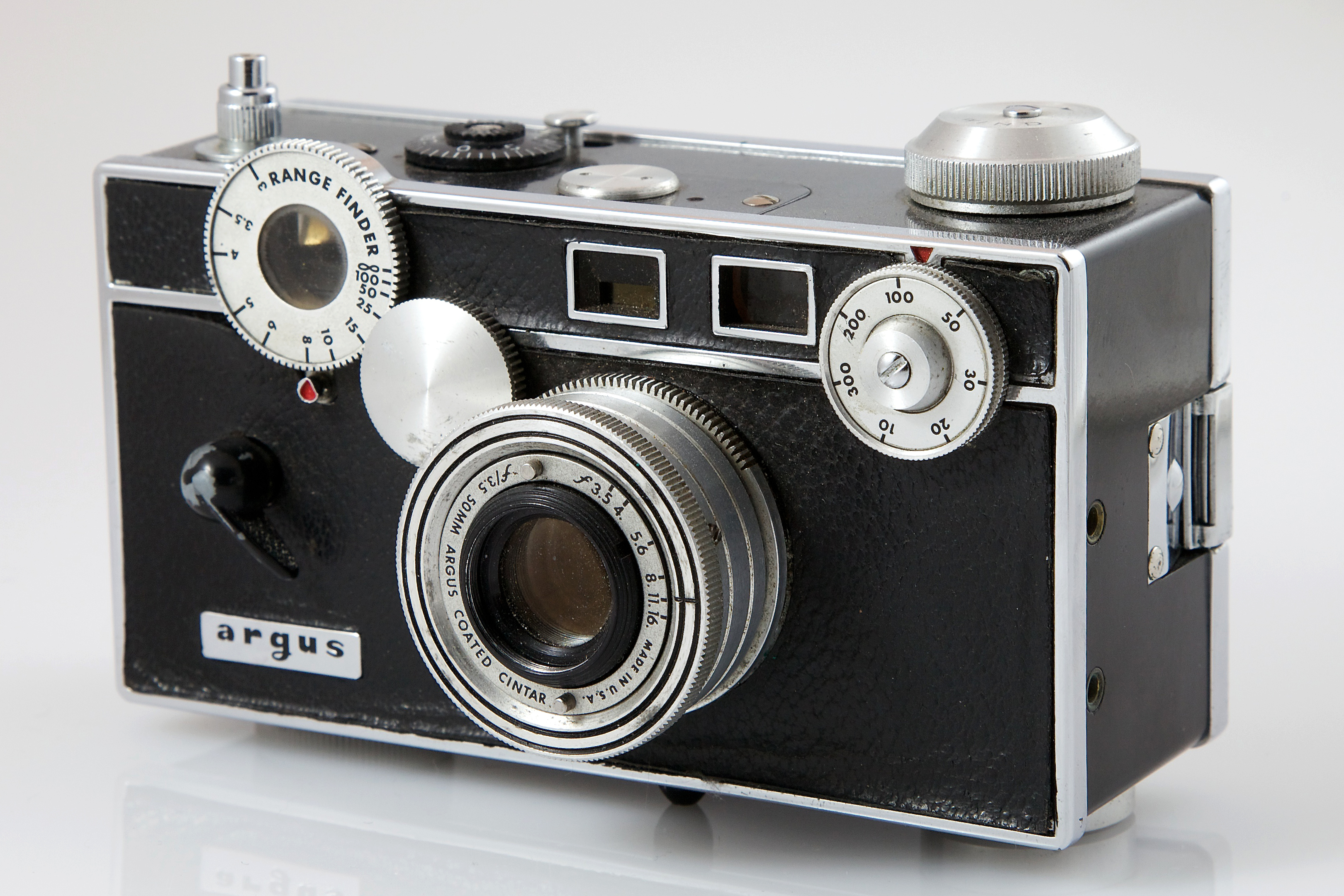
Argus C3

1939. 24 x 36 à télémètre fabriqué aux États-Unis ou il est surnommé "The brick". Il est connu des jeunes générations comme étant l'appareil magique de Harry Potter,,,,.

## Kodak Brownie Reflex

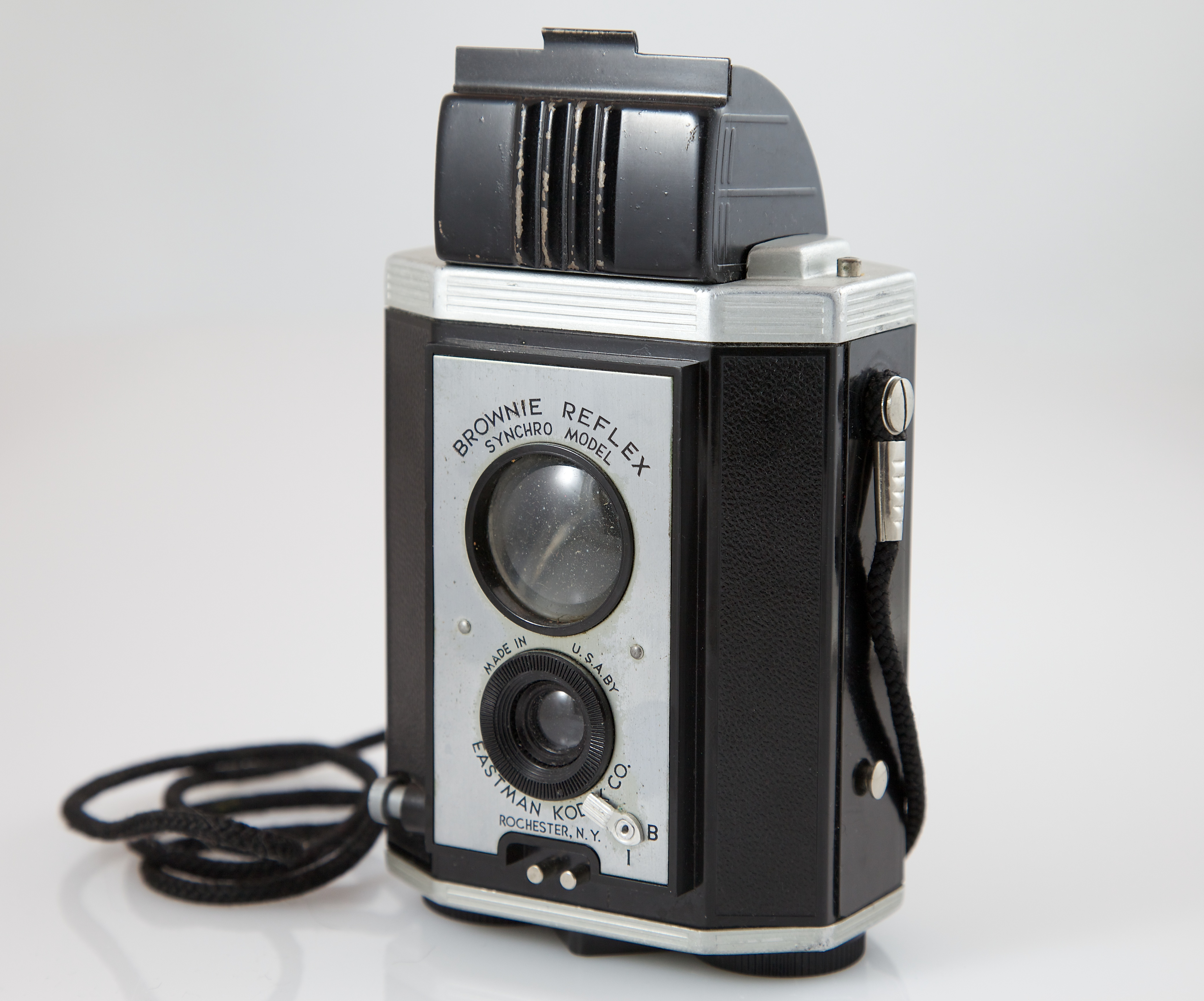
Kodak Brownie Reflex

1940. Faux reflex (l'objectif de visée ne permet pas la mise au point) cet appareil au look flatteur sera vendu en grande quantité aux États-Unis et sera aussi produit en Angleterre à partir de 1946,.

## Polaroid 95

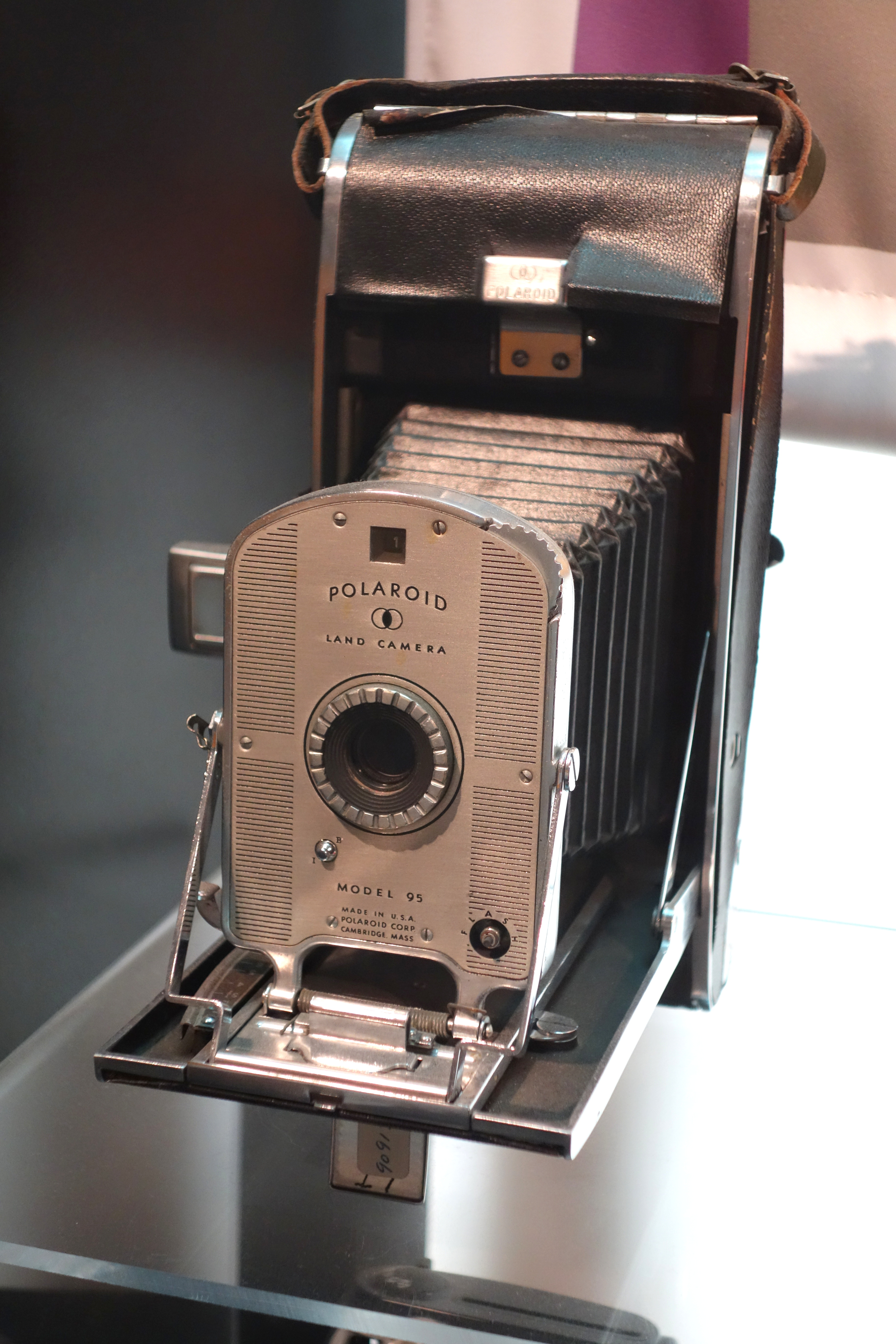
Polaroid Land Camera Model 95

1948. La commercialisation du premier appareil photographique instantané (Polaroid 95), par l'Américain Edwin H. Land (1909-1991) en 1948, marque une avancée significative dans les techniques modernes d'émulsionnage au regard des multiples problématiques qui ont dû être résolues pour finaliser le concept,,,,,.
Ce procédé, initialement monochrome, fut adapté à la couleur en 1963 après l'invention du film Polacolor. Il connaîtra ensuite de profonds remaniements pour donner naissance au système SX-70 (1972) qui inaugurera une nouvelle ligne d'appareils plus léger et de surfaces sensibles rendant possible le développement instantané, et en plein jour, au sein d'une enveloppe scellée qui conserve dès lors tous les produits résiduels issus du traitement.

## Kodak Brownie Hawkeye Flash

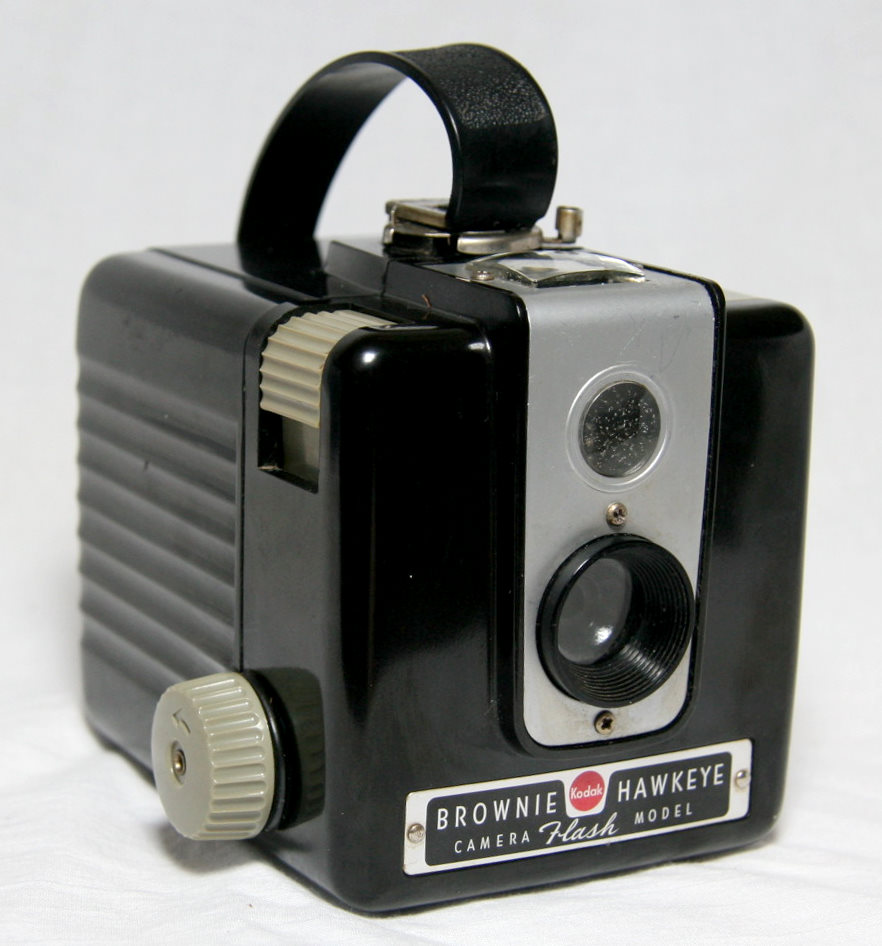
Kodak Brownie Hawkeye Flash

1950. Le plus vendu des Brownie : un appareil simple en Bakélite moulée qui fait des images 6 x 6 sur un film en rouleau 620 et qui rencontrera un succès immense et sera aussi fabriqué en France sous le nom de Brownie Flash,.

## Alsaphot Cyclope

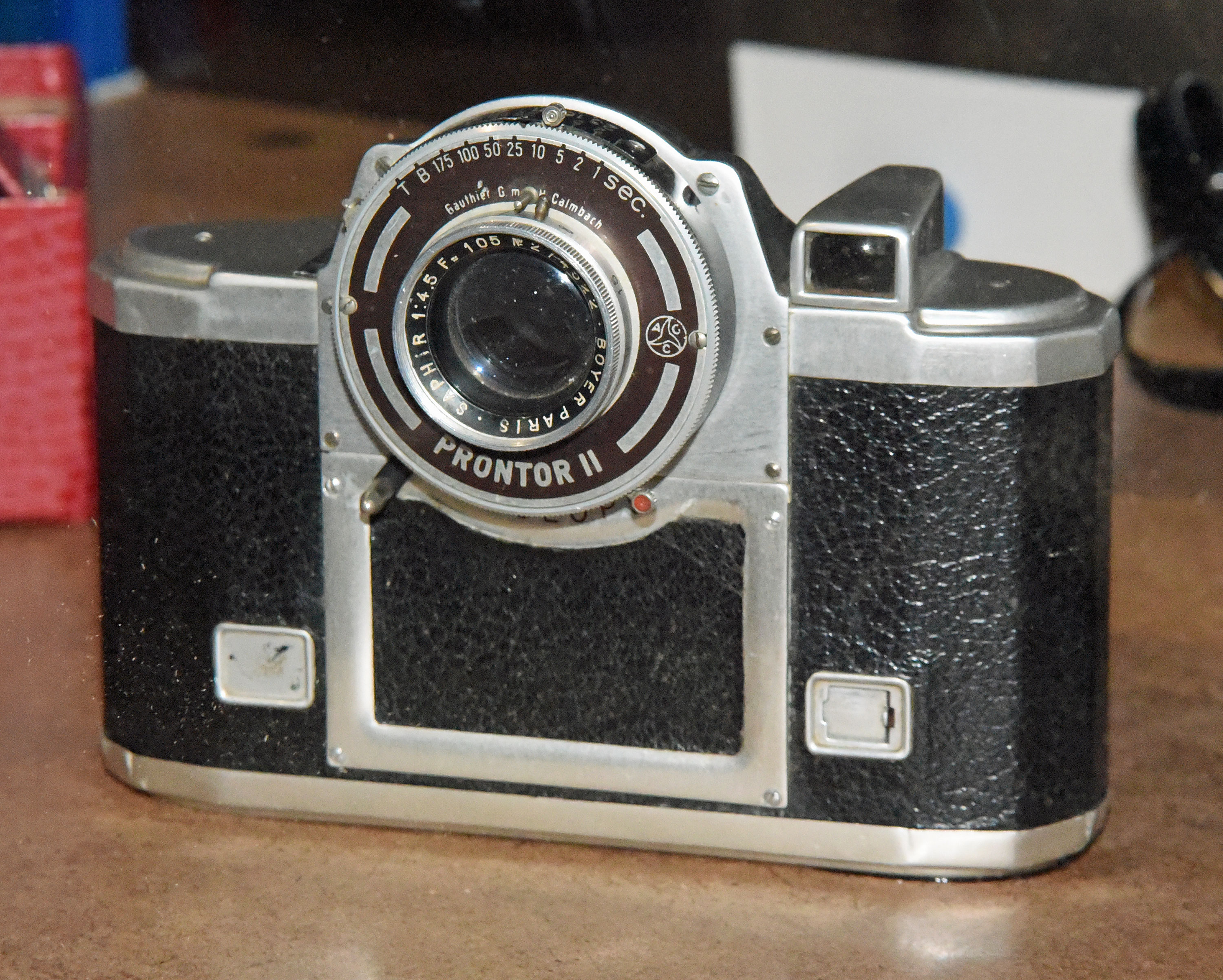
Alsaphot Cyclope

1952. Appareil 6 x 9 conçu par Lucien Dodin pour Alsaphot. Plutôt que le soufflet couramment utilisé pour placer le plan du film à la bonne distance de l'objectif il utilise un jeu de miroirs ce qui donne une apparence totalement inhabituelle à l'appareil. La clientèle, surprise, n'a pas suivi et il n'en sera produit que 2000. Le principe sera repris par Kodak pour son appareil à développement instantané EK-4

## KMZ Zenit

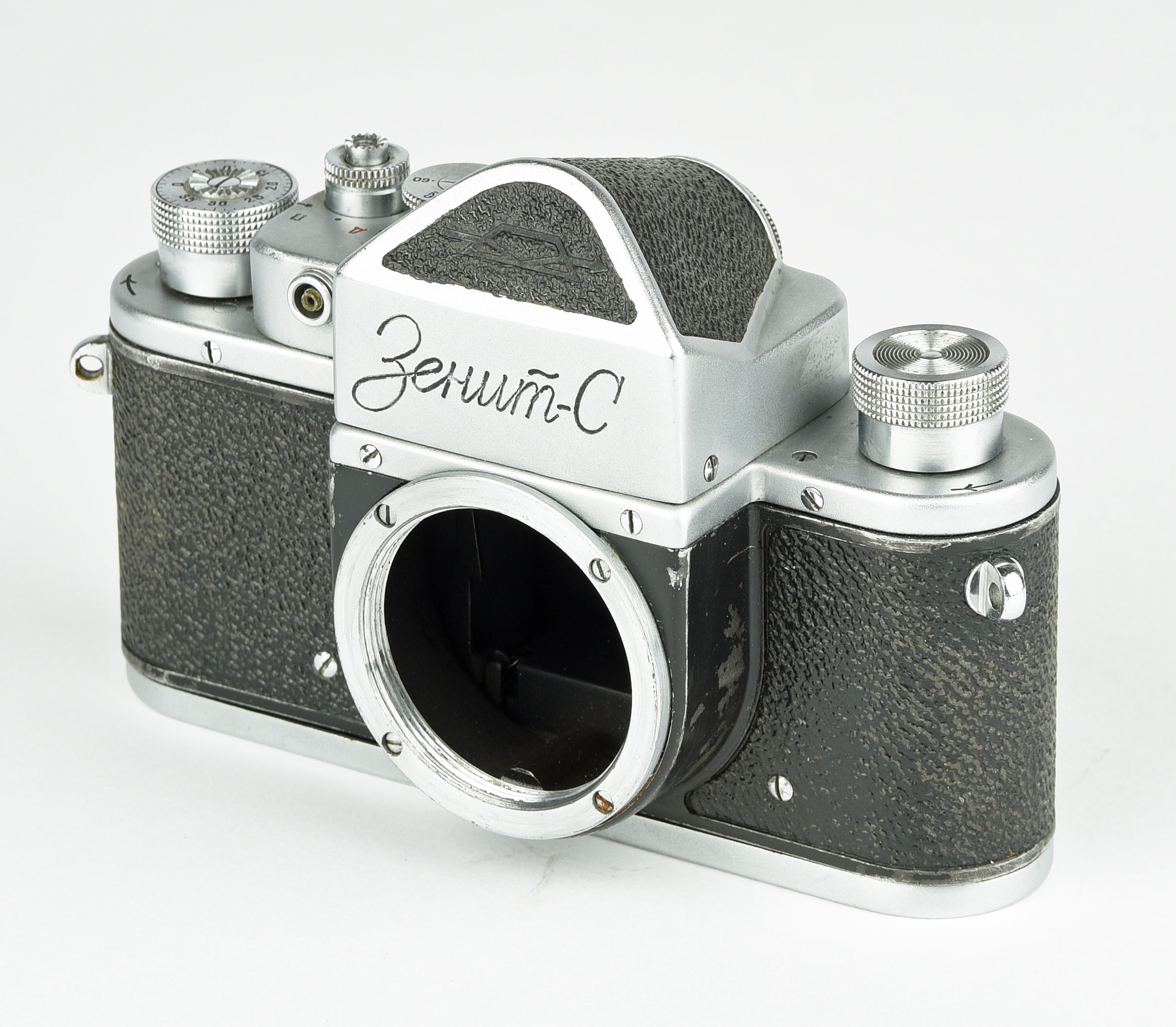
Appareil photo KMZ Zenit S

1953. Le premier de la longue lignée des Zenit Soviétiques qui verra la production de millions d'appareils pendant une quarantaine d'années. Le premier utilisait la mécanique du Zorki 4 sur laquelle était greffée une cage pour le miroir et un prisme pour la visée,.

## Tessina

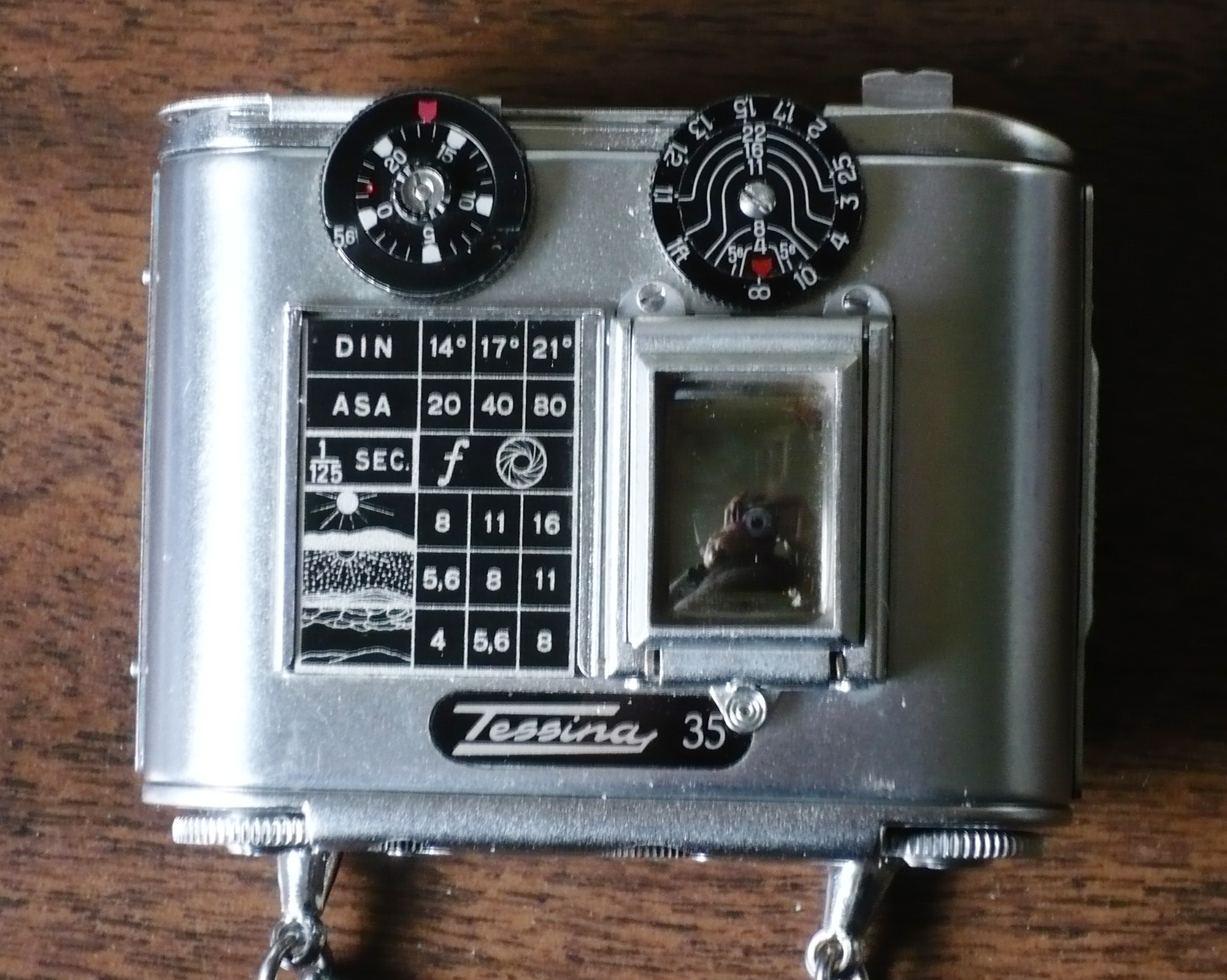
Tessina

1954. Un appareil miniature fabriqué en Suisse qui pouvait se porter au poignet comme une montre et utilisait un film 35 mm,,.

## Secam Stylophot

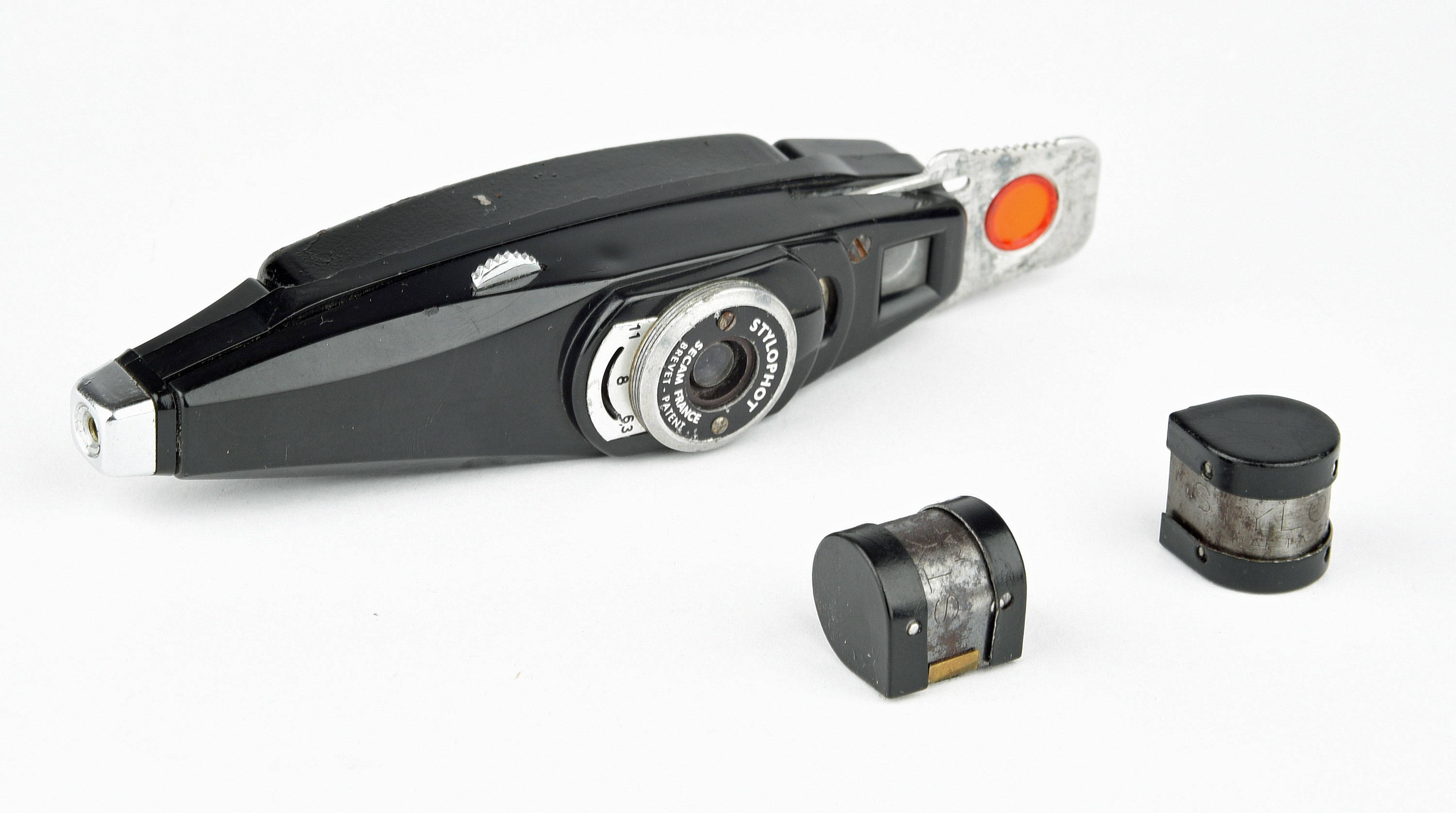
Secam Stylophot avec ses deux cartouches 16 mm

1956. Un appareil miniature dû à Fritz Kaftanski produit par la Secam et ayant la forme d'un gros stylo et faisant des images de 10 x 10 mm sur un film 16 mm double perforations en cassettes spéciales. L'avancement du film et l'armement de l'obturateur se font en tirant une plaque en aluminium munie d'une fenêtre rouge. Le déclenchement n'est possible qu'avec la plaque tirée et la fenêtre rouge colorant le viseur alerte l'utilisateur s'il tente de faire une photo avec la plaque en position verrouillage de l'obturateur,,,.

## Kiev 4

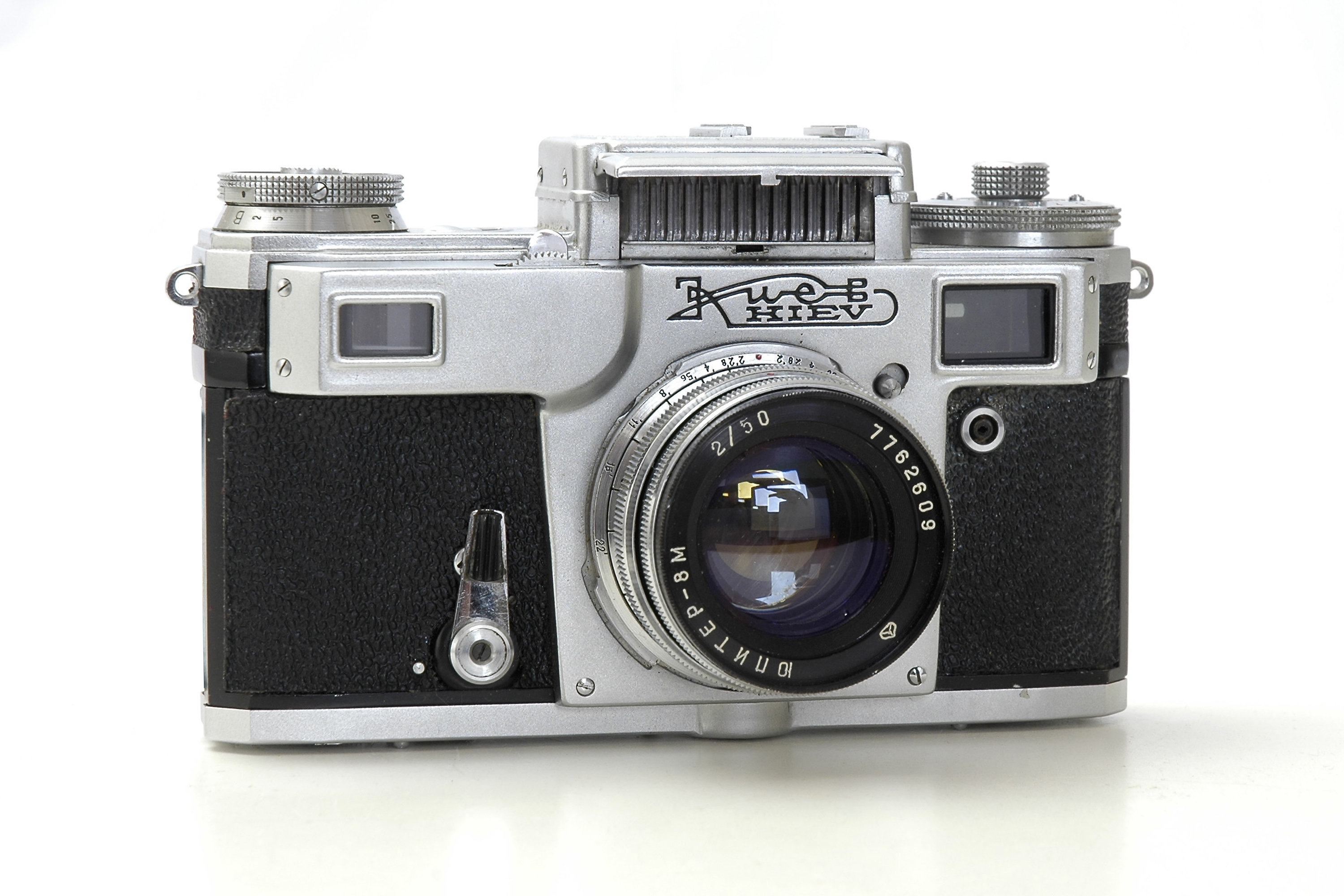
Cameras Kiev 4

1956. Évolution soviétique du Contax dont les outillages ont été déplacés à Kiev à la fin de la Seconde Guerre mondiale,,,.

## Hasselblad

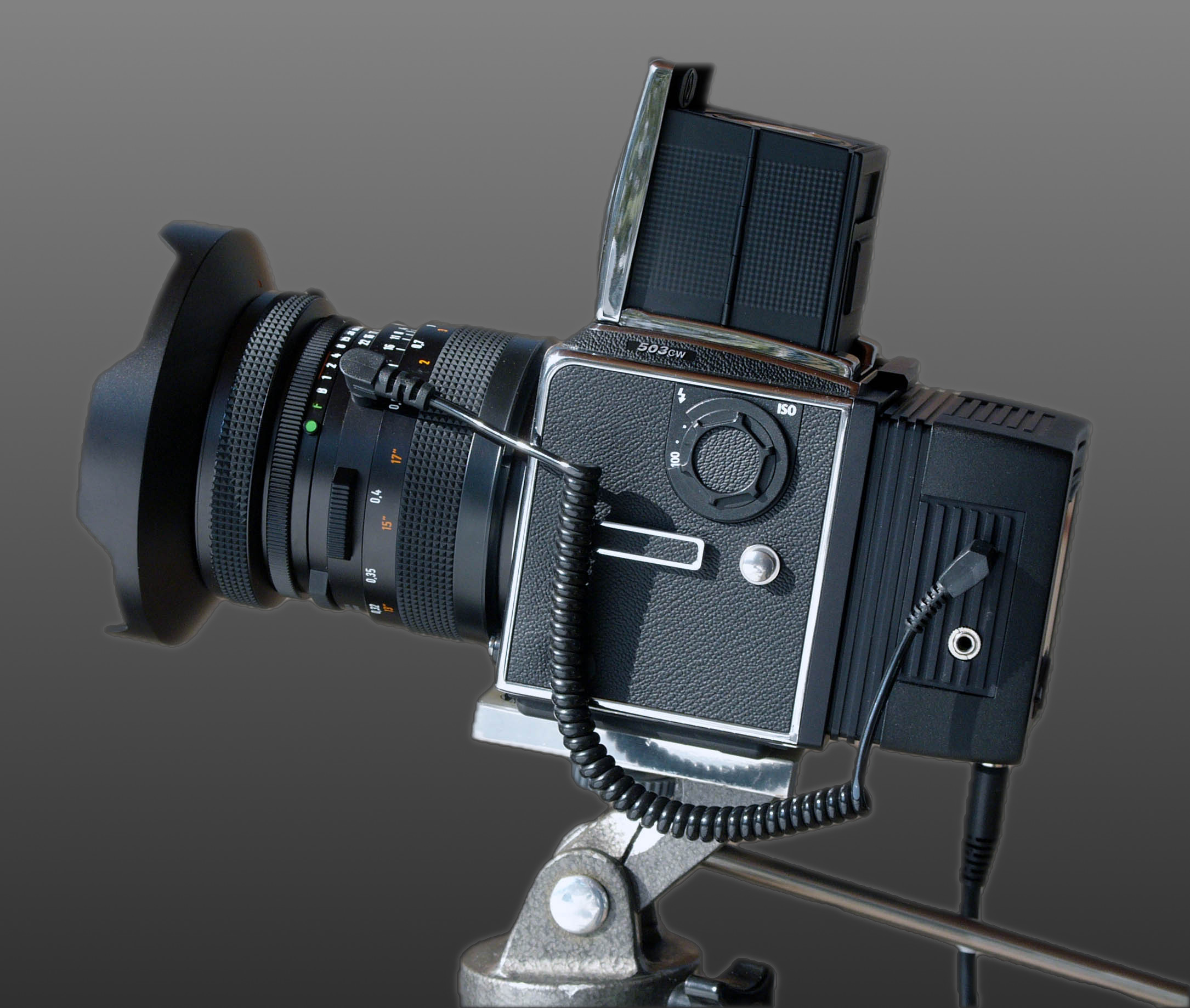
Hasselblad 503CW avec optique Zeiss Distagon 3,5/30 et dos numérique Ixpress V96C.

1957. Les modèles les plus répandus d'Hasselblad étaient ceux de la série 500, réflex de moyen format avec viseur de poitrine qui fait ses débuts en 1957. Leur particularité était d'avoir un obturateur central obligeant ainsi chaque objectif à être doté de son propre obturateur. Ces boîtiers étaient principalement utilisés par les photographes scientifiques ou de mode.

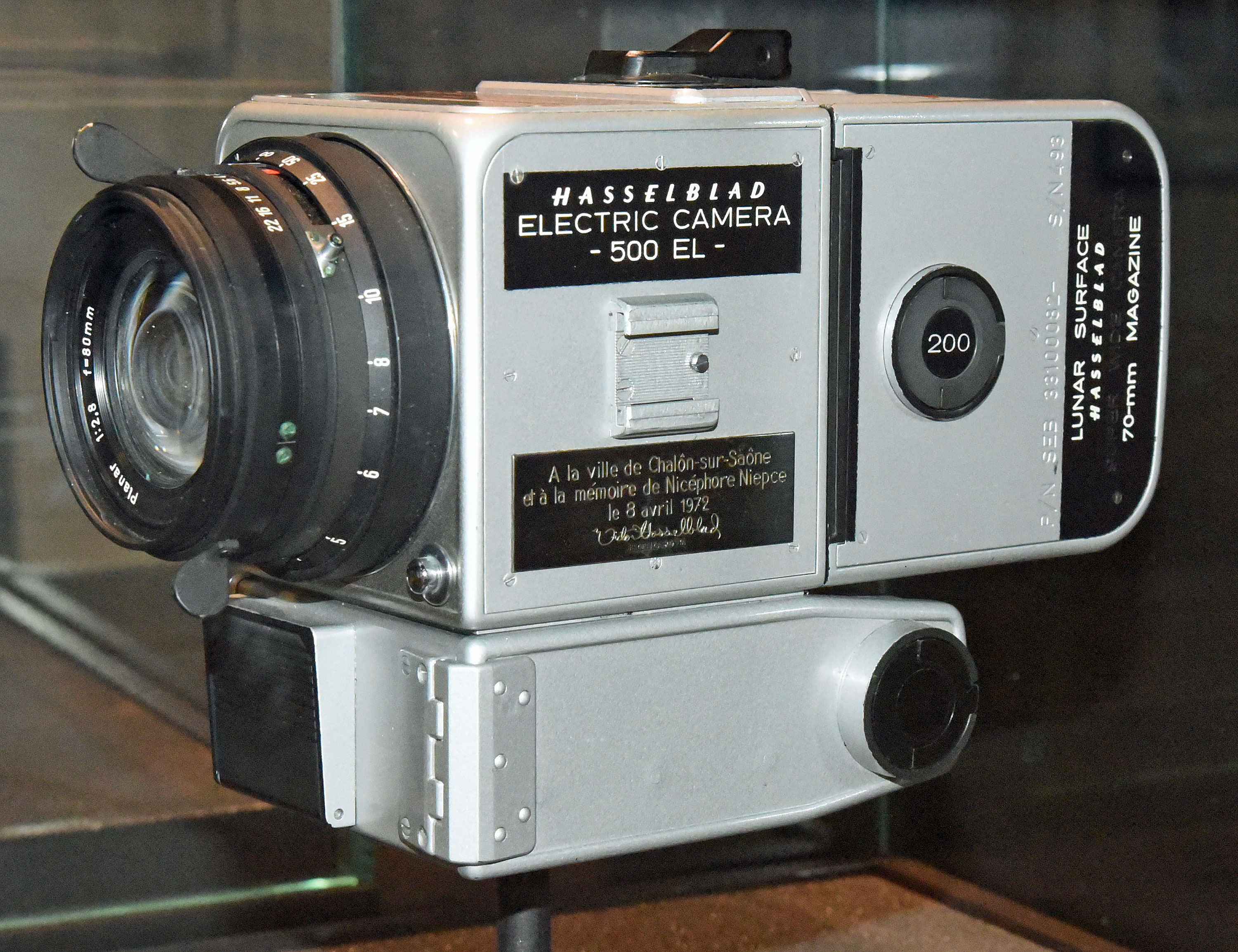
Hasselbladlad transformé pour être utilisé sur la lune

Le moment de gloire de la marque suédoise fut l'utilisation de ses appareils par la NASA, notamment lors de la mission Apollo 11 qui vit le premier homme marcher sur la Lune,,,,,,.

## Nikon F

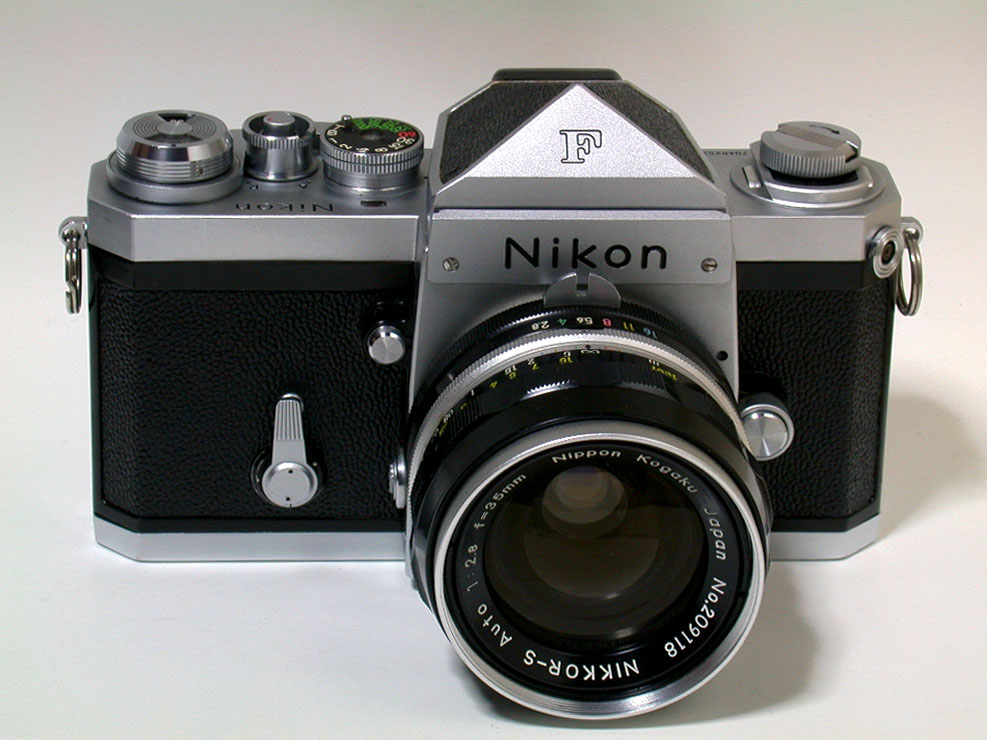
Nikon F

1959. Le Nikon F est le premier reflex professionnel de grande diffusion. Créé sur la base du télémétrique Nikon SP, il offre des viseurs interchangeables (avec ou sans cellule, TTL ou non) assurant une couverture de 100 % de l'image enregistrée et la motorisation. C'est lui qui établira le « mythe Nikon » dans l'esprit du public avec le film Blow-Up. Il sera produit de 1959 à 1974 et deviendra l'appareil des reporters lors de la Guerre du Viêt Nam, ,.

## Voigtlander Bessamatic et Zoomar

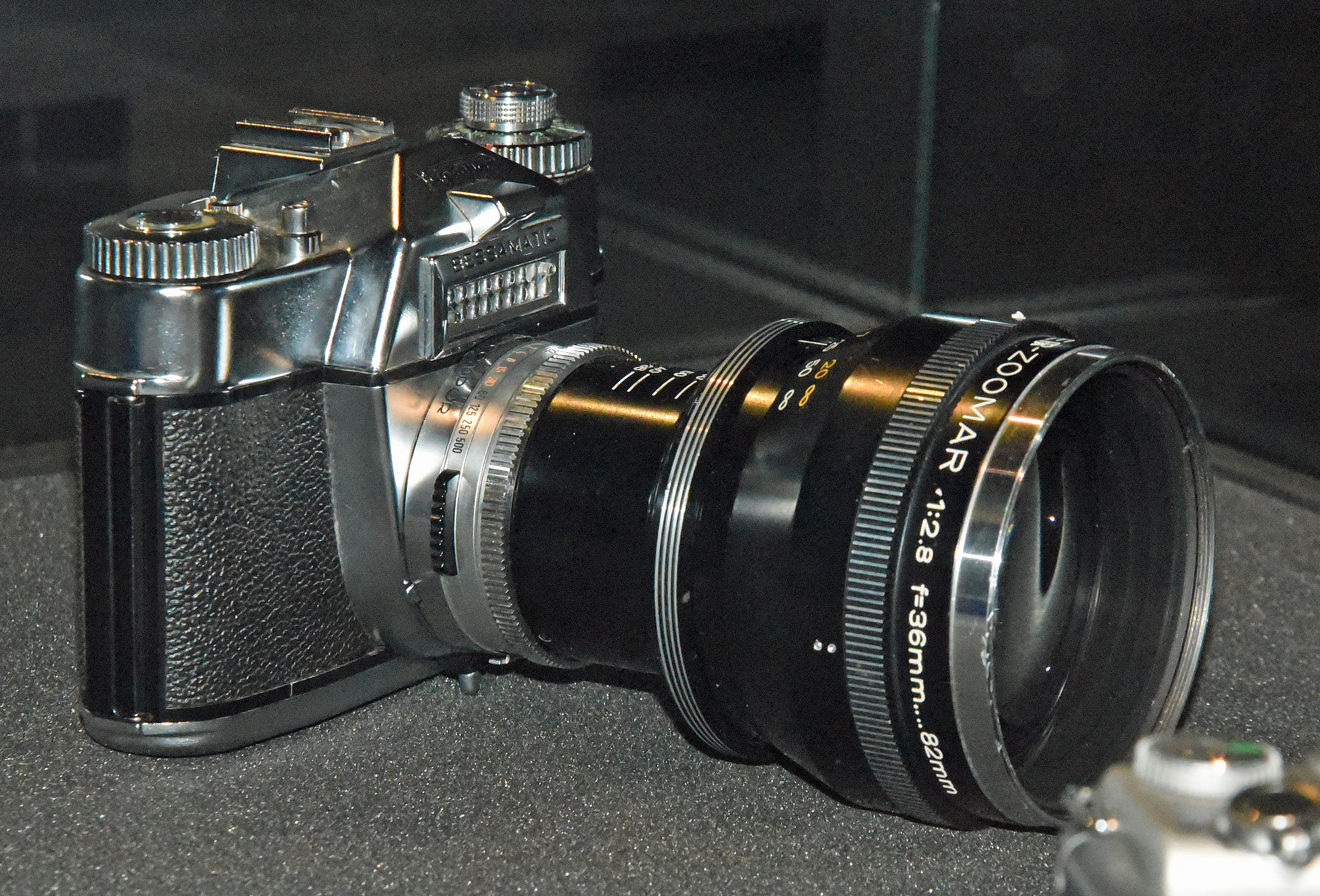
Voigtlander Bessamatic avec Zoomar

1959. Le Voigtlander Bessamatic est un reflex à obturateur central mais il a surtout été le premier reflex équipé d'un zoom. Le Zoomar ayant d'ailleurs laissé son nom aux objectifs à focale variable. L'objectif coutait plus cher que l'appareil (298 $ contre 220 $).

## Spirotechnique Calypso

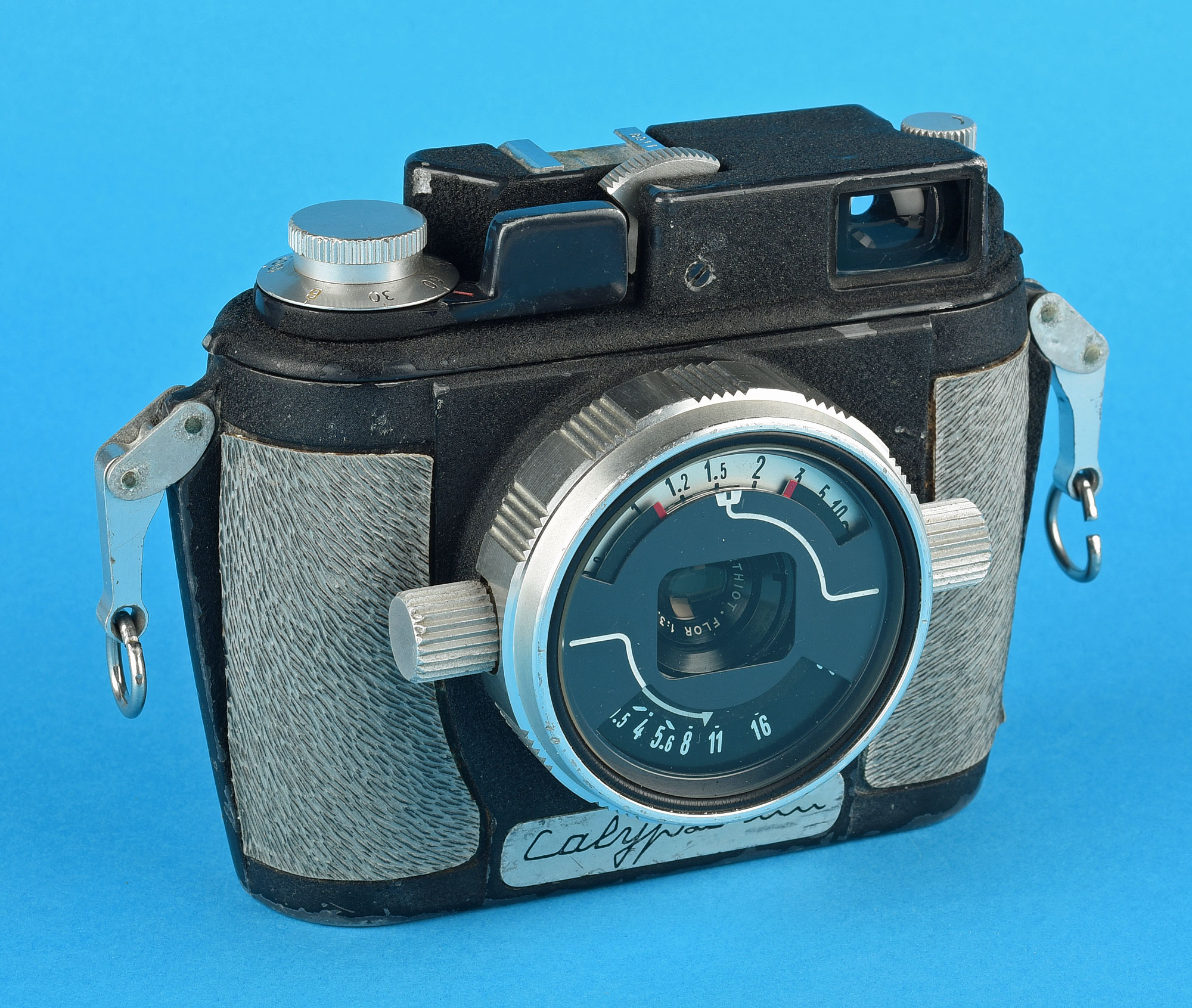
Spirotechnique Calypso

1960. Le Calypso est le premier appareil photo étanche il est conçu par Jean de Wouters et fabriqué par Atoms en France. Il a été distribué par La Spirotechnique à Paris. Il donnera naissance à la série des Nikonos produits par Nikon,.

## Mecila Mecilux

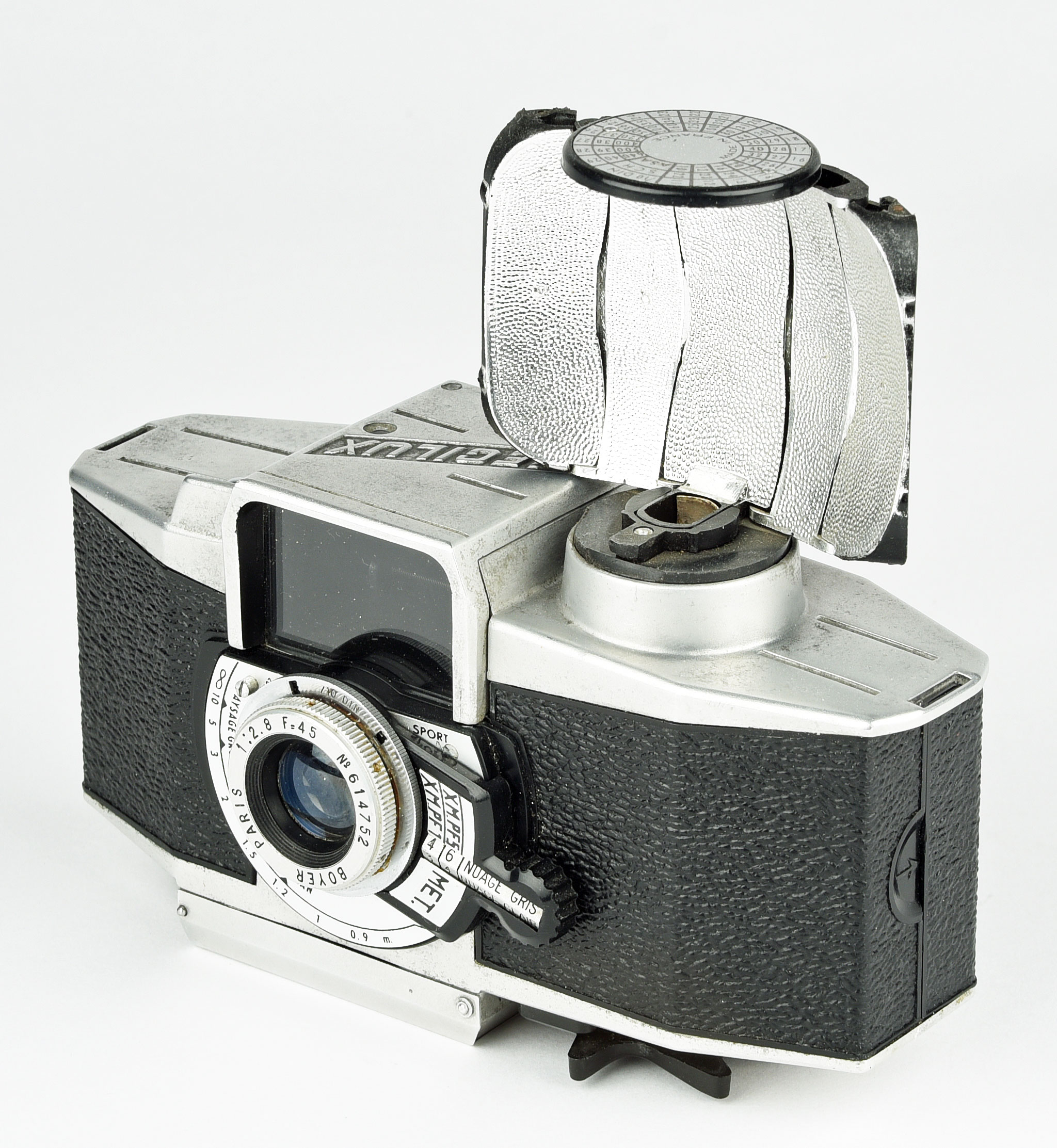
Appareil photo Mecilux

1960. Conçu par Paul Lachaize et fabriqué par Mecila ce 35 mm pour débutants avait une interface utilisateur nouvelle voire déroutante. L'usine et les outillages ayant été détruits par un incendie après la fabrication de 2000 appareils (certaines sources parlent de 1000) la distribution est restée confidentielle,.

## Kodak Brownie Starmite

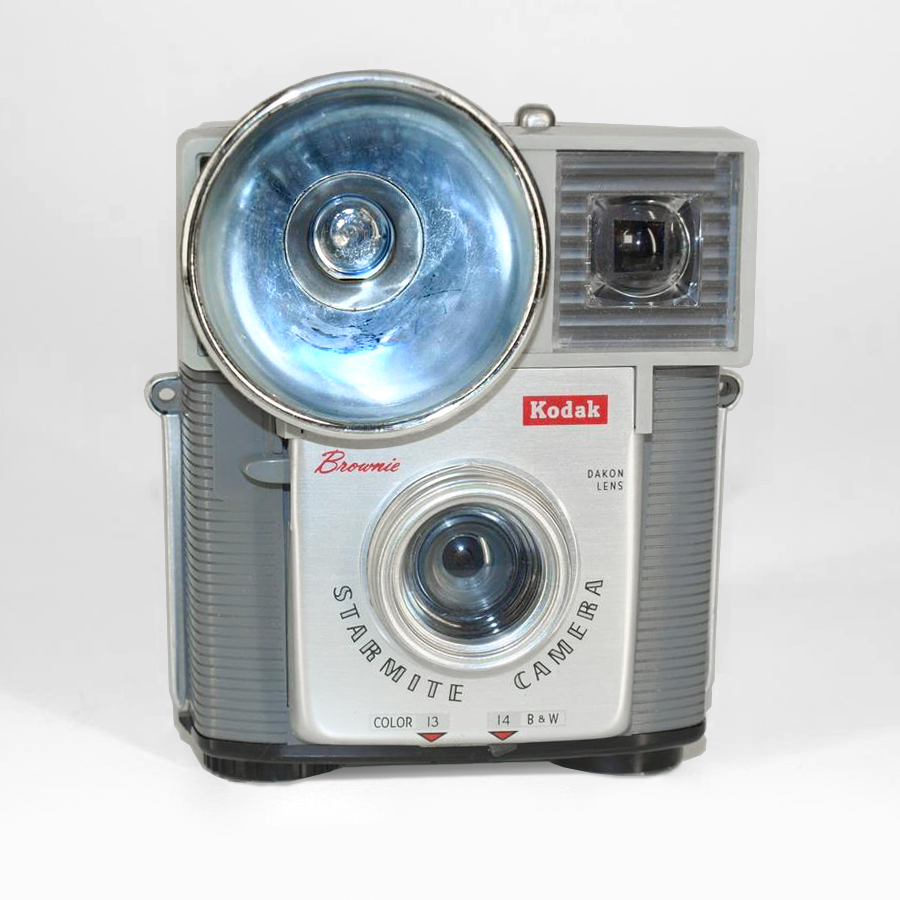
Brownie Starmite

1960. Appareil dans la lignée des "appareils pour adolescents" de Kodak qui a commencé avec le Brownie de 1900 et verra son apogée avec les Instamatic après 1963. Il fait 12 vues de 4 x 4 cm sur un film 127 ce qui imposait un peu de doigté pour le chargement. Il est muni d'un flash intégré utilisant des ampoules magnésiques à usage unique. Il en sera fabriqué une variante en France sous le nom de Starluxe.

## Kodak Instamatic

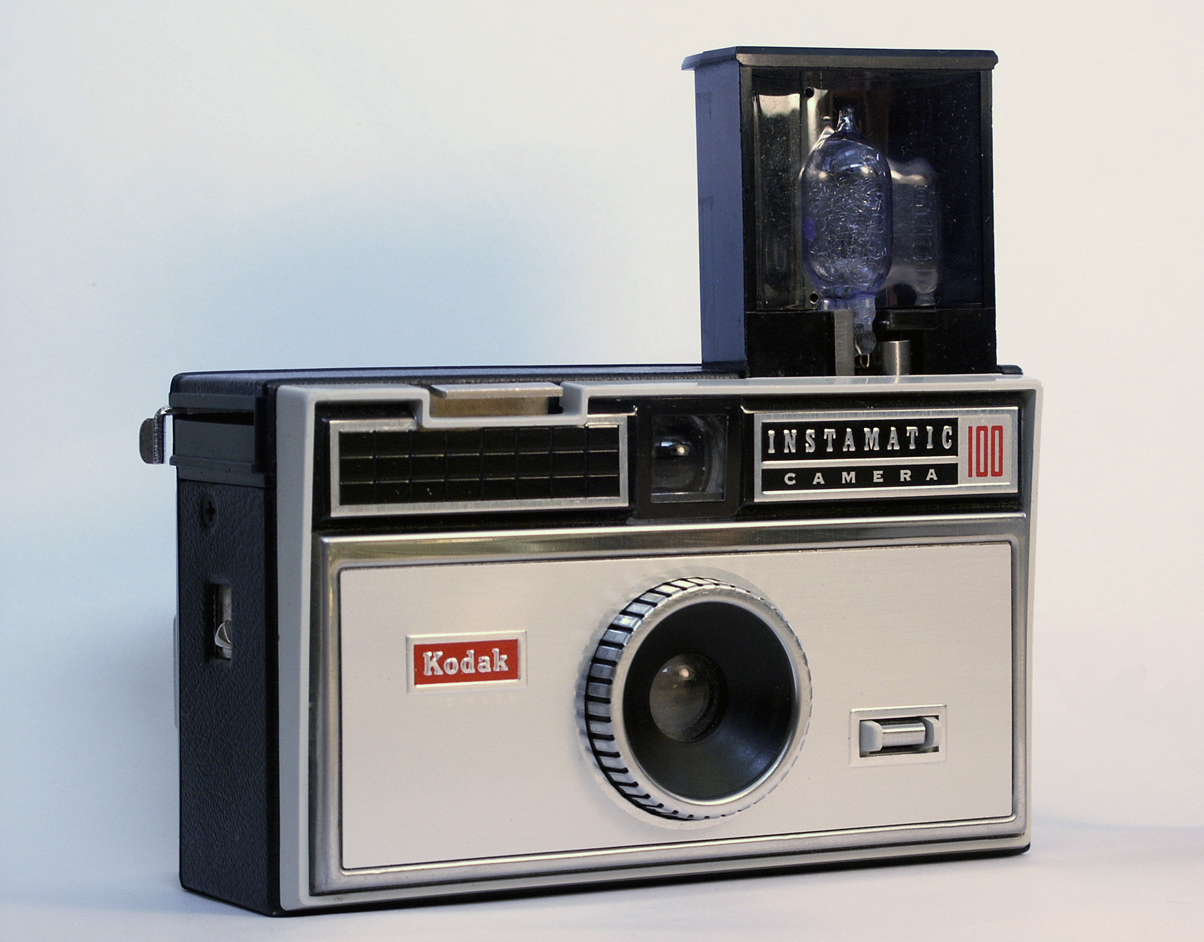
L'Instamatic 100, premier Instamatic vendu aux États-Unis

1963. Instamatic est le nom d'une gamme d'appareils photo grand public produits par Kodak. Le 28 février 1963 Kodak dévoile le système de film en cartouche 126 et les quatre premiers appareils, les Instamatic 50, 100, 300 et 400 créant autant la surprise chez ses propres commerciaux que chez la concurrence. Le succès est fulgurant avec sept millions et demi d'appareils vendus en deux ans, la barre des cinquante millions d'appareils étant franchie dès 1972. La cartouche 126 s'est imposée comme le composant indispensable pour produire des appareils grand public et les plus grandes marques l’utiliseront (Agfa, Canon, Minolta, Rollei etc.),,,.

## Reflex japonais
1960. Entre les années 1960 et 1970 le reflex mono objectif 35 mm s'impose comme l'appareil des pros et, surtout, celui des amateurs. Les marques japonaises submergent totalement les marques européennes et américaines et seuls quelques modèles de niche survivront (Leica, Hasselblad, Polaroid). Pour le reste, ce sera la Bérésina et des dizaines de marques feront faillite. Les quatre principaux artisans de ce changement sont Asahi-Pentax, Canon, Minolta et Nikon qui proposent pour moins cher que les européens des reflex plus perfectionnés (obturateur plan-focal, miroir à retour instantané, mesure de lumière TTL à pleine ouverture et gamme d'objectifs et d'accessoires).

### Asahi-Pentax Spotmatic

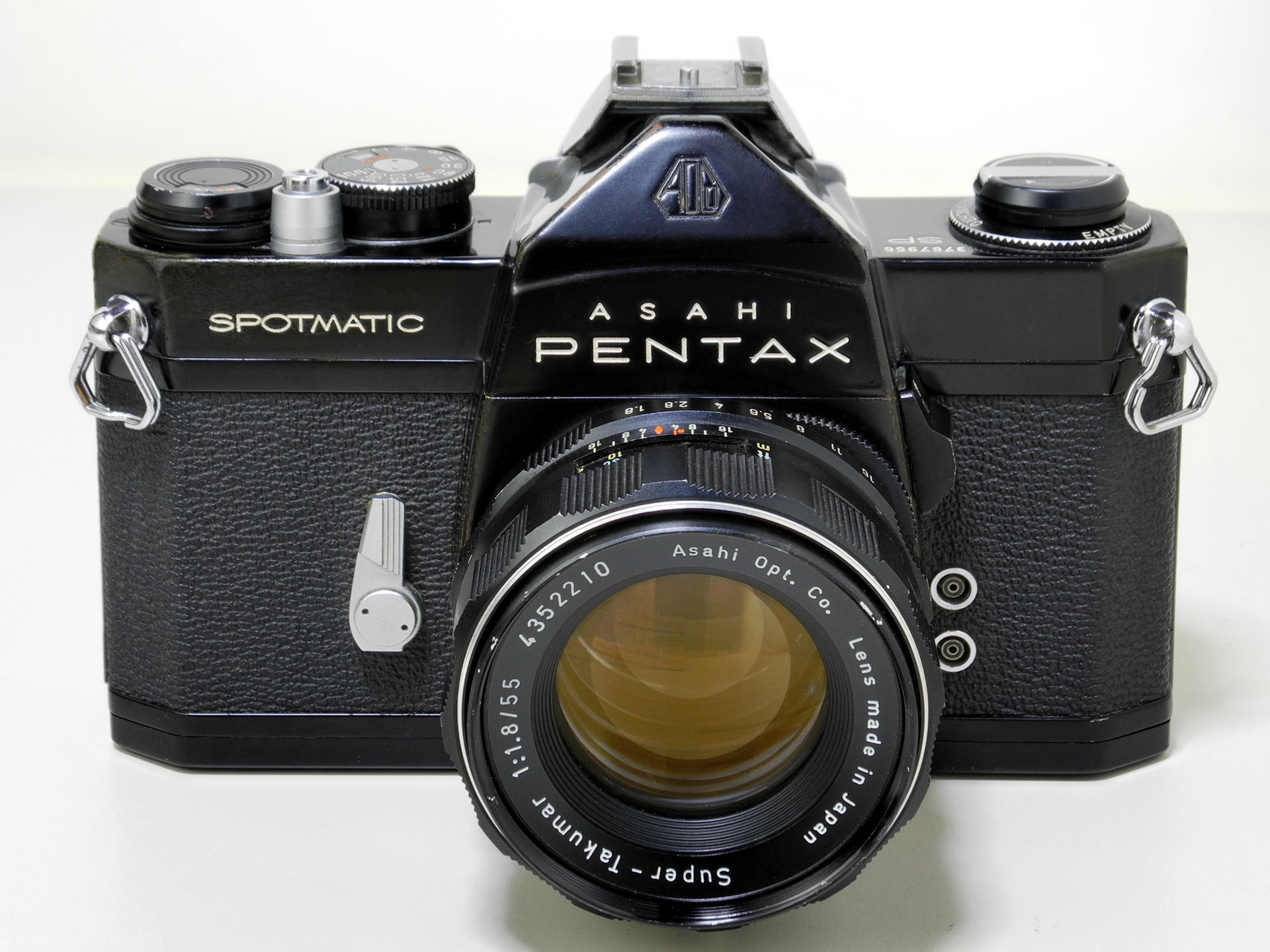
Pentax Spotmatic

1964. Reflex mono objectif, le premier à utiliser la mesure de la lumière à travers l'objectif (TTL),,.

### Nikon Nikkormat

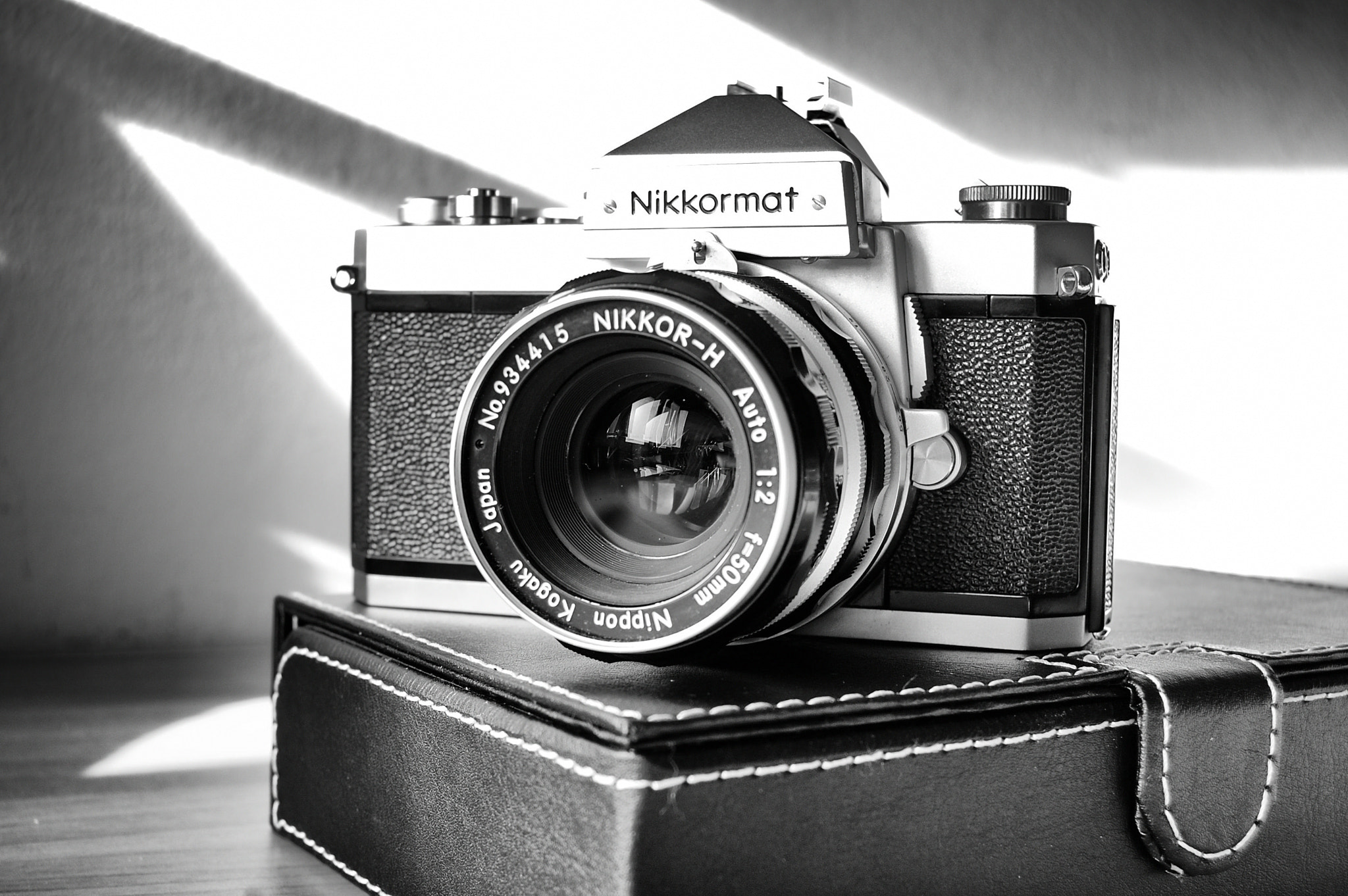
Nikkormat

1965. Le Nikon Nikkormat est la participation de Nikon au naufrage européen. Ses ventes ont été plus faibles que celles de ses concurrents à cause d'un prix 20 % plus élevé. La marque faisait plutôt porter ses efforts sur les appareils pour professionnels avec les déclinaisons du F de 1959.

### Minolta SRT 101

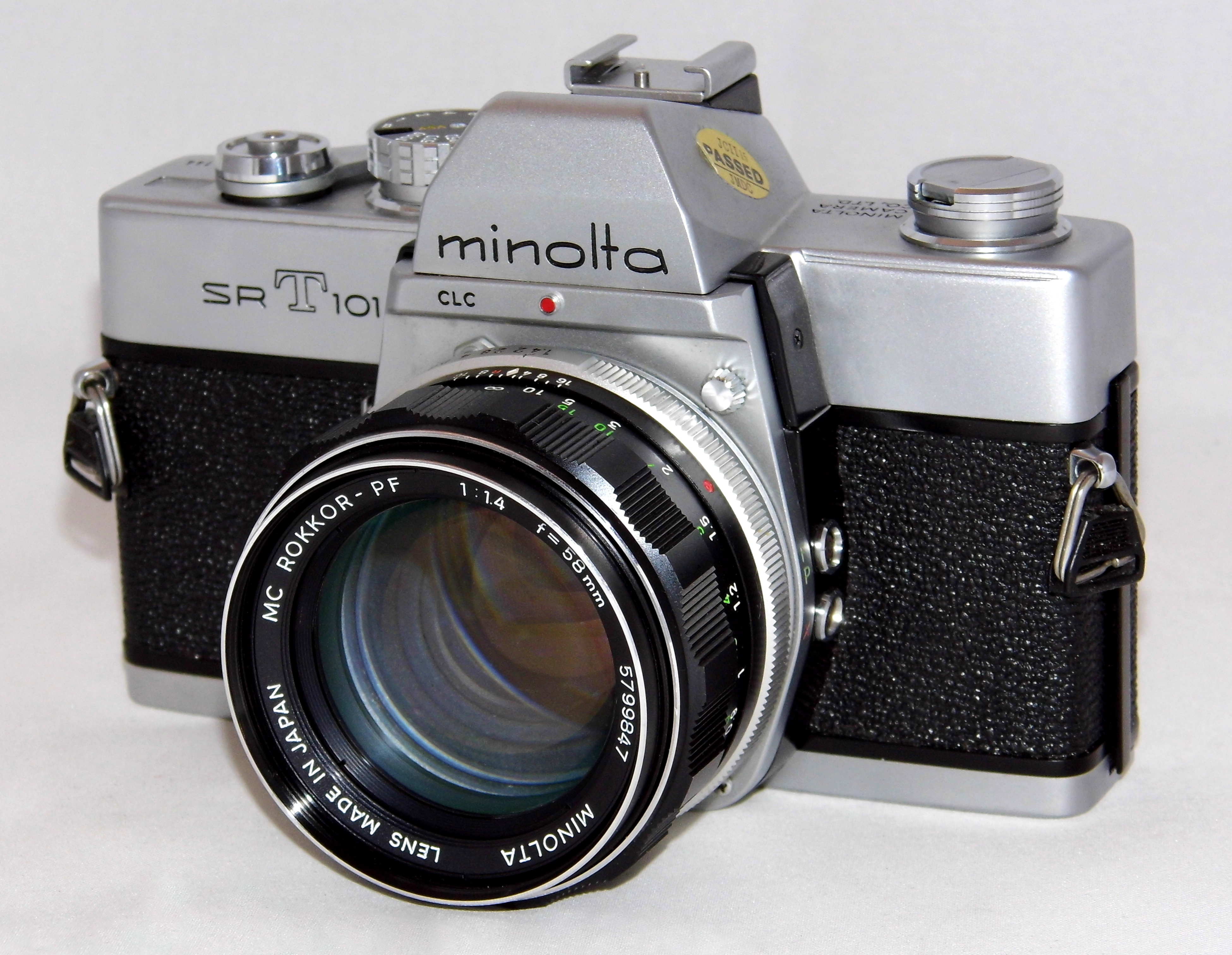
Minolta SRT 101

1966. Le Minolta SRT 101 aura à la fois un grand succès et plusieurs déclinaisons. Entre les différentes versions il s'en vendra 3 millions avant 1978. Comme ses concurrents il propose le miroir à retour instantané, la mesure TTL à pleine ouverture auquel il ajoute un début de mesure multizone avec deux cellules qui mesurent les parties inférieures et supérieures de l'image pour réduire l'influence du ciel plus clair. (Système CLC).

### Canon FT

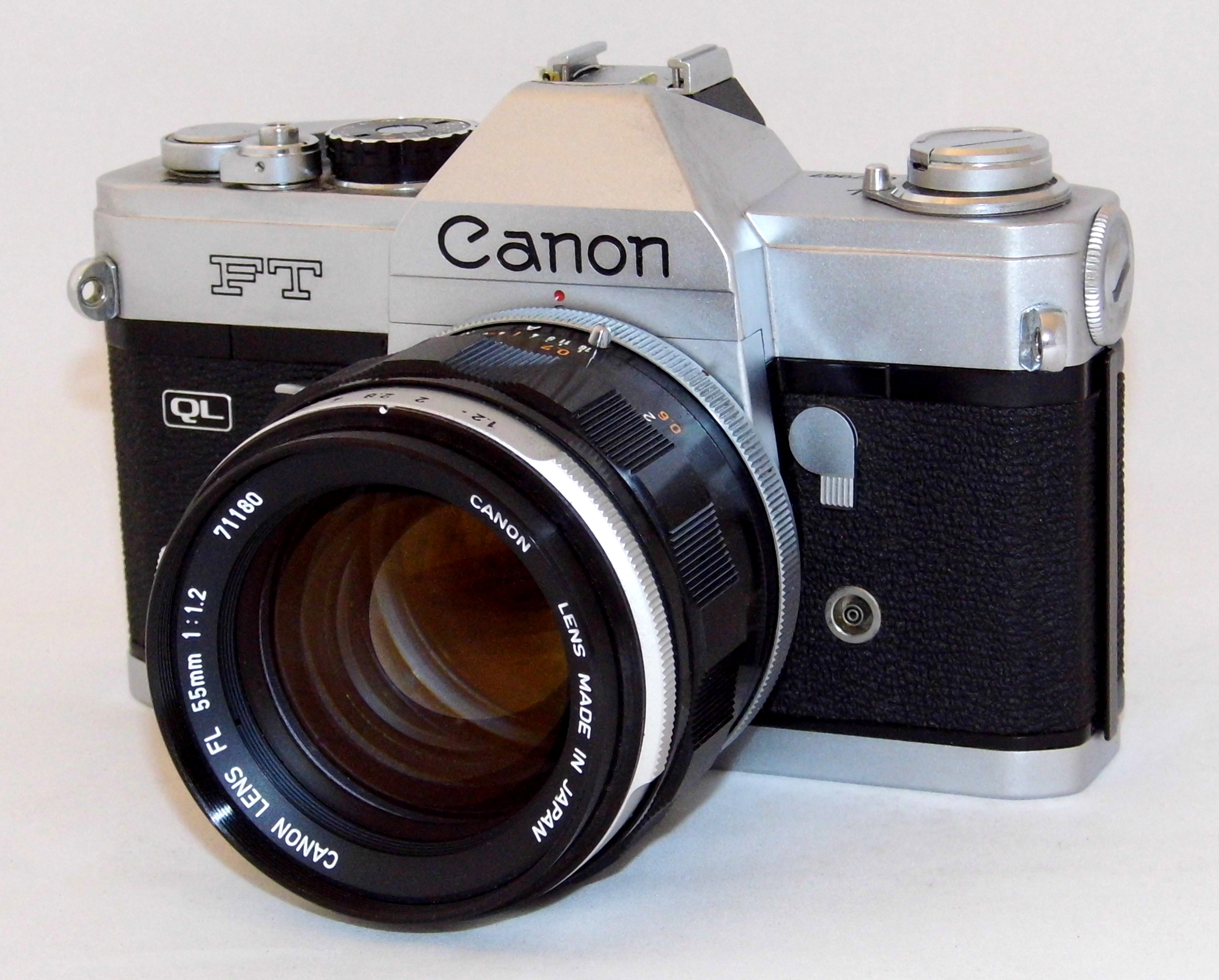
Canon FT QL

1966. Canon sera le dernier à ajouter les perfectionnements indispensables et encore, le FT s'il est bien à mesure TTL, mesure encore à ouverture réelle. Il faudra attendre 1971 et le FTb et sa monture FD pour mesurer à pleine ouverture.

## Rollei 35

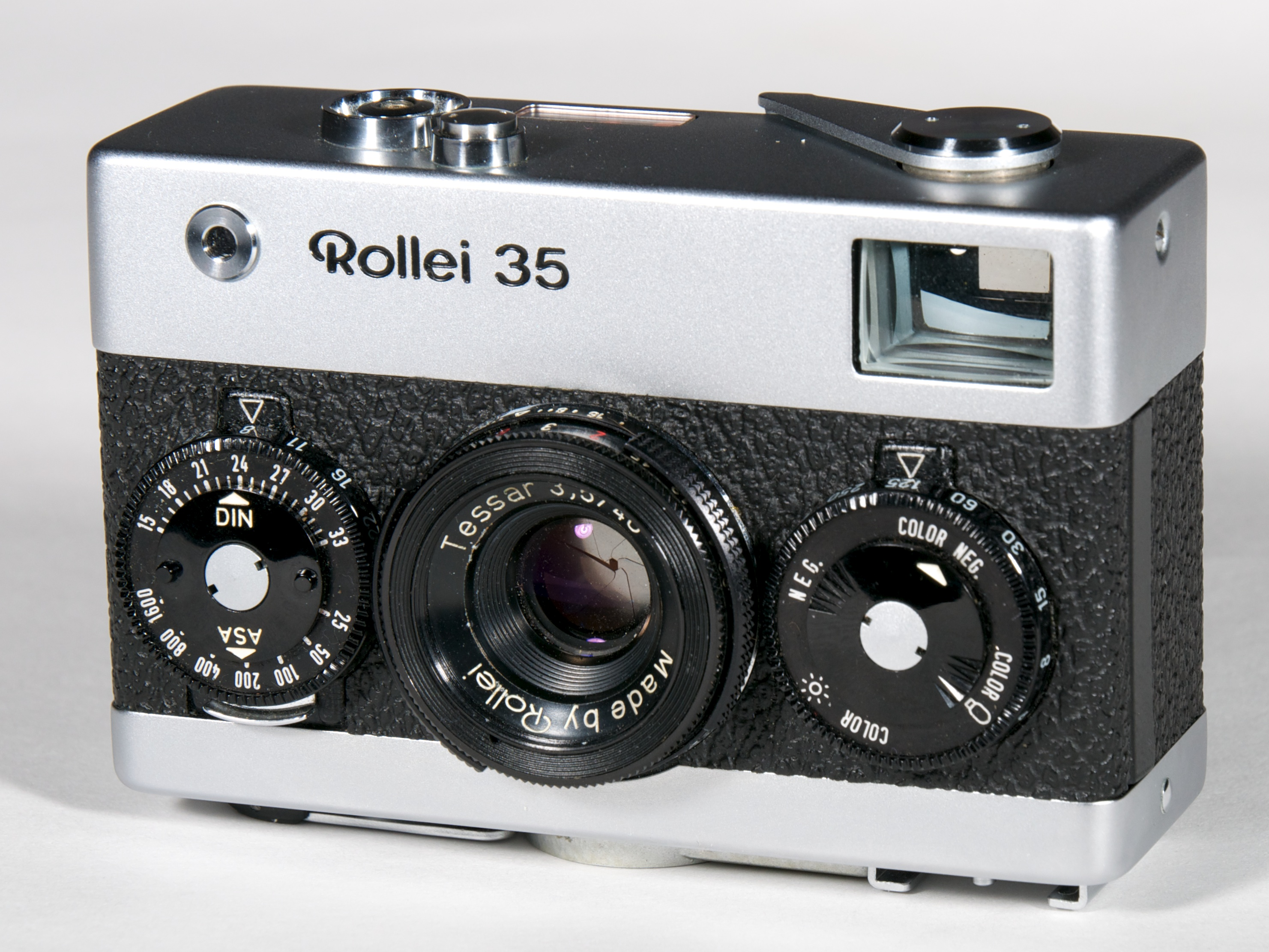
Rollei 35

1966. Rollei, pressentant la fin du 6 x 6 à double objectif dont il est le champion lance le Rollei 35, tout petit appareil à l'opposé de ses Rolleiflex et Rolleicord et qui lui a été proposé par Heinz Waaske. Il sera produit pendant seize ans dans différentes versions conservant le mini encombrement qui a fait son succès,,,.

## Olympus Trip 35

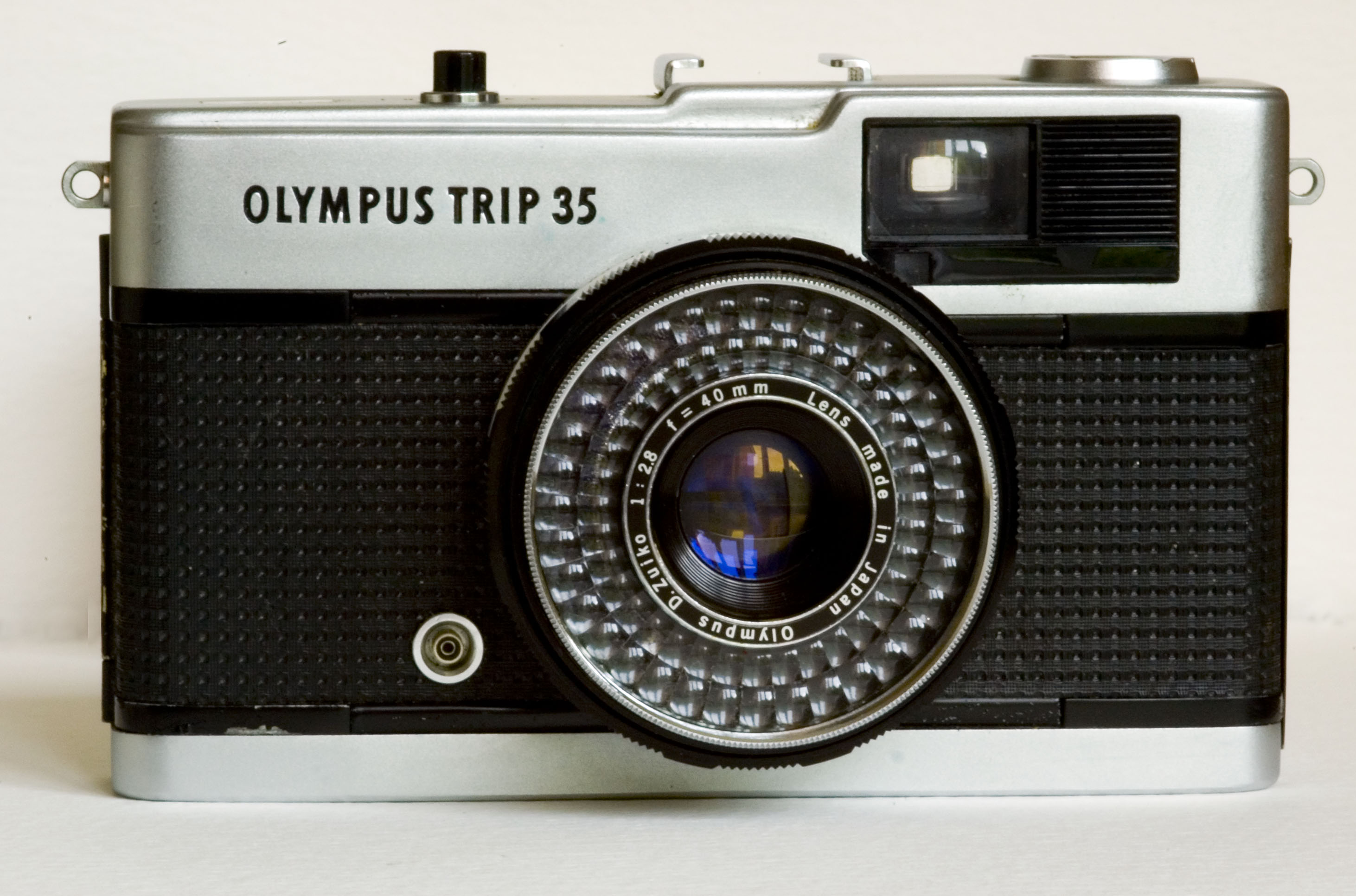
Trip 35

1968. Une des réponses japonaises au Rollei 35 il n'est pas aussi compact mais nettement moins cher. Il se vendra à plusieurs  millions d'exemplaires en presque vingt ans de carrière (entre cinq et dix millions d'appareils selon les sources) ,.

## Lomo Smena 8M

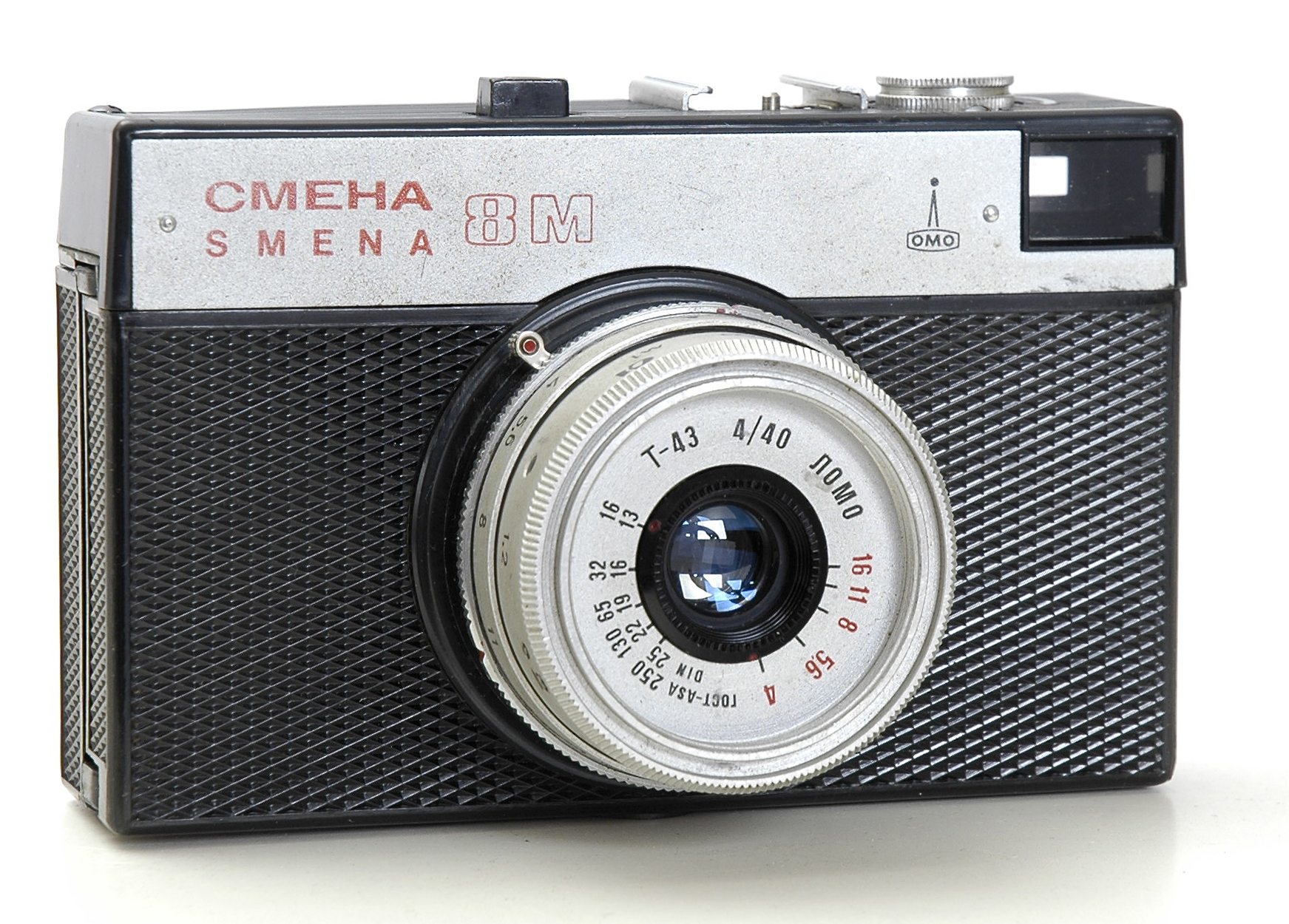
Смена 8М

1972. Appareil soviétique destiné aux amateurs. Produit pendant plus de vingt ans, il est produit dans des quantités énormes (plus de vingt et un millions d'appareils avec les variantes), y compris pour l'exportation sous le nom de Cosmic 35. Il fait partie des appareils remis au gout du jour par la mode de la « Lomographie ».

## Polaroid SX-70

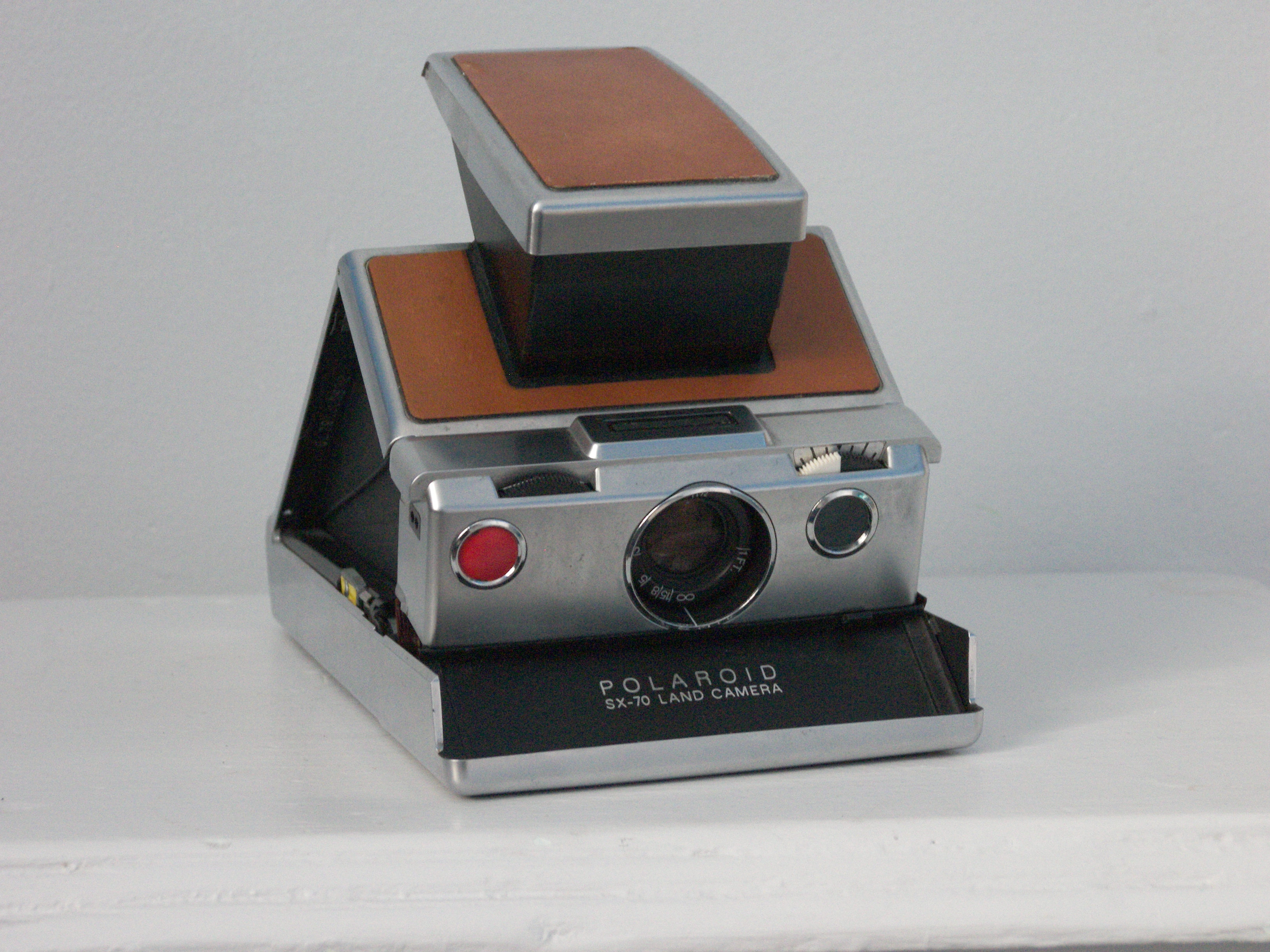
Polaroid SX 70

1972. Le Polaroid SX-70 est un appareil pliable et élégant d'une forme entièrement nouvelle et utilisant un nouveau film-pack,,,,.

## Kodak prototype numérique Sasson

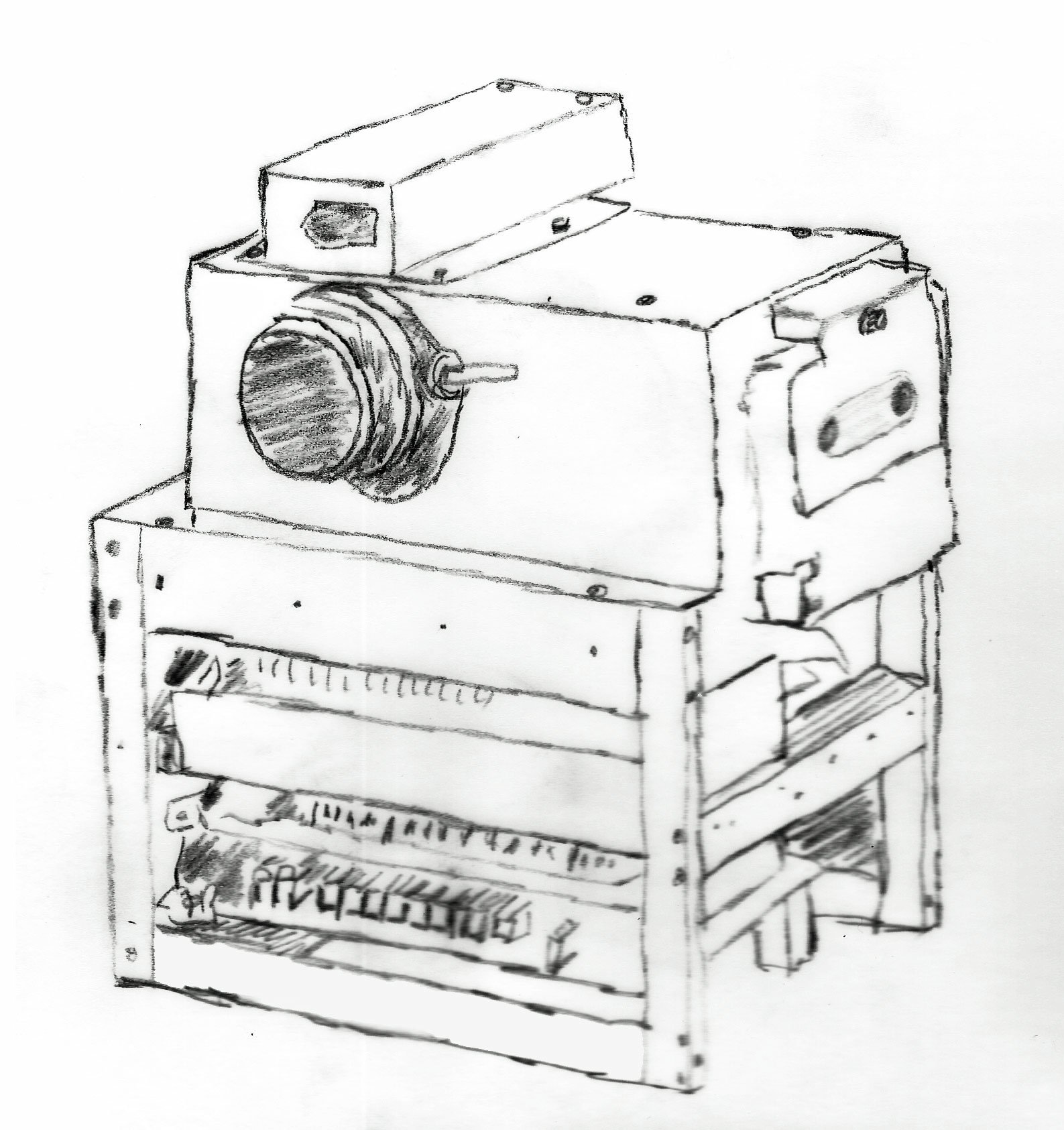
Croquis du premier prototype de Kodak numérique

1975. Kodak charge un ingénieur, Steven Sasson, d'étudier un appareil utilisant un capteur à couplage de charges (CCD) Fairchild Semiconductor noir et blanc de 0.01 Mégapixels. Il en résulte un appareil de 4 kilos ayant l'apparence d'un projecteur de diapositives posé sur un rack de cartes électroniques et muni d'un enregistreur à mini cassettes servant de support de sauvegarde. La sauvegarde demandait 23 secondes. Il en fallait autant pour la relire avec un lecteur spécial affichant l'image sur un téléviseur. Kodak déposera le premier brevet relatif à la photographie numérique dès 1978.

## Minolta 110 SLR

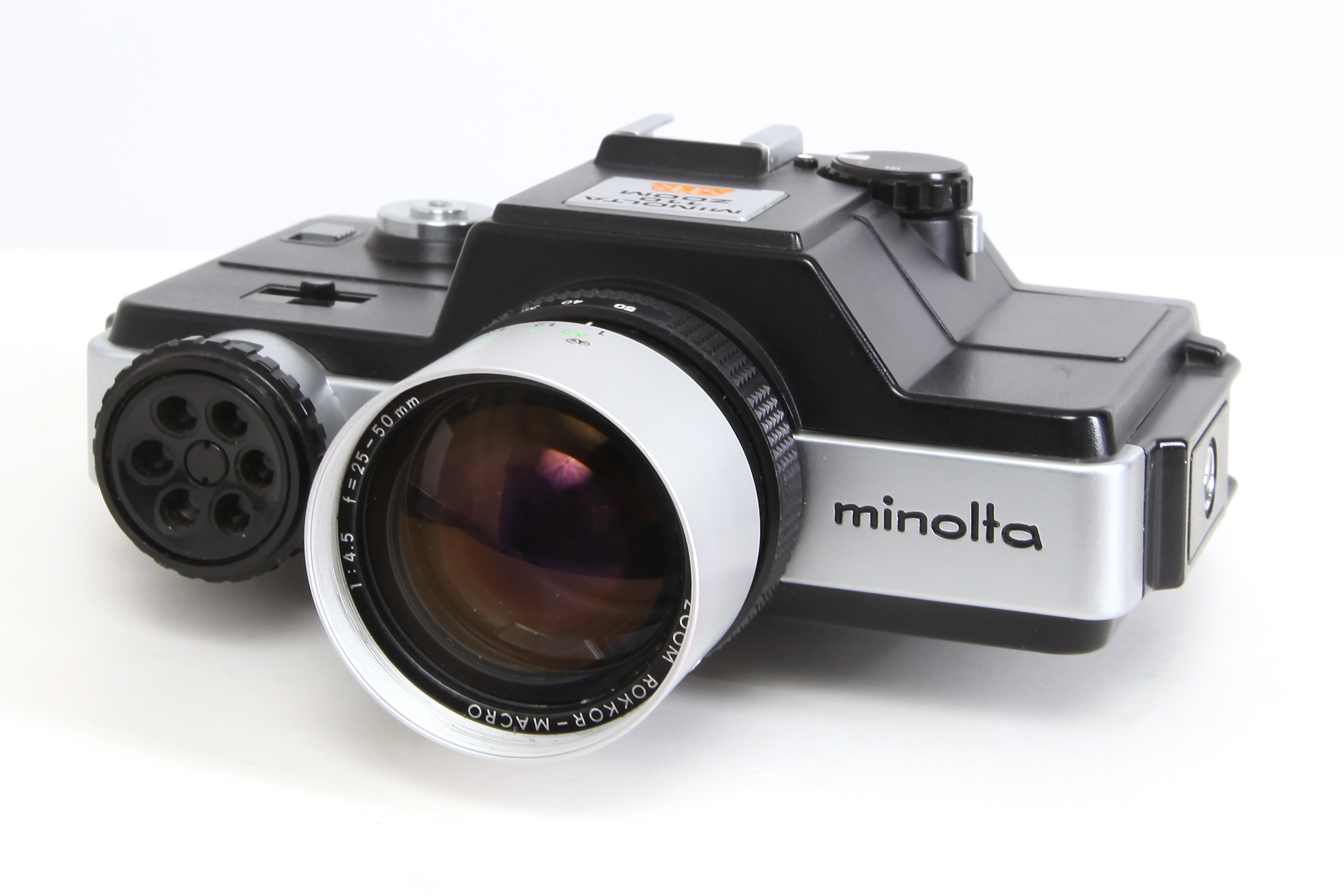
Minolta 110 Zoom SLR

1976. Premier appareil reflex mono objectif utilisant la cartouche 110 (version réduite de l'Instamatic 126 de 1963). Il se caractérise par sa forme inédite et l'utilisation d'un objectif zoom inamovible,.

## Canon AE-1

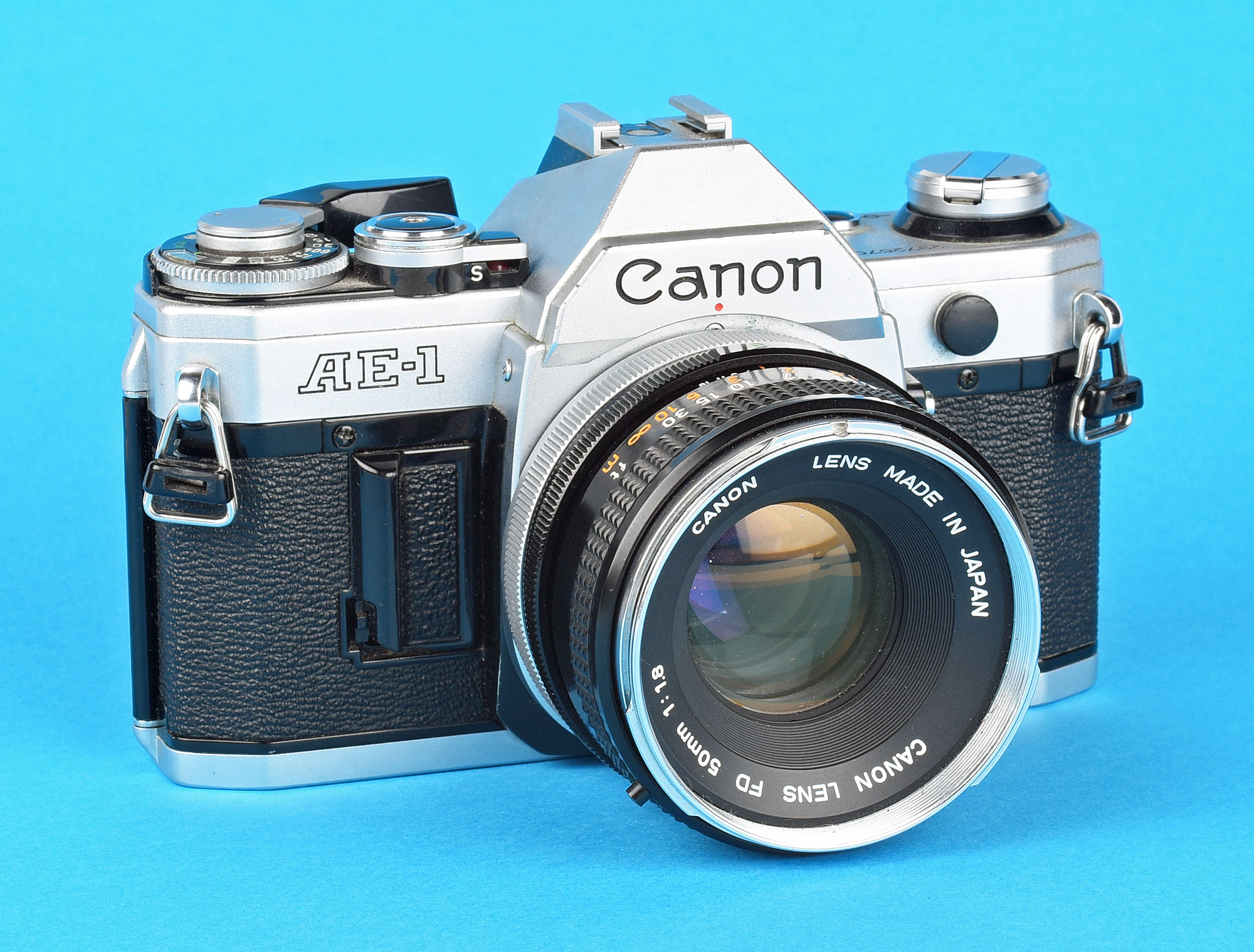
Canon AE1

1976. Le Canon AE-1 est un des plus grands succès  de Canon qui se concentre sur le marché des amateurs bien plus vaste que celui des professionnels largement occupé par Nikon. Ce reflex mono objectif se vendra à cinq millions d'exemplaires. Il est le premier d'une famille qui comprendra le AE-1 Program, le AT-1, le AV-1, le AL-1 et enfin le A-1 en 1978,.

## Lomo LC-A

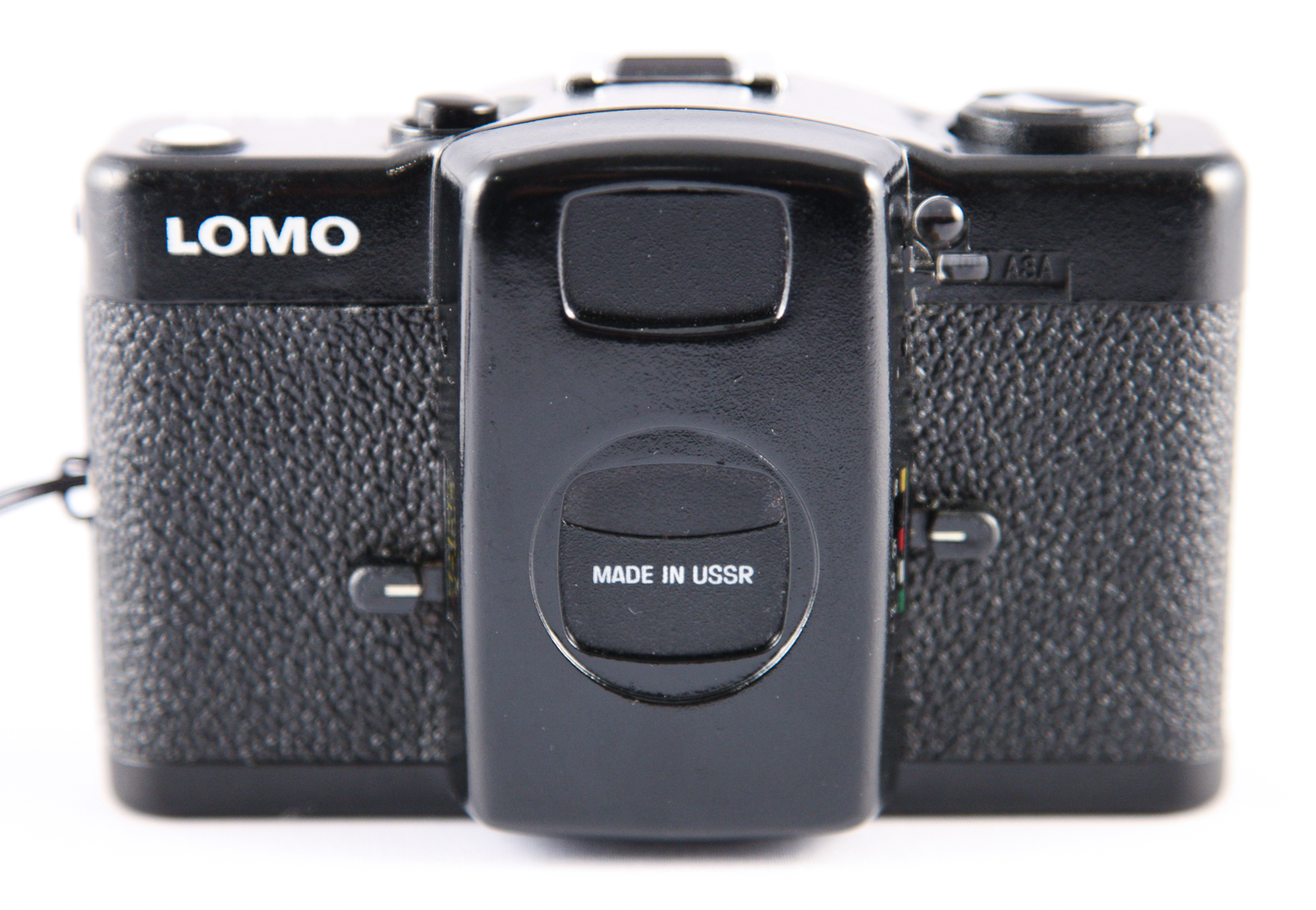
Lomo LCA

1988. Le Lomo LC-A est un appareil médiocre dont les défauts seront à la base de la vogue de la "lomographie" ou des facteurs aléatoires jouent sur l'apparence finale de l'image (fuites de lumière, aberrations chromatiques, flou, "effet tunnel" etc.). La fabrication stoppée en 1994 sera reprise en 1997 à la suite d'une campagne lancée par la "Lomographic society" soutenue par le maire-adjoint de Saint-Pétersbourg, Vladimir Poutine. Après l'arrêt définitif de la fabrication en Russie en 2005, la Lomographic society obtient les droits et fait fabriquer en Chine.

## Canon EOS-3

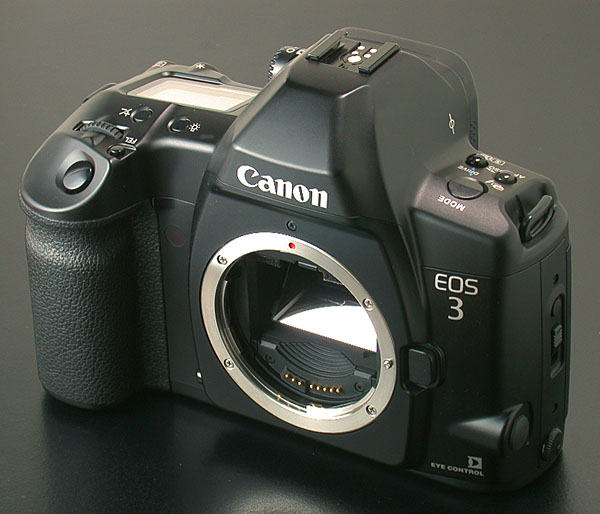
EOS3

1998. La gamme EOS fonctionnant bien, Canon choisit de revenir vers le marché des pros et des amateurs éclairés. l'EOS-3 améliore la détection du point autofocus par l’œil de l'EOS-5 qui passe à 45 collimateurs.

## Lomography Diana F

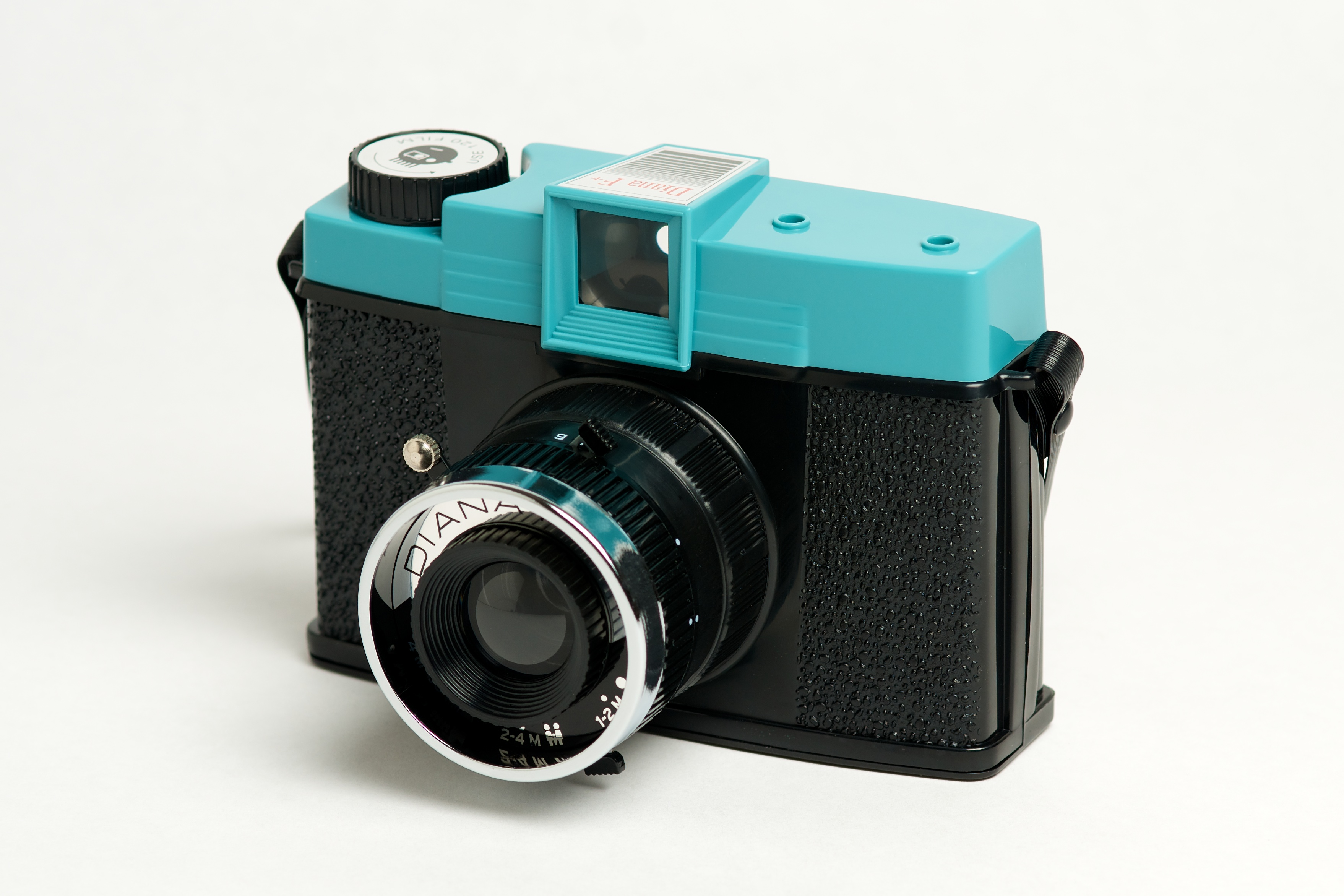
Diana F

2007. La vague de la lomographie entraine la création de la marque Lomography qui relance la production d'un appareil très bas de gamme des années 1960 : le Diana, vendu à l'époque (ou le plus souvent offert comme objet promotionnel) sous une multitude de noms et produit par la "Great wall factory" à Hong Kong où Macao. Il a été décrit par un magazine comme "le pire appareil photo jamais construit",.

## Ouvrages de référence
Les ouvrages utilisés pour sélectionner les appareils présentés dans cet article traitent de l'histoire de la photographie.
1. Johann Willsberger, Appareils anciens, Paris-Gembloux, Duculot, 1982, 150 p. (ISBN 2-8011-0384-5)
2. Patrice-Hervé Pont, 100 appareils légendaires, Anglet, Éditions du Pécari, 2001, 454 p. (ISBN 2912848113)
3. Brian Coe, L'appareil photo, une histoire illustrée, Gothenburs, Sweden, A.B. Nordbok, 1978, 240 p. (ISBN 0517533812)
4. Kate Rouse, Appareils photo, Paris, Books & Co, 1999, 80 p. (ISBN 2-84509-045-5, lire en ligne)
5. Michel Auer, Histoire illustrée des appareils photographiques, Lausanne, Edita, 1975 (ISBN 2-88001-004-7, lire en ligne)
6. Lawrence Harvey, Rétromania : petits boîtiers et autres curiosités qui ont marqué l'histoire de la photo, Paris, Eyrolles, 2013, 176 p. (ISBN 978-2-212-13659-3, lire en ligne)
7. Constantin Parvulesco, Appareils photo classiques, 1816-1976, Antony, E.T.A.I., 2011, 176 p. (ISBN 978-2-84102-138-3, lire en ligne)
8. Todd Gustavson, 500 appareils photo de légende 170 ans d'innovations photographiques, Paris, Eyrolles, 2013, 472 p. (ISBN 978-2-212-13767-5, lire en ligne)
9. Collectif, Prestige de la photographie 10 volumes, Paris, E.P.A., juin 1977 à octobre 1980 (ISBN 2-85120-062-3, lire en ligne)
10. Patrick Ghniassia, Cyclope, l'amateur d'appareils photographiques, Mialet, Cyclope
11. Jean-Paul Bouchet, 300 appareils pour la photographie argentique, Vaulx-en-Velin, Club Niepce Lumière, novembre 2022, 264 p. (ISBN 979-10-91258-16-6)

### Tableau de références
| Appareil                         | 1       | 2       | 3   | 4  | 5       | 6   | 7         | 8       | 9                     | 10                                                    | 11  |
| -------------------------------- | ------- | ------- | --- | -- | ------- | --- | --------- | ------- | --------------------- | ----------------------------------------------------- | --- |
| Nicéphore Niepce                 | 6       |         | 15  |    |         | 30  |           |         |                       |                                                       |     |
| Daguerre                         | 8       |         | 34  |    | 16      |     | 19        | 3       |                       |                                                       |     |
| Alexander S. Wolcott             |         |         | 18  |    | 45      |     |           |         |                       |                                                       |     |
| Voigtlander chambre en laiton    | 10      |         | 17  |    | 68      |     | 29        |         |                       |                                                       |     |
| Fox Talbot                       | 14      |         | 16  |    | 39      |     |           |         |                       |                                                       |     |
| Eugène Disderi                   |         |         |     |    |         |     |           | 294     | Vol V Pages 4 à 7     |                                                       |     |
| Dubroni                          | 24      |         | 177 |    | 252     |     | 20        | 432     | Vol I Pages 4 à 7     |                                                       |     |
| Chambre de voyage                | 50 à 55 |         |     |    | 64      |     |           |         |                       |                                                       |     |
| Le box Kodak N°1                 | 80 à 83 |         | 83  | 29 | 118     |     | 45        | 97      |                       |                                                       |     |
| Conti Photosphére                | 84      |         | 43  |    | 136 229 |     | 67        | 102     |                       |                                                       |     |
| Darier Escopette                 |         |         | 86  |    | 104     |     | 41        | 81      |                       |                                                       |     |
| Kodak Folding Pocket N°1         | 78      |         | 100 | 32 | 161     |     | 49        | 188     |                       |                                                       |     |
| Japy le Pascal                   |         |         |     |    | 129     |     |           | 110     | Vol II Pages 94 à 115 |                                                       | 62  |
| Kodak Brownie                    |         |         | 90  | 29 | 130     |     | 46        | 111     |                       |                                                       |     |
| Le Mammouth                      |         |         |     |    | 79      |     |           |         |                       |                                                       |     |
| Jumelle Sigriste                 | 92      |         | 211 |    | 132     |     |           | 108     | Vol V Page 48 à 53    |                                                       |     |
| Lumière Périphote                | 76      |         |     |    | 267     |     |           | 320     |                       |                                                       |     |
| Kodak Vest Pocket                | 112     |         | 104 | 36 |         |     | 47        | 198     |                       |                                                       | 52  |
| Leitz Leica                      | 124     |         | 113 | 54 | 203     |     | 62/78-105 | 224-227 |                       |                                                       |     |
| Erneman Ermanox                  |         |         | 127 |    | 141     |     | 72        | 302     |                       |                                                       |     |
| Rolleiflex                       | 126     | 363     | 152 | 48 | 196     |     | 122-137   | 171     |                       |                                                       |     |
| Zeiss Ikon Kolibri               |         |         | 127 |    | 142     |     |           |         |                       |                                                       | 56  |
| Agfa Karat                       |         |         | 117 |    | 212     |     |           | 240     |                       |                                                       |     |
| Agfa Box 34                      | 134     |         |     |    |         |     |           |         | Vol IV Pages 53 à 55  |                                                       |     |
| Minifex                          | 132     |         | 127 |    | 110     |     |           |         |                       |                                                       |     |
| Zeiss Ikon Contax                |         |         |     | 55 | 213     |     | 106-121   | 233     |                       |                                                       |     |
| Robot                            |         | 340     | 119 | 58 | 210     |     |           | 244     |                       | N°6 Pages 68 à 77 N°7 Pages 18 à 31 N°8 Pages 72 à 83 |     |
| Kodak Retina type 117            |         | 179     | 115 | 57 | 211     |     |           | 233     |                       |                                                       |     |
| Kodak Baby Brownie               |         |         | 95  |    | 131     |     |           | 123     |                       |                                                       |     |
| Graflex                          | 136     | 154     |     |    | 80      |     | 158-175   | 308     |                       |                                                       |     |
| Ihagee Kine Exakta               |         | 106     | 143 | 55 | 211     |     |           | 241     |                       |                                                       |     |
| Lomo Sport (Cnopm)               |         | 388/106 |     |    | 211     |     |           | 236     |                       | N°6 Pages 16 à 21                                     |     |
| LeCoultre Compass                | 130     |         | 128 |    | 208     |     |           | 365     |                       | N°52 Pages 37 à 41                                    |     |
| Minox                            | 132     | 258     | 127 | 72 | 111     |     |           | 362     |                       |                                                       |     |
| Lumière Eljy                     |         | 96      |     |    | 212     | 30  |           |         |                       |                                                       | 218 |
| Kodak Super Six-20               |         |         |     |    | 171     |     |           | 133     |                       |                                                       |     |
| Argus C3                         |         | 36      |     | 59 |         | 70  |           | 244     |                       |                                                       | 96  |
| Kodak Brownie reflex             |         |         | 96  |    |         | 36  |           |         |                       |                                                       |     |
| Polaroid 95                      | 140     |         | 184 | 68 | 257     |     |           | 438     |                       |                                                       | 234 |
| Kodak Hawkeye flash              |         |         |     |    |         | 40  |           | 138-139 |                       |                                                       |     |
| Alsaphot Cyclope                 |         |         |     |    |         |     |           |         |                       |                                                       | 49  |
| KMZ Zenit                        |         | 450     |     |    |         |     |           |         |                       |                                                       | 251 |
| Tessina                          |         |         | 130 |    | 113     |     |           | 371 378 |                       |                                                       |     |
| Secam Stylophot                  |         | 392     |     |    | 107     |     |           | 373     |                       |                                                       | 225 |
| Kiev 4                           |         |         | 118 | 54 |         | 90  |           |         |                       |                                                       | 248 |
| Hasselblad                       |         | 158     | 145 | 43 | 285     |     | 138-157   | 167 416 |                       | n°7 Pages 70 à 83                                     |     |
| Nikon F                          |         | 273     |     | 56 | 218     |     |           | 267     |                       |                                                       |     |
| Voigtlander Bessamatic et Zoomar |         |         |     |    |         |     |           | 420     |                       |                                                       |     |
| Spirotechnique Calypso           |         | 63      |     |    | 217     |     |           | 427     |                       |                                                       |     |
| Mecila Mecilux                   |         |         |     |    |         |     |           |         | Vol III Pages 66 à 79 |                                                       | 121 |
| Kodak Brownie Starmite           |         |         |     |    |         |     | 84        |         |                       |                                                       |     |
| Kodak Instamatic                 |         | 172     | 98  |    | 131     |     |           | 147     |                       |                                                       |     |
| Asahi-Pentax Spotmatic           |         | 252     |     |    | 218     |     |           | 271     |                       |                                                       |     |
| Nikon Nikkormat                  |         | 252     |     |    |         |     |           |         |                       |                                                       |     |
| Minolta SRT101                   |         | 252     |     |    |         |     |           |         |                       |                                                       |     |
| Canon FT                         |         | 66      |     |    |         |     |           |         |                       |                                                       |     |
| Rollei 35                        |         | 350     |     |    | 217     |     |           | 274     |                       |                                                       | 123 |
| Olympus Trip 35                  |         | 252     |     |    |         | 134 |           | 371     |                       |                                                       |     |
| Lomo Smena 8M                    |         |         |     |    |         | 156 |           |         |                       |                                                       |     |
| Polaroid SX-70                   |         |         | 186 | 70 | 258     |     |           | 441     |                       | N°7 Pages 12 à 17                                     |     |
| Kodak Prototype numérique Sasson |         |         |     |    |         |     |           | 442     |                       |                                                       |     |
| Minolta 110 SLR                  |         |         |     | 46 |         |     |           |         |                       |                                                       | 203 |
| Canon AE-1                       |         |         |     |    |         | 128 |           | 280     |                       |                                                       |     |
| Lomo LCA                         |         |         |     |    |         | 164 |           |         |                       |                                                       |     |
| Canon EOS-3                      |         |         |     |    |         | 162 |           |         |                       |                                                       |     |
| Lomography Diana F               |         |         |     |    |         | 168 |           | 390     |                       |                                                       |     |
|                                  |         |         |     |    |         |     |           |         |                       |                                                       |     |